# Босна и Херцеговина у Другом свјетском рату
Босна и Херцеговина је у дијелу Другог свјетског рата од априла 1941. до маја 1945. била дио марионетске Независне Државе Хрватске (НДХ), под контролом Нацистичке Њемачке и Фашистичке Италије. Отпор претежно српског становништва усташком терору који је спровођен од маја до јуна 1941. прерастао је од јула до августа у борбу великих размјера између двије идеолошке супротстављене антиокупаторске снаге — Народноослободилачки покрет (НОП) под Комунистичком партијом Југославије (партизани) и ројалистички Равногорски покрет (четници) — против усташког режима НДХ, њемачких и италијанских окупатора.
Споразум о сарадњи партизана и четника у Босни и Херцеговини склопљен је 1. октобра 1941, међутим није дуго потрајао. Командант четника пуковник Драгољуб Михаиловић је 30. децембра саопштио да се са партизанима не може сарађивати, јер је њихов циљ социјалистичка револуција. У јануару 1942, партизанско руководство је у апелу народима Босне и Херцеговине оптужило четничке вође за саботирање Народноослободилачке борбе (НОБ), вођење братоубилачког рата против партизана и позвало Србе, Хрвате и Муслимане да се прикључе заједничкој борби против окупатора, усташа и четника. Борба покрета на челу са КПЈ за револуционарни друштвени преображај друштва, чији је циљ био рушење старог капиталистичког друштвеног поретка и успостављање комунистичке власти у Југославији, настављена је на територији Босне и Херцеговине до маја 1945. године.
Већи дио времена од 1941. до 1945. Босна и Херцеговина била је епицентар борбе против окупатора, социјалистичке револуције, грађанског рата и најжешћих војних дејстава у Југославији. Овдје су се одиграли легендарни догађаји Народноослободилачког рата (НОР), који леже у основни партизанске митологије у послијератној Југославији: стварање 1. и 2. пролетерске бригаде, Игмански марш, битка на Козари, поход пролетерских бригада у Босанску Крајину, битке на Неретви и Сутјесци, као и њемачки десант на Титов штаб у Дрвару.
Током цијелог рата, значајан дио територије, с изузетком великих градова, контролисали су партизани и четници. Истовремено, насеља и читаве области су више пута прелазили из руке у руку непријатељима: нпр. власт у Фочи се мијењала 27 пута током рата. Само неколико линија комуникације, као што су Мостар—Сарајево—Добој, држале су италијанско-њемачке трупе, а од октобра 1943. само њемачке. Ратна дејства у Босни и Херцеговини трајала су до краја маја 1945. године. Послије крвавих борби, јединице Вермахта су протјеране из Мостара 14. фебруара, а из Сарајева 6. априла 1945. године. Од 12. до 15. маја на Зеленгори је ликвидирана главнина четничких снага, док су борбе против усташа у Оџаку настављене до 25. маја 1945. године.
Врховни штаб НОВ и ПОЈ налазио се у Босни и Херцеговини од краја децембра 1941. до јуна 1944. (с изузетком кратког боравка у Црној Гори на прољеће 1943). У БиХ је одржано прво и друго засједање Антифашистичког вијећа народног ослобођења Југославије (АВНОЈ), којим су постављени темељи послијератне Југославије. Друго засједање Земаљског антифашистичког вијећа народног ослобођења Босне и Херцеговине (ЗАВНОБиХ), одржано од 30. јуна до 1. јула 1944. у Санском Мосту, поставило је темеље државности Босне и Херцеговине. Након ослобођења 1945, Босна и Херцеговине је ушла у састав Федеративне Народне Републике Југославије као република, углавном у границама од 1878. до 1918. године.
Допринос Босне и Херцеговине ослобођењу Југославије био је већи од доприноса било које друге југословенске републике. Штавише, током рата страдало је око 407.000 становника. Према другим изворима, губици су износили око 316.000—328.000 становника.

## Предратно доба
Територија Босне и Херцеговине пред Други свјетски рат била је дио Краљевине Југославија, која је до 1929. носила назив Краљевина Срба, Хрвата и Словенаца.
Стварање Краљевства Срба, Хрвата и Словенаца 1918. одвијало се под знаком унитарног концепта, заснованог, према етнологу Марини Мартиновој, на затегнутој фикцији „’југословенске нацијe’ као ’троименог народа’, који је обухватао Србе, Хрвате и Словенце, али само као племена”. Истовремено, у Краљевству Срба, Хрвата и Словенаца, Босна и Херцеговина је у почетку имала статус покрајине у границама одређеним Свиштовским миром, а према Сенжерменском споразуму између сила Антанте и Аустрије, као и Видовданског устава из 1921, задржала је своју цјеловитост. Међутим, српски политичари су у име српских иредентистичких тежњи постепено централизовали власт, па је покрајинска власт у Босни и Херцеговини укинута 1924. године. Крајем двадесетих година 20. вијека у Југославији је наступила уставна и парламентарна криза. Посљедица кризе била је краљевска диктатура уведена 6. јануара 1929. године. Краљ Александар I Карађорђевић укинуо је устав, распустио Народну скупштину и лично преузео законодавну и извршну власт. Држава је 3. октобра 1929. преименована у Краљеву Југославију, а као административне јединице уведене су бановине. Истовремено, подручје Босне и Херцеговине подијељено је на четири бановине — Врбаску, Дринску, Зетску и Приморску — тако да су, гдје је било могуће, Срби чинили већину становништва. Административна сједишта двије бановине налазили су се у БиХ (Бања Лука и Сарајево), а друга два су била изван ње (Сплит и Цетиње). У Дринској, Врбаској и Зетској бановини већину су чинили Срби, у Приморској Хрвати, док су Муслимани били мањина у наведеним бановинама.
Програм отворене унитаризације Југославије, који се спроводио од 1929, преобразио је Босну и Херцеговину у простор на коме су Срби, Хрвати и Муслимани требали да постану један народ. Међутим, хрватски и српски народ су тада већ били чврсто успостављени, а Муслимани су имали одређена осјећања националне свијести и самобитности и игнорисали су идеју „троименог народа”. Стога је насилни покушај промјене неповратних друштвених токова само погоршао напетост политичке ситуације у земљи. Централизовани систем власти у вишенационалној Југославији није функционисао. Ништа се није промијенило послије доношења новог устава 3. септембра 1931. године. Посљедничо, да би се супротставила хрватском сепаратизму, југословенска влада је у августу 1939. створила аутономну хрватску административну јединицу — Бановину Хрватску, која обухватила тринаест округа са простора БиХ: Коњиц, Мостар, Столац, Љубушки, Томиславград, Ливно, Прозор, Бугојно, Травник, Фојница, Дервента, Градачац и Брчко. Остатак Босне и Херцеговине остао је у границама Врбаске, Дринске и Зетске бановине, подријеђен Министарском савјету. Муслимани нису учествовали у подјели и нису консултовани о њој.
Истовремено, Југословенска муслиманска организација (ЈМО), која је била муслиманска политичка странка, тражила је још 1933. у тзв. Сарајевским пунктацијама, да под „потпуно демократским, уставним и парламентарним системом”, Босна и Херцеговина „буде једна од равноправних јединица”. Предсједник странке Џафер Куленовић је у новембру 1939. предложио успостављање Босанске бановине, која би се простирала унутар историјских граница БиХ. Приједлог су подржали Муслимани — јавне личности, сва муслиманска друштва и институције, представници Исламске заједнице, као и представници пословних кругова у Сарајеву. На крају 1939. настао је покрет за аутономију Босне и Херцеговине, али није дошло до успостављања посебне политичко-територијалне јединице због противљења српских и хрватских политичара.
Аутономистичке тежње Муслимана и Хрвата у БиХ имале су снажан утицај на зближавање српских друштвених и политичких кругова. Посљедица је био покрет за стварање „јединственог српског политичког фронта” с циљем успостављања Српске бановине у Краљевини Југославији. Српски културни клуб (СКК) у Београду, који је објединио српску интелигенцију, бранио је гледиште да у Југославији, поред хрватског, постоји и српско питање и да се оно може ријешити само стварањем Српске бановине, кроз коју би оживјела идеја српске државе у оквиру југословенске државе. Идеја о аутономији Босне и Хереговине је одбачена, јер је она према СКК имала српски карактер, а њена аутономија није имала основа. СКК, као и сва српска друштва, удружења и установе у БиХ, радили су на уједињењу свих српских снага у „јединствени фронт српског народа” под слоганом „Срби на окуп!” и „Јако српство — јака Југославија!”. Покрет „Срби на окуп!” који је покренуо СКК постао је претеча четничког Равногорског покрета. Муслиманско друштво се плашило реакције Срба на покрете који су се залагали за хрватску, а прије свега босанску, аутономију. Овај страх је помогао да се Муслимани уједине уочи Другог свјетског рата.
Упркос захтјевима Муслимана и Срба, у Југославији није дошло до даље свеобухватне државе реформе, а национални антагонизми у „политички запуштеној и деградираној” Босни и Херцеговини „кували” су све до априла 1941. године. Истовремено, на подручју Врбаске и Дринске бановине до априла 1941. дјеловала су различита четничка удружења, знатно активније него у Бановини Хрватској. Према хрватском историчару Иви Голдштајну, то је био један од разлога што је на територији БиХ усташки терор над Србима био много жешћи него у другим дијеловима Независне Државе Хрватске. Као одговор, жеља за осветом захватила је редове четничког Равногорског покрета. Тако је током Другог свјетског рата Босна и Херцеговина постала поприште још озбиљнијег међунационалног сукоба него у Хрватској, а територија НДХ постала је поприште неупоредиво јачег сукоба него остали дијелови Југославије и од већег дијела Европе под нацистичком окупацијом.

## Становништво БиХ уочи Другог свјетског рата
Босна и Херцеговина је била претежно пољопривредна земља. Од пољопривреде и сточарства живјело је 75—80% становника (више од 2.500.000 од око 3.000.000 становника 1941), под великим утицајем остатака феудалног система (према Хрватској енциклопедији „који је у неким подручјима чак преовладавао”). Пољопривредни сектор се заснивао на малим фармама са нерентабилном производњом. Истовремено, око 69% газдинстава није могло да подмири потребе становништва запосленог у њима. Нерентабилности и неефикасна економија Босне и Херцеговине, уз високе стопе раста становништва (више до 20%), довела је до великог сиромаштва у земљи.
Према посљедњем предратном попису становништва 1931, у Босни и Херцеговини живјело је око 2.300.000 становника. Национални састав био је хетероген и подијељен по конфесионалној припадности у три главне групе: православни Срби — нешто више од 1.000.000 (44,25%), Муслимани — око 718.000 људи (30,90%) и католички Хрвати — око 547.000 људи (23,58%).Аграрна реформа, која није довршена, оставила је многе незадовољне, а рјешење сељачког питања су владајући српски кругови и странке у Босни и Херцеговини користили за политичке спекулације и уцјене. Због тога је национално питање формално поистовјећено са проблемима сељаштва.
Сиромаштво и претежно рурални састав становништва употпуњени су неписменошћу. Према подацима из 1941, више од 70% становника остало је неписмено. Образовање је било привилегија само уског круга људи, углавном из имућних породица, а образовање је било на ниском нивоу.

## Југославија на почетку Другог свјетског рата: септембар 1939 — март 1941.
Од почетка Другог свјетског рата, Југославија је у својим дипломатским односима са зараћеним странама досљедно чинила напоре да спријечи увлачење у рат. Министарски савјет је 4. септембар 1939. прогласио неутралност Југославије, али је земља касније била изложена притисцима Њемачке, која је настојала да је подреди својој иностраној политици. Притисак је растао, како је пораз Француске постајао очигледнији. Као резултат тога, под притиском Њемачке, Југославија је у другој половини јула 1940. принуђена да обустави извоз у земље које су биле у рату са Њемачком. Након напада Италије на Грчку 28. октобра 1940. и накнадног низа приступања Тројном пакту — Мађарска 20. новембра 1940, Румунија 23. новембра 1940, Словачка 24. новембра 1940. и Бугарска 1. марта 1941 — Југославија је била суочена са избором: или да постане члан Осовине или да се, у случају њихове агресије, ослони на успјех отпора, по узору на Грчку.
Пријетња ратом са Њемачком приморала је југословенску владу, на челу са Драгишом Цветковићем, да 25. марта 1941. у Бечу потпише протокол о приступању Тројном пакту. Овај потез подржала је Хрватска сељачка странка (ХСС), а ЈМО се није противила приступању, чиме је фактични одобравала. Међутим, и поред одсуства било каквих војних обавеза у протоколу, потписивање акта изазвало је масовни протест Срба, укључујући и велики дио официрског кора. Избио је државни удар којим је Цветковићева влада збачена 27. марта, а армијски генерал Душан Симовић је проглашен за предсједника владе. Иако је министар иностраних послова Момчило Нинић 30. марта обавијестио њемачке и италијанске изасланике да је југословенска влада остала вјерна обавезана датим у Бечу 25. марта, ова потез је изведен касно, пошто је Хитлер 27. марта, као одговор на државни удар, одлучио да нападне Југославију како би је уништио као силу.
Уочи рата, Њемачка и Италија су се побринуле да искористе „хрватски фактор” у циљу побједе над Југославијом и стварања новог територијално-државног поретка, док је југословенска држава требала да нестане. Од краја марта, Бенито Мусолини је предузео мјере да се у Хрватску, са почетком војних дејстава, пребаци вођа (поглавник) усташког покрета Анте Павелић и његови саборци који су били у Италији (око 250 људи). Усташе су требале да прогласе одвајање Хрватске од Југославије и стварање „хрватске државе”, која би фактички била под италијанском контролом, као и да споразумом осигурају укључивање Далмације у састав Италије. Заузврат, Њемачка је, непосредно прије напада на Југославију, послала СС-штандартенфирера Едмунда Фезенмајера у Загреб са задатком да убрза сепаратистичке токове у Хрватској. Предстојећих дана, њемачки емисари у тајним контактима покушали су да убиједе вођу ХСС Влатка Мачека да прогласи одвајање Хрватске од Југославије, али су њихови приједлози одбијени. Након тога, њемачка страна се опредијелила за сарадњу са усташким званиницима који су дјеловали у Хрватској и груписали се око пензионисаног пуковника Славка Кватерника.

## Априлски рат и капитулација Југославије
Према мемоарима, прве обавјештајне податке о датуму предстојећег њемачког напада југословенској влади је дао војни аташе у Њемачкој пуковник Владимир Ваухник 2. априла 1941. године. Прије и послије добијања података, како вјерује виши научни сарадник Института за славистику Леонид Гибјански, Симовић се „надао могућности да се напад спријечи или бар одложи политичким и дипломатским средствима” уз помоћ Совјетског Савеза. Међутим, испоставило се да је ова рачуница нереална. Вермахт је започео војна дејства против Југославије без објаве рата, рано ујутру 6. априла 1941. године. На мети ваздушних удара прво су се нашли Београд, сви аеродроми и објекти ратног ваздухопловства. Истовремено, противтенковске, моторизоване и пјешадијске јединице њемачке 12. армије започеле су офанзиву из југозападне Бугарске у правцу југословенске Македоније. Скопље је пало 7. априла, чиме је прекинута стратешка линија комуникација Београд — Солун и веза са британским трупама у Грчкој. Њемачке трупе из Бугарске су 8. априла кренуле на сјевер према Београду. Четири дана касније, заједно са њемачким трупама које су напредовале из Румуније, без борбе је заузета пријестоница Југославије. Јединице њемачке 2. армије су 7. априла кренуле у офанзиву из Аустрије и западне Мађарске према Хрватској и Словенији. Када је југословенска војска напустила Загреб 10. априла, а њемачке трупе су биле већ на периферији града, вођа загребачких усташа Славко Кватерник је, дјелујући у свези са њемачким емисарима, у Банским дворима и преко радија прогласио успостављање Независне Државе Хрватске (НДХ). Истог дана, њемачке трупе су заузеле Загреб. Југословенске трупе су до тада биле у потпуном расулу, предавале су се и повлачиле свуда осим са границе са Албанијом. Јединице 14. оклопне дивизије ушле су 13. априла на територију БиХ. Нијемци су 15. априла заузели југословенску врховну команду код Сарајева. У Сарајеву је 17. априла потписан акт капитулације Југославије пред оружаним снагама Осовине.
Према њемачком историчару Клаусу Шмидеру, капитулација Југославије је била војни и политички пораз краљевске власти без пресједана. У војном смислу, јер су трајање похода (11 дана) и губици које је претрпјела њемачка страна у оштрој супротности са јуначком одбрамбеном борбом Краљевине Србије против знатно надмоћнијих снага њемачко-аустроугарско-бугарске војске од 1914. до 1915. године. Политички, јер је сукоб покренуо политички преврат 27. марта 1941. који је био покушај да се одбаце федерални експерименти у земљи. Владајући режим Југославије показао је не само неспособност да постигне унутрашњи политички консензус, већ и још већу неспособност на бојном пољу. У условима распада државе, једина политичка снага у окупираној земљи која се залагала за југословенско јединство била је Комунистичка партија Југославије.

## Подјела Југославије. Укључивање БиХ у састав НДХ

### Мотиви Њемачке и Италија при подјели Југославије
Њемачка и Италија су се водиле различитим мотивима приликом подјела поражене Југославије. Њемачка је настојала да обезбиједи своје политичке, војне и економске циљеве на Балкану. То је укључивало ликвидацију Версајског поретка, контролу транспортних путева и приступ економским ресурсима региона потребним за рат, а такође спрјечавање искрцавања западних савезничких снага. Италија је југоисточну Европу посматрала као сопствену историјску сферу утицаја и дио свог природног станишта, које се протезало од Јадрана до Африке и Блиског истока. Потоње окупационе праксе Њемачке и Италије откриле су стална трвења међу савезницима и озбиљне сукобе њихових интереса. Као што је примјетила Мари-Жанин Калик, савезништво Хитлера и Мусолинија била је равноправно само по форми. „Већи дио времена Мусолини је губио.”

### Укључивање БиХ у НДХ
Послије капитулације, Југославија је распарчана током њемачко-италијанских преговора у Беч у од 20. до 22. априла 1941; на дијелу њене територије, одлуком Хитлера и Мусолинија, створена је Независна Држава Хрватска (НДХ) са квислиншким усташким режимом на власти. Према историчара Михаелу Портману, подјелу Југославија карактерисао је „недостатак плана и незнање изазвано Хитлеровим антисрпским поривима”. Истовремено, према дефиницији историчара Марка Атиле Хора, НДХ је постала „у суштини, италијанско-њемачка тампон држава”. Хитлер и Мусолини су заправо НДХ сматрали окупационом зоном. Хитлер је 12. април 1941. донио одлуку о подјели територије НДХ на њемачку (сјевероисточну) и италијанску (југозападну) сферу војне контроле. Демаркациона линија између двије сфере ишла је кроз БиХ јужно од Босанског Новог, Приједора, Бање Луке, Јајца, Доњег Вакуфа, Травника, Сарајева до Устипраче и Рудог. Касније, како је рат одмицао, њемачки утицај у НДХ је растао на штету Италије.
Укључивање БиХ у НДХ договорено је на Бечкој конференцији министара иностраних послова Њемачке и Италије од 21. до 22. априла 1941. године. Римским уговорима од 18. маја 1941. завршена је коначна подјела Југославије и потврђен улазак БиХ у састав НДХ. Уговори су осигурали Италији улогу „јамца” политичке независности и територијалног интегритета НДХ. Осим тога, Римски уговори потврдили су припајање Италији области Горског котара, Хрватског приморја и Далмације са острвима, као и дјелимичну контролу над територијом НДХ. Територијалне губитке које је НДХ претрпјела усљед Римских уговора, Хрвати су болно перципирали, укључујући и усташки покрет, и изазвали озбиљна антииталијанска осјећања, као и критички однос према усташкој власти међу различитим слојевима хрватског становништва.

### БиХ у административном устројству НДХ
Усташка власти у БиХ успостављена је до јула 1941. године. Уведена је нова административна подјела, која је требала послужити сврси интеграције БиХ у НДХ. Тако је 12 од 22 велике жупе НДХ обухватало, у цјелини или дјелимично, територију БиХ. Шест велике жупе налазило се у потпуности унутар историјске територије БиХ: Врхбосна (сједиште у Сарајеву), Лашва-Глаж (Травник), Крбава-Псат (Бихаћ), Сана-Лука (Бања Лука), Усора-Соли (Тузла) и Хум (Мостар). Истовремено, велике жупе Крбава-Псат и Хум обухватале су подручје изван БиХ. Преостале жупе су подијељене како би већина становништва била католичка. Називи жупа су одговарали називима из доба ранофеудалне Хрватске или босанске средњовјековне државе, која је требало да потврди наводно историјско право Хрватске на босанске земље. Према хрватској ултранационалистичкој усташкој идеологији, таквом подјелом требало је да избрише административна граница између Хрватске и БиХ, уједно да се истисне из свијести људи.

## НДХ као дио окупационог система
Према Леониду Гибјанском, НДХ је суштински била дио окупационог система успостављеног на територији поражене Југославије. Према Занели Шмид, историчарки са Хумболтовог универзитета у Берлину, сврха НДХ био је задовољење интереса Њемачке и Италије. „Њемачка је првенствено била заинтересована за економску експлоатацију НДХ, док је Италија у њој видјела свој животни простор, са свим посљедицама које су из тога произашле.” Да би постигао, усташки режим је био обавезан да „обезбиједи за оба партнера ’осовине’ гаранцију неограниченог приступа без потребе за даљим учешће у управљању и администрацији територијом”. Међутим, прогон над Србима који су усташе започеле убрзо по преузимању власти довео је до устанка и нестабилности, што је створило „идеалну средину” за покрет отпора. Због тога су Њемачка и Италија морале да остану на територији НДХ, да би задржале свој утицај и привилегије. „Зоне утицаја” које су створиле Њемачка и Италија „фактички су се све више претварале у зоне окупације као резултат присвајања власти од стране Нијемаца и Италијана на штету ’суверене’ хрватске државе”. Стога Занела Шмид присуство Њемачке и Италије у „зонама утицаја” на територији НДХ сматра њемачком и италијанском окупацијом, „чак и ако су се значајно разликовале од стварних окупираних територија, као што је Србија”.

### Њемачки окупациони систем
Након повлачења посљедњих дивизија које су учествовале у Априлском рату са територије БиХ почетком јуна 1941, замијењене су окупационом 718. пјешадијском дивизијом. Контролисала је дио БиХ сјеверно од демаркационе линије и подрује сјеверно од ријеке Саве (Сремска Митровица, Славонски Брод, Стара и Нова Градишка, Кутина). 718. пјешадијска дивизија била је подријеђена штабу 65. корпуса посебне намјене у Београду. Поред 718. пјешадијске дивизије, на територији НДХ су биле јединице за обезбјеђивање комуникација, чување рудника и јама, индустријских објеката, магацина итд. Процјењује се да је уочи устанка 1941. у БиХ било стационирано двије трећине (око 8000 људи) од укупног броја њемачких окупационих трупа у НДХ.
Од почетка 1942. на територији БиХ су дејствовале оперативне формације Вермахта. Њихов број, величина, мјесто и вријеме дејства зависили су од циљева борбе са партизанима. Штабови ових оперативних јединица на борбеним подручјима били су задужени за цијели њемачки окупациони апарат, као и за војну и цивилну власт НДХ. У таквим случајевима хрватска влада је именовала свог представника у њемачки оперативни штаб, који је био задужен за одржавање комуникација између њемачких војних власти и хрватских цивилних власти.
У Загреб је 17. априла 1941. стигао њемачки генерал Едмунд Глез фон Хорстенау као представник Врховне команде Вермахта (ВКВ; од 28. октобра 1942. представник Вермахта у Хрватској) при Главном штабу Хрватског домобранства. У његове надлежности сврставао се рад на организовању и руковођењу оружаним снагама НДХ. У ствари, био је инспектор Хрватског домобранства. Истовремено, у сарадњи са њемачким посланством у Загребу, био је дужан да читав живот НДХ — економски, друштвени и политички — усмјерава у складу са интересима Њемачке. Хорстенау је истовремено обављао дужност војног аташеа у њемачком посланству у НДХ и у том својству обављао углавном обавјештајне послове. Био је одговоран за свој рад ВКВ-у, али је такође извјештавао врховног команданта њемачких оружаних снага на југоистоку. Хорстенау је имао своју администрацију. Њему су били подријеђени њемачки батаљони безбједности у НДХ. Од средине 1941. Хорстенау је могао користити јединице 718. пјешадијске дивизије у изузетним случајевима и уз дозволу команде 65. корпуса посебне намјене.
На територији НДХ дјеловала је њемачка Безбједносна полиција (Зипо) и Безбједносна служба (СД). У Београду у априлу 1941. успостављена је ајнзацгрупа Зипо и СД за Југославију, а у Загребу подријеђена ајнзацкоманда. Нешто касније, у Сарајеву и Осијеку су створене ајнзацкоманде. Надлежност ајнзацкоманде у Осијеку простирала се на сјевероисточну Босну. Ајнзацкоманда у Сарајеву била је непосредно подријеђена ајнзацгрупи Сипо и СД за Југославију, а од краја 1942, када је ова група распуштена, ајнцазкоманди Сипо и СДС за Србију и Београд. Ајнзацкоманда у Загребу је распуштен у марту 1942. године. Умјесто ње успостављен је институт полицијског аташеа при њемачкој амбасади, као и филијала полицијског аташеа у Сарајеву. Задаци ајнзацкоманде били су тражење и хапшење противника Њемачке, учешће у стварању полицијских снага НДХ и извиђање. Ајнзацкоманда у Сарајеву је активно учествовала у борби против партизана, а пратила је и аутономашке тенденције у муслиманским круговима у БиХ и дешавања на територији коју је окупирала Италија (Херцеговина и Далмација). Команда Зипо и СД располагала је снагама њемачке полиције и жандармерије, чији број и распоред на територији БиХ од 1941. до 1942. нису утврђени. Једна од пет екипа њемачке теренске жандармерије у НДХ налазила се у Сарајеву. Од јуна 1941. па надаље команда Сипо и СД за своја хапшења користила је полицију НДХ, која је у том погледу била само извршни орган њемачке полиције.
У БиХ су дјеловале обавјештајне службе Њемачке: 6. управа РСХА „СД-инострано” и Абвер. У Сарајеву је дјеловао огранак београдске абверкоманде, а истурени извиђачки пунктови у више градова.
Док је формално одржавала суверенитет НДХ, Њемачка је отворила свој амбасаду у Загребу. Од 20. априла 1941. на њеном челу био је Зигфрид Каше, који је био велики бранилац интереса Павелића и његовог режима. Њемачка амбасада се бавила не само дипломатско-конзуларним питањима, већ и многим другим пословима, прије свега политичким. Имала је снажан утицај на сва дешавања у НДХ.

### Италијански окупациони систем
Након капитулације Југославије, територију јужно од демаркационе линије заузеле су италијанска  2. и 9. армија. 2. армија је окупирала дијелове Словеније, Хрватске и БиХ. 9. армија је окупирала источну Херцеговину, Црну Гору, дио Косова и западну Македонију.
Италија је своју сферу војне контроле у НДХ подијелила у три зоне војне одговорности (окупационе зоне). Анектиране територије Хрватске, које су по Римским уговорима припале Италији, чиниле су прву зону. Друга зона простирала се дијелом од Јадранског мора, дијелом од припојене територије Хрватске до линије: планина Пљешевица — Доњи Лапац (искључиво) — планина Старетина — планина Шатор — планина Голија — Прилука (искључиво) — Ливно (искључиво) — Шуица (искључиво) — Дувно (искључиво) — планина Вран — планина Чврсница — планина Прењ — планина Црвањ — Чемерно — планина Лебршник на сјеверу. Ова зона је обухватала градове: Босанско Грахово, Ливно, Дувно, Љубушки, Мостар, Столац, Љубиње, Требиње, Билећа и Невесиње. Гатачки срез је 12. септембра 1941. придодат Другој зони. Трећа зона се састојала до територија између Друге зоне и демаркационе линије.
Након потписивања Римских уговора већина италијанских окупационих трупа повучена је из НДХ. Јединице 5. и 6. армијског корпуса остале су у Трећој зони као трупе „стациониране на територији пријатељске и савезничке Независне Државе Хрватске”. У саставу окупационих снага, поред оперативних јединица, улазили су и граничари, територијални покретни батаљони, жандармерија (карабињери), финансијско обезбјеђење итд. Према истраживањима, почетни број окупационих снага у Другој зони био је између 25.000 и 35.000 људи. Италија и НДХ су 18. маја 1941. потписале споразум о војним питањима, везан за Јадранско море. Према тим уговорима, НДХ је било забрањено да у Другој зони (тзв. демилитаризована зона) има војне објекте, утврђења, војно-оперативне базе, складишта, фабрике и уређаје који би могли да се користе у војне сврхе. Хрватима је овдје било дозвољено да одржавају само ограничене снаге домаће службе, поморске јединице за полицијске потребе и финансијску службу. Усташке јединице принуђене су да напусте Другу зону.
У Загребу је дјеловала италијанска војна мисија која је одржавала везу са хрватским Министарством Хрватског домобранства и командом војске НДХ. Координисала је сарадњу између оружаних снага двију држава. Мисију је предводио генерал Ђовани Батиста Оксилија. До почетка јула 1941. у Загребу је био „посебни опуномоћеник италијанске владе”, касније италијански амбасадор Рафаело Касертано. Као и њемачки амбасадор у Загребу, бавио се углавном политичким пословима.

## Усташки режим
Према Леониду Гибјанском, усташка власт била је „радикални националистички режим са снажним тоталитарним обиљежјима”. Усташе су у предратној Хрватској биле маргинални покрет од око 2000 чланова, а нова усташка бирократија постављена је из на брзину окупљене, нестручна маргиналне снаге која је брутално наметнута становништву БиХ. Према Марку Хору, „неспособни, корумпирани, непоштени и непринципијелни, потпуно су отуђили људе од режима.” НДХ је организована као држава поглавника, без подјеле власти, а прогон непожељних група становништва легализован је Законском одредбом за одбрану народа и државе 17. априла 1941. године. Усташка власт је користила идеју „хрватске аријевске нације” по њемачком моделу. У априлу су донијети антијеврејски Нирнбершки закони. Ослонци Павелићеве тираније били су Усташка војница, Хрватско домобранство, Усташка надзорна служба, Редарствена стража и Оружништво, специјални судови и више од 20 концентрационих логора. Без војног основа, становништво НДХ не би толерисало диктатуру усташких екстремиста, који нису имали широку изборно базу у земљи.
У НДХ су забрањене све политичке странке осим владајућег усташког покрета. Широм земље, усташе су успоставиле своју страначку структуру на више нивоа, уједињујући мјесне организације: у општинама — табор, у котарима — логор и у жупама — стожер. На челу усташке организације био је Главни усташки стан (ГУС), на чијем је челу био поглавник Анте Павелић. Формално ГУС је одређивала политику која се спроводила у НДХ, али је у стварности сву власт и у странци и у држави узурпирао Павелић. Доносио је све законе, именовао и смјењивао највише представнике цивилне власти од великих жупана до министара, шефова стожера, војних и полицијских начелника. Његова ријеч је заправо била одлучујућа у одређивању цјелокупне унутрашње и иностране политике земље.
Хрватске оружане снаге чиниле су Хрватско домобранство, Усташка војница и Оружништво и фомиране су мобилизацијом Хрвата и Муслимана. Поред њих, основана је и Војна крајина, погранична стража, са командом у Сарајеву. Крајем јула 1941. све ове формације бројале су око 44.000 људи.
Усташки модел етнонационалне политике, заснован на хрватској иредентистичкој идеји, подразумијевао је анексију БиХ и асимилацију њеног становништва, што није испунило очекивање већине становништва БиХ. Павелић је желио да БиХ види као саставни дио хрватске државе и то је правдао наводним хрватским поријеклом муслиманског становништва. Усташко руководство прогласило је да без БиХ нема хрватске државе, БиХ је „најдрагоцјенији драгуљ” Хрватске, а Муслимани „најаутохтонији дио” хрватског народа. Павелић је у својој реторици увијек опрезно обећавао Муслиманима једнака права и политичку заступљеност. Осман Куленовић, брат предсједника ЈМО Џафера Куленовића, именован је за потпредсједника прве владе НДХ. Хилмија Бешлагић је био министар саобраћаја и јавних радова у првој влади. Истовремено, став усташког руководства није дозвољавао никакав посебан статус за Муслимане, проглашавајући их „Хрватима исламске вјероисповијести”. Сам назив „Босна и Херцеговина” уклоњен је из службене употребе.

## Српско питање у НДХ и усташки терор над Србима
Политика владајуће снаге НДХ, коју су представљале усташе, била је усмјерена на изградњу хрватске етничке државе, док су Хрвати представљали нешто више од половине цјелокупног становништва. За главну препрјеку остварењу овог циља сматрани су Срби, који су чинили скоро трећину од више од 6.000.000 становника земље. Према усташком руководству, Срби у НДХ чинили су двије конвенционалне групе. Прву су чинили „Хрвати по поријеклу”, чији су преци прихватили „погрешну” вјеру и који су сада морали да се покатоличе. Другу групу су чинили „Срби по поријеклу”, који су се „неправедно” нашли на „хрватском” тлу и због тога били подвргнути пресељавању, протјеривању или уништењу. Да би се ријешило српско питање, у априлу и мају 1941. донијете су законске одредбе којима су Срби стављен ван закона.
Тиме су створени услови за усташки терор с циљем чишћења НДХ од нехрватских елемената и постизања етничке хомогенизације на цијелој територији. Истребљење Срба у БиХ почело је у мјестима, гдје је муслиманско становништво чинило већину. Од маја у Босанској Крајини забиљежена су групна погубљења Срба на подручју Бихаћа, Цазина, Босанске Крупе, Босанског Новог, Приједора, Санског Моста и Кључа. Већ у јуну на многим подручјима БиХ дошло је до бруталног прогона и физичког истребљења српског становништва. Срби у источној Босни били су изложени свим врстама насиља. Главну улогу у организовању терора имали су Павелићеви повјереници Јуре Францетић, Божидар Брало и Хакија Хаџић. Усташка антисрпска пропаганда имала је извјесног успјеха међу муслиманским и хрватским становништвом. Да би се Срби деморалисали и дезорганизовали, нападнути су православни свештеници, имућнији грађани и интелигенција. Облици геноцида над Србима у источној Босни добили су широк опсег на подручју Бирча, Власенице, Зворника, Вишеграда, Бијељине, околине Сарајева, Фоче и Горажда. Истовремено, распоређена је усташка бригада под командом Францетића. Управа Усташког редарства је 23. јула 1941. издала налог великим жупанима и Усташком повјеренству БиХ, на челу са Францетићем, да започну хапшења и слање Јевреја, Срба и комуниста у логор Госпић. Истовремено, усташки повјереник у Бањој Луци Виктор Гутић, најавио је а свој програм ликвидације цјелокупног српског становништва старијег од 15 година и смјештаја српске дјеце у самостане да би се од њих направили „добри католици”. Истовремено, изговор за физичко истребљење Срба била је освета Хрвата за двадесетогодишње угњетавање у „великосрпској држави” и насиља четника на крају Априлског рата.
Према историчару Енверу Реџићу, терор над Србима у источној Херцеговини је „попримио веома жестоке облике”. Организовали су га усташки повратници из избјеглишта с циљем да дођу до хрватске етничке већине на граници са Црном Гором. Рачуница се заснивала на традицији вјерске мржње херцеговачких Муслимана према православним Србима. „На овом простору гдје усташки покрет и организације нису никада постојали, гдје је српски елемент чинио 75% укупног његовог становништва, успостављене усташке организације и установе власти биле су по саставу муслиманске и у рукама Муслимана. Регрутоване из домаћег муслиманског елемента, усташе су починиле многа насиља и злодјела геноцидног облика над српски становништвом невесињског, гатачког, билећког и љубињског среза као и у другим крајевима источне Херцеговине.”
Усљед терора, за Србе, којима је пријетило физичког уништење, постојао је само један излаз — оружани отпор и устанак против усташког режима НДХ.

## Развој покрета отпора (јун—септембар 1941)

### Јунски устанак у источној Херцеговини
Први српски устанци у БиХ почели у јуну 1941. у источној Херцеговини, недуго након што је италијанска страна 20. маја предала контролу хрватским властима. Хрватске власти су брзо именовале мјесне руководиоце органа власти, а успотављала је и усташке одреде, који су, заједно са неколико стотина оружника и домобрана, имали задатак да одржавају јавни ред. Због малобројности хрватског становништва у регији (око 1,1% од укупног броја), већина нових чиновника и усташа били су Муслимани, који су чинили око 23,7% становништва територије. Нова администрација је одмах почела да учвршћује своју власт и журно спроводи нове законе, распирујући мржњу према Србима. Један од првих корака нове усташке власти, у складу са указом од 17. маја 1941, био је прикупљање наоружања и војне опреме преосталог међу становништвом након капитулације Југословенске војске. Традиција посједовања личног наоружања у Херцеговини била је веома јака, па је акција имала скоро никакав одјек међу Србима.
У невесињском крају 1. јуна усташе су, као одговор на одбијања мјештана Дрежња да предају оружје, убиле већи број Срба и спалиле им куће. Услиједиле су репресалије у другим мјестима. До оружаних сукоба између српских сељака и усташких власти у рејону Дрежња 3. јуна, након чега је пристигло усташко појачање спалило 20 кућа у селу и убило једног мјештанина. У ноћи 4. на 5. јун, под вођством усташког повјереника за Гатачки срез Хермана Тоногала убијено је око 140 житеља Корита, а њихова тијела су бачена у оближњу пећину. Вијести о усташким дјелима брзо су се прошириле по цијелом крају.
Наредних дана оружане побуне су се прошириле на Гатачки срез и дијелове Билећког, Љубињског и Требињског среза. У покушају да сузбију отпор, усташе су појачале терор над Србима и повећале број злочина. Посебно јаке репресије су се одвијале између 19. и 23. јуна. Међутим, под утицајем усташког терора и вијести о нападу Њемачке на Совјетски Савез, српска побуна је до 24. јуна постала још распрострањенија. Вијест о рату изазвала је налет ентузијазма у народу због наде у брз и побједоносни исход. Масовни устанак захватио је Невесињски и Гатачки срез, а потоме се проширио на дијелове Столачког, Билећког и Требињског среза. Број устаника достигао је око 3000 људи. Заузели су неколико оружничких станица и заузели или блокирали неколико градова. Како је устанак одмицао, сукоби су све мање личили на инциденте због одузимања оружја од Срба, а све више на међунационални сукоб између Срба и Муслимана, праћен нападима на муслиманска села и убијањем становника. Према историчару Ивици Шарцу, осим Муслимана, у оружаним формацијама НДХ (прво у Оружништву и Домобранству, а затим Усташкој војници) било је Хрвата католика, али су Срби „своје оружане активности и кључне разлоге за подизање устанка у јуну 1941. разумијевали и тумачили у првом реду као отпор муслиманским нападима”. То је повећало међусобне страхове и мржњу између двије националне заједнице. Обрачун са устаницима почео је тек доласком јединица италијанског 6. армијског корпуса 2. армија. Од 1. до 7. јула Италијан, домобрани и усташе преузели су контролу над главним линијама комуникације и насељеним мјестима. Већина учесника устанка се предала након што им је обећано да неће бити кажњени. Међутим, устанак није у потпуности угашен. Они најиздржљивији су се склонили у планине. Након овога, у источној Херцеговини је владао релативни мир до 22. августа. Устаници су постављали системе заштите својих база, док су власти јачале своја упоришта.
Сумирајући јунске догађаје у источној Херцеговини, Јозо Томашевић је констатовао њихову спонтаност и неорганизованост, што је предодредило брзо гушење устанка. „Треба нагласити да нити Михаиловићеви четници, ни водство КПЈ нису имали ништа с тим преурањеним устанком, упркос извјештају војних власти НДХ и касније разних југословенских аутора да су побуњеничке групе ишле с црвеним заставама. То се више збило као кулминација многих задјевица и сличних увјета — усташког терора, мржње помијешане са страхом од новог режима, дуге локалне традиције побуне против турске власти, крајњег сиромаштва читаве регије, те у извјесној мјери и вијести о нападу на Совјетски Савез.”

### Припрема оружаног устанка у БиХ
До почетка рата 1941. комунистичка организација у БиХ бројала је око 830 чланова КПЈ. Од тога је 180 било у Босанској Крајини и 140 у Херцеговини. У источној Босни, као и на подручју Травника и Ливна, било је око 500 чланова КПЈ. Од укупног броја чланова у БиХ, 178 комуниста је дјеловало на селу, организованих у 29 партијских ћелија. Поред њих, у БиХ је било око 4000 чланова Савеза комунистичке омладине Југославије (СКОЈ). КПЈ је започела припреме за оружану борбу против окупатора одмах након окупације Југославије. Као пролетерски покрет, очекивао је да ће радничка класа бити носилац отпора. Партијске структуре биле су присутне углавном у градовима, а само 20% чланова партије било је на селу. У мају 1941. основан је војни комитет Покрајинског комитета КПЈ у БиХ. Успостављени су дописни одбори у обласним, окружним и мјесним партијским руководствима. У Босанској Крајини је успостављен обласни војни комитет, а при среским партијским комитетима успостављене су војне комисије. У Приједорском срезу и Костајници успостављени су одбори за припрему устанка, на подручју Тузле — обласно војно руководство Тузле, а у окрузима — окружни војни штабови.
У Сарајеву је 13. јула 1941. одржан састанка Покрајинског комитета КПЈ у БиХ. На састанку је изасланик Главног штаба (ГШ) Народноослободилачких партизанских одреда Југославија (НОПОЈ) Светозар Вукмановић Темпо пренио партијског руководству у БиХ одлуку и упутства Политбироа ЦК КПЈ од 4. јула 1941. о преласку на општи устанак против окупатора и колаборациониста. Након анализе војно-политичке ситуације, учесници састанка су израдили план војних дејстава и успоставили Војно руководству за БиХ на челу са Вукмановићем, као и обласне штабове у Сарајеву, Тузли, Босанској Крајини и Херцеговини. Тако су босанскохерцеговачки комунисти у устанак ушли са добро развијеном командном структуром. Истовремено, размјере учешћа српских сељака у устанку биле су изненађење за КПЈ, гдје комунисти нису имали исти утицај као у градској и посебно радничкој средини. То је стварало потешкоће КПЈ у успостављању практичног руководства покретом отпора.

### Општи оружани устанак у БиХ
Устанак у БиХ почео је у Босанској Крајини крајем јула 1941. и проширио се, зависно од ситуације, на друге крајеве у августу и септембру. Центри устанка били су у планинским предјелима око Дрвара, Подгрмеча, Козаре, Јања и Пљеве, Озрена, Мајевице, Бирча, Романије, Звијезде, Јахорине и Бјелашнице, гдје су Срби чинили већину становништва, а КПЈ је обезбиједила учешће својих чланова у припреми и почетку оружаног отпора. У источној Херцеговине није било претходне припреме за устанак. Након устанка у источној Херцеговини, организација КПЈ у Херцеговине се интегрисала у преостале устаничке снаге, шаљући активисте из градова и преко њих вршећи политички утицај на устанике. Поред тога, КПЈ је на подручје устанка послала два одреда из Мостара, која су се састојала од чланова партије и њихових присталица: први са око 30 људи у Невесињском срезу (23. август) и други са 13 људи у Коњичком срезу (Борачко језеро, 10. септембар). У неким крајевима (око Сарајева, Приједора и Мркоњић Града, на подручју Хан Пијесак — Сребреница — Братунац — Дрињача — Зворник, као и дијеловима Подгрмеча, Јања и Пљеве) устанак је почео без утицаја КПЈ и без претходне припреме.
На почетку устанак у БиХ је имао и организован и спонтан карактер. Устаници су уништили саобраћајну инфраструктуру, телефонске и телеграфске везе, руднике, електране и путеве. Нападали су оружничке станице и зграде сеоских заједница и ступали у оружане сукобе са патролама, мањим гарнизонима и напредним јединицама усташа и домобрана. Устаници су успјели да поразе неколико оваквих јединица, углавном домобранских, и заплијене им оружје и војну опрему. Села и мањи градовима које су заузеле устаничке снаге: Дрвар (27. јул), Босанско Грахово (28. јул), Гламоч и Босанска Костајница (30. јул), Хан Пијесак (8. август), Власеница (10. август), Дрињача (15. август), Сребреница (18. август), Грачаница и Добој (без тврђаве, 23. август), Маглај (24. август), Соколац (15. август), Мркоњић Град (27. август), Билећа (без војног логора, 29. август), Кулен Вакуф и Рогатица (6. септембар), Лопаре (8. септембар), Зворник (22. септембар). Иако су, под притиском оружаних снага НДХ, устаничке јединице послије извјесног времена напустиле наведена насељена мјеста, значајне околне територије остале су под њиховом контролом. У источној Херцеговини устаничке снаге су контролисале територију шест срезова (Требињски, Билећки, Љубињски, Столачки, Гатачки и Невесињски), с изузетком среских сједишта.
Истовремено, за разлику од Босанске Крајине, источне Босне и источне Херцеговине, у сјеверним равничарским крајевима Босне (Лијевче поље, Прњаворска жупа, Босанска Посавина и Семберија) отпор усташком режиму није имао спонтан и динамичан карактер и у почетку се одвијао диверзантским и мањим партизанским акцијама. У овом просперитетном пољопривредном крају власти су показале већу толеранцију према Србима и нису били изложени масовном терору усташа, јер је режим био заинтересован за стабилан откуп пољопривредних производа. Усташки режим је ширио антисрпску пропаганду, прогањао људе, узимао за таоце виђеније сељаке, хапсио и протјеривао православне свештенике, али и даље није вршио масовни терор и злочине над Србима. Поред тога, богато и средње сељаштво ових крајева настојало је да одржи подношљиве односа са усташким властима у интересу очувања своје имовине. Коначно, припрема устанка на овим просторима, посебно са становишта организације, била је недовољна. Дакле, КПЈ на овим просторима није смјела да подигне народне масе на устанак.

## Италијанска поновна окупација Друге и Треће зоне
Италијанско руководство је било незадовољно резултатима Римских уговора од 18. маја 1941, сматрајући да они не задовољавају италијанске интересе на територији НДХ. Вјеровали су да се безбједност Јадрана може само гарантовати ако Италија посједује острва и „главни дио” источне обале Јадранског мора, као и да врши политичку и економску контролу унутар Јадрана. Истовремено, српски устанак и неспособност усташког режима да се избори са устанком, нанијели су штету италијанским интересима. Као повод устанак, у Италији је виђена усташка политика прогона Срба, а рјешење проблема сузбијања устанка била је замјена усташа у окупационом систем, српским националистима. Уз њихову помоћ требало је да се уклони утицај комуниста на српске масе, изолују партизани и угаси устанак.
Дакле, интервенција италијанске 2. армије у унутрашње ствари НДХ ради сузбијања устанка одговарала је политичким интересима италијанског руководства и, како су сматрали, погодовала настојањима да се угуши устанак у Црној Гори. С тим у вези, средином августа 1941. италијански генералштаб је одлучио да поново окупира Другу зону војне одговорности у НДХ. Са Загребом су вођени преговори о поступку и облицима италијанске интервенције и 26. августа 1941. командант италијанске 2. армије генерал Виторио Амброзио и Павелић су потписали одговарајући споразум. Крајем августа и почетком септембара италијанске трупе су заузеле све главне положаје, важна транспортна чворишта и најважније стратешке тачке у Другој зони. Домобранским јединицама, чији су регрутни пунктови били у Другој зони, као и оружничким станицама, наређено да је обуставе сва дејства против устаника и пређу под оперативну команду 2. армије и, сходно томе, италијанских карабињера. Јединице Усташке војнице и Домобранства из других крајева НДХ, пребачене у Другу зону ради сузбијања устанка, принуђене су да напусте територију зоне или су распуштене. Иако је територија Друге зоне номинално остала у саставу НДХ, Италијани су подриједили цивилну власт, изазивајући у почетку отворени отпор усташких власти. Већ крајем септембра, италијанска команда је започела припреме за поновну окупацију Треће зоне под изговором гушења тамошњег устанка и потребе да спријечи прелазак устаника из Србије на територију Друге зоне. Око 20. септембра јединице 2. армије ушле су у Гламоч, 25. септембра у Дрвар, 9. октобра у Бихаћ, а наредних дана у Босанску Крупу, Цазин, Велику Кладушу, Босански Петровац, Кључ, Сански Мост, Мркоњић Град, Купрес, Бугојно, Доњи и Горњи Вакуф и Коњиц.
Поновној окупацији је претходила моћна италијанска политичка и пропагандна офанзива која је имала за циљ дезинтеграцију устаничких јединица. Италијани су увјеравали Србе да су они њихови пријатељи и заштитници, да ће усташка власт бити укинута и да више неће бити покоља и сличних злодјела. Срби су позвани да се смире, јер им је италијанска влада гарантовала безбједност. Током окупације Друге и Треће зоне, италијанске трупе нису водиле војне операција против устаника, већ су покушавале да придобију њихову наклоност. Репресија је коришћена само у случајевима отпора. Италијански команданти су ушли у преговоре са устаничким групама чије су вође биле спремне на компромис и убиједиле их да врате своје људе њиховим кућама. Да би њихова обећања била увјерљивија, устаници у почетку нису морали да предају оружје, а Италијани нису улазили у српска села. Италијани су отпуштали и хапсили оне усташке званичнике који су проглашени кривим за злочине над Србима. Српским избјеглицама је дозвољен повратак у пријашња мјеста становања. Помогли су им да обнове пољопривредну производњу и поново отворе трговачко-занатске радионице које су им раније одузеле усташе. У новоотвореним радњама људи су могли да купе потрепштине за живот: брашно, со, керозин, шибице итд. Враћени су православни свештеници, отворене цркве, дозвољена ексхумација тијела убијених и извршено поновно сахрањивање у складу са религијским обичајима.
Италијане су подржавали српски националисти који су устанак сматрали преурањеним, као и они који су учествовали у устанку и подржавали српске иредентистичке идеје. Ове појединце Италијани су регрутовали као своје политичке агенте, који су промовисали интересе италијанских окупатора, величали њихову снагу, ширили информације о заштитничкој улози и пријатељском односу Италије према Србима и позивали устаника да се не одупиру њиховим трупама, већ да се боре против Муслимана и Хрвата. Након увјеравања Италијана, многи устаници сељаци су прихватили нову алтернативу: да преживе окупацију без борби и губитака, уз гаранцију окупатора да ће их заштити од усташког терора и злочина. Захваљујући италијанским агентима, међу устаницима се проширило увјерење да нема смисла супротстављати се Италијанима и провоцирати их, будући да се они боље опходе према народу од усташа. Мјере које су предузели Италијани и њихове присталице дале су резултате. Велики број устаника на поново окупираној територији прекинуо је војна дејства од септембра до децембра 1941. и ограничио се на одбрану и заштиту својих села. Понегдје су устанички одреди распуштени, а велики број њиховог људска је отишао кућама. Неки су приступили четничким јединицама које су успостављане.
Покушаји руководства НОПОЈ у источној Херцеговини и југозападној Босни да спријече распад устаничких одреда и да их оставе под својом командом, као и да организују отпор италијанским трупама, нису дали нарочит резултат — устанак је замро. Поновна окупација је довела и до привременог слабљења устанка у дијелу Босанске Крајине.
Италијанска страна је представљена поновну окупацију Друге и Треће зоне као помоћ новоуспостављеној хрватској држави. Међутим, према оцјени Амира Обхођаша, заправо су њихова дејства допринијела њеној даљој дестабилизацији. Италијанске трупе нису успјеле да потпуно угуше устанак. Углавном нису предузимали већа војна дејства да би успоставили потпуну контролу над устаничким територијама, већ су се ограничили на обезбјеђење важнијих градова и путева. Свјесни идеолошких разлика између устаника, Италијани су почели да подржавају националистичке елементе и четничке одреде, дозвољавајући њихово присуство у својим зонама. Заузврат, Италијани су захтијевали активно учешће четника у борби против партизана. Сама поновна окупација је повећала разочарење међу Хрватима, а Хрвати из Далмације и Приморја постепено су се почели укључивати у народноослободилачку покрет предвођен КПЈ.

## Партизани и четници: двије супарничке оружане снаге антиокупационих покрета отпора у БиХ (октобар—децембар 1941)
До краја 1941. у БиХ су успостављене и дјеловале двије супарничке антиокупационе војно-политичке снаге. Једна под вођством КПЈ, која је себе називала Народноослободилачки покрет (НОП), а за чије борце је прихваћен назив „партизани”. Други је био српски националистички четнички покрет. Сам назив „четник” био је традиционалан за припаднике српских устаничких покрета од почетка 19. вијека, али нови покрет није био заснован на предратним југословенским четничким организацијама или четничкој структури коју је створила команда Југословенске војске у априлу 1940. године. Обје силе су претендовале на централну улогу у југословенском отпору, али су слиједиле супротне политичке циљеве. Комунистички НОП је настојао да устанку да народноослободилачки и антифашистички карактер и истицао је „братство и јединство” свих југословенских народа ради успостављања социјалистичке федеративне државе на челу са КПЈ. Истовремено, четнички покрет се ослањао искључиво на Србе и борио се за обнову старог предратног система власти на челу са краљем, планирајући истовремено „радикалну реорганизацију Југославије на етничкој основи у интересу Срба” и коришћење „присилних и насилних метода територијалне прерасподјеле и етничког чишћења”.
НОПО у БиХ предводили су ЦК КПЈ и Врховни штаб (ГШ до 26. септембра 1941) НОПОЈ-а, на челу са Јосипом Брозом Титом и њиховим организационим јединицама — Покрајински комитет КПЈ у БиХ и ГШ НОПО БиХ (командат Светозар Вукмановић Темпо). Партизанске јединице источне Босне биле су непосредно подријеђене ГШ. Партизанске одреде у Босанској Крајини и средњој Босни контролисао је Штаб Босанске Крајине, успостављен у новембру 1941. (у фебруару 1942. преименован у Оперативни штаб Босанске Крајине). У Херцеговини су мјесни партизани били подријеђени Штабу Партизанских одреда Херцеговине. До краја 1941. у БиХ је дјеловало 11 партизанских одреда и 5 засебних батаљона, укупне бројности од 20.000 људи.
Језгро из којег је израстао четнички антиокупациони покрет у југословенским земљама био је четнички Равногорски покрет и његови војно-четнички одреди, које је у љето 1941. успоставио пуковник Југословенске војске Драгољуб Михаиловић. Команда војно-четничких одреда била је оријентисана на подршку Велике Британије и дјеловала је у име краљевске владе у егзилу и краља Петра II Карађорђевића. Практичне дјелатности Михаиловићевих четника биле су у почетку ограничене на Србију. Од краја љета до јесени 1941. преузимају кораке ка успостављању својих јединица у Црној Гори, Санџаку и низу области НДХ са значајним присуством Срба. У НДХ је њихова активност у почетку обухватала територију БиХ у непосредној близини Србије. Након успостављања контакта између Михаиловића, западних савезника и краљевске владе у егзилу, Британија је у јесен 1941. признала Михаиловића као јединог легитимног команданта покрета отпора у Југославији.
Четнички отпор у БиХ није настао као јединствен покрет. Само неколико четничких вођа у БиХ били су припадници предратних четничких организација. Тако је од 245 предратних челних чланова четничких одбора, само 57 приступило четничким одредима. Многе су усташе убиле током 1941, други су отишли у партизане или остали ван сукоба. Отпор, који је у БиХ поистовјећиван са четницима, настао је или као дио устанка који су покренули комунисти или као дио покрета који су организовале и предводиле поједине српске националистичке групе. За разлику од партизана, српске националистичке оружане формације ван Србије нису имале строгу организацију. У прва три до четири мјесеца, с изузетком неких јединица у источној Босни, већина њих није имала контакт са Михаиловићевим Војним штабом Војно-четничких одреда на Равног гори. Многе четничке групе дјеловале су самостално, без међусобне сарадње чак ни на нивоу среза, а мотив за њихов оружани отпор била је углавном самоодбрана и заштита сопствених породица. Вође српских националистичких формација били су самозвани команданти из реда политичара, учитеља, трговаца, православних свештеника и дугогодишњих чланова српских родољубивих организација. По старој српског традицији они су себе називали војводама и утврђивали апсолутну власт у својим јединицама.
Крајем августа, Михаиловић је четницима у БиХ послао мајора Бошка Тодоровића као свог главног представника, а мајора Јездимира Дангића у источну Босну. Неко вријеме у Босни, као и у Србији, успостављена је сарадња између партизана и Михаиловићевих делегата и јединица под њиховом командом. У источној Босни је 1. октобра 1941. закључен формални споразум између партизана и четника, којим је предвиђено стварање заједничког четничко-партизанског оперативног штаба за источну Босну — Команда босанских војних и партизанских одреда — и заједничке управе на ослобођеним територијама, као и објављивање опште позива народу на борбу против непријатеља и пред свих војних дејстава против Муслимана и Хрвата. Међутим, с обзиром на неспојиве националне, идеолошке и тактичко-стратешке циљеве којима су тежила оба антиокупациона покрета, тешко да је било могуће спровести ове споразуме. Када су четници сазнали за раскол између Михаиловића и партизана у Србији, било је само питање времена када ће доћи до раздора између та два покрета у БиХ.
Њемачке операције против устанике започете у Србији у јесен 1941, као и оружани сукоб који је избио између Михаиловићевих четника и партизана почетком новембра, утицали су на развој догађаја у источној Босни. Међу устаницима су четници ширили тезе о окончању устанка у Србији и жељеном споразуму са Њемачком као начину рјешавања српских проблема, будући да је Њемачка била далеко од пораза, а касна јесен је наговијестила многе нове тешкоће за устанак.
У овој ситуацији ГШ НОПО БиХ желио да добије од четничких вођа источне Босне објашњење њихове политике и дјеловања. С друге стране, четници су настојали да се ослободе партизанског старатељства. На састанку представника партизана и четника у Власеници 16. и 17. новембра, обје стране су изнијеле међусобне оптужбе. Због тога су четници напустили састанак и успоставили тзв. Привремену управу источне Босне и Горски штаб босанских четничких одреда на челу са Дангићем, који је под командом имао око 10.000 четника. Под четничком контролом било је осам градова источне Босне. Након тога, четници су појачали антикомунистичку пропаганду и отворено почели да распуштају партизанске одреда и дезорганизују њихову позадину. Са новом снагом, четници су окривили Муслимане за недаће српског народа и почели отворено да позивају на освету. Настало је свакодневно убијање Муслимана, пљачке и паљење њихових села. Четници су партизане који су се томе противили оптужили као непријатеље српског народа. Отворено су говорили о колаборационисти Милану Недићу као „великом српском родољубу, који иде у ослобађање Босне”. У заједничким борбама са партизанима, које су настављене и након раскида споразума о сарадњи, четнички одреди су дјеловали неодлучно. Четнички агитатори, који су се слободно кретали по ослобођеној територији, придруживали су се партизанским одредима и регрутовали појединце и група партизана у четничке редове. Упоредо, четници су почели да врше тајне атентате на партизанске команданте и преврате у партизанским одредима. Четници су 20. новембра успоставили везу са италијанским командантом Вишеграда и договорили заузимање горњег тока Дрине (од Шћепан поља до Вишеграда). Њемачка војна команда и, према Расиму Хурему, Недићева влада, преко Михаиловићевих четника, пружали су босанским четницима помоћ у виду оружја и муниције. Под утицајем наведених фактора, током новембра и децембра 1941. у партизанским одредима источне Босне дошло је до велике пометње и колебања. Четничка политика и пракса привукли су неке од партизана. Према Расиму Хурему, „Једноставно су скидали петокраке звијезде и стављали четничке кокарде, напуштали борбене положаје и почињали да се баве најобичнијом пљачком у позадини”. Овај прелазак у четнике убрзо је достигао широк обим. Прешли су поједини команданти, а с њима и читаве јединице: чете и батаљони. Деморализација је захватила скоро све партизанске одреде, а Калиновичком и Романијском и одреду „Звијезда”, пријетио је потпуни распад.
Према Хурему, излаз из ове ситуације био је „једино оружани конфликт са четницима, али је он у датој ситуацији био неизводљив зато што му се противила већина устаника”. У тако тешком и неизвјесном раздобљу за НОП, крајем децембра у источну Босну послије слома устанка у Србији стигао је ВШ НОПОЈ-а са дијелом партизанских јединица из Србије.

## Илегални народноослободилачки покрет
Главна основа партизанског рата у БиХ било је српско сељаштво, које се под вођством КПЈ наоружало против геноцидног усташког режима НДХ. Истовремено, КПЈ је била урбани покрет и по поријеклу и по политичким погледима. Њихови противници — власти НДХ и структуре њемачких и италијанских окупационих снага — били су концентрисани у градовима. Будући да су несрби чинили урбану већину, босанско-патриотској платформи НОП-а била је потребна подршка градског становништва БиХ. Стога је, према Хору, политичка борба за контролу над градовима била од великог значаја за исход рата. НОП је спроводио агитационо-пропагандну кампању међу градским становништвом, продирао у државну администрацију НДХ, оружане снаге и стратешки важна предузећа. Хор примјећује погрешног традиционалног представљања грађанског рата у Југославији као борбе између три јасно супротстављене стране: усташа, четника и партизана. По његовом мишљењу, борба за БиХ била је сукоб у којем су се „често мијешали и лојалност и улоге: српски припадници илегалног НОП-а су се представљали као Муслимани, Муслимани у партизанима користили су српска имена, усташе су прелазиле у комунисте, комунисти у усташе, партизани у четнике, четници су радили за партизане, мушкарци су се облачили као жене, жене су се бориле као мушкарци, а многи активисти су истовремено радили за различите сукобљене стране”. Линија сукоба између супротстављених страна била је веома течна. Истовремено, већина грађана није подржала ниједну страну сукоба и прије свега се трудила да преживи.

## Четнички терор над Муслиманима и Хрватима
Упоредо са успостављањем четничке војне организације, уз Михаиловићеву дозволу, организован је нови народни покрет под називом Равногорски покрет, на приједлог једног од иницијатора пројекта, члана руководства предратног Српског културног клуба (СКК) Драгише Васића. У августу 1941. Централни национални комитет (ЦНК) и његов извршни одбор, који су чинили Васић и још један члан руководства СКК Младен Жујовић, формални су одобрени за политички орган Равногорског покрета. Према идејама чланова ЦНК о послијератном устројству Југославије, као и истакнуте личности СКК Стевана Мољевића (члан ЦНК од прољећа 1942.), замишљена је као федерација српских, хрватских и словеначких аутономија. У новој федерацији Срби би добили водећу улогу, а по ослобођењу земље предвиђено је да се Србији присаједине територије насилно „очишћене” од несрпског становништва.
Како примјећује Леонид Гибјански, „такав план значио је оријентацију на то, да се на политику геноцида, којој је било подвргнуто српско становништво у НДХ, као и на Косову и дјелимично у неким другим крајевима, одговори мјерама геноцида над етносима и етничким групама — Хрватима, Муслиманима, Албанцима, Мађарима и другим — који су сматрани извором злочина над Србима. Оваква оријентација је у многоме била у складу са расположењем у четничком војном окружењу, све до самог Михаиловића”. У Михаиловићем инструкцијама од 20. децембра 1941, које су дате командантима четничких јединица у Црној Гори, као главни циљ Равногорског покрета истицала се идеја према којој је потребно „Створити велику Југославију и у њој велику Србију, етнички чисту у границама Србије — Црне Горе — Босне и Херцеговине — Срема — Баната и Бачке.” Штавише, назначено је да то треба постићи „чишћењем Санџака од муслиманског живља и Босне од муслиманског и хрватског живља”, као и уопште „чишћењем државне територије од свих народних мањина и ненационалних елемената”.
У пракси се значајан дио дјеловања четничких војних формација састојао од физичких репресалија над хрватским и нарочито муслиманским становништвом. Тврдило се да је то „одговор или освета за аналогна дејства Хрвата и Муслимана против српског становништва”. Према Леониду Гибјанском, „одвијао се међусобни деструктивни етнички рат, чији је противник био покрет, којим су руководили комунисти”.
Један од најранијих физички напада био је низ покоља над Муслиманима у југоисточној Босни у децембру 1941. и јануару 1942. године. Посебно су били распрострањени у Фочанском срезу, гдје је према Томашевићу вјероватно убијено више од 2000 људи. Источна и југоисточна Босна постале су поприште међусобног терора усташа над Србима и терора четника над Муслиманима и Хрватима. Избијање четничког терора над Муслиманима у Фочанском срезу десило се и у августу 1942, а најбрутанији четнички терор догодио се у Санџаку и југоисточној Босни од јануара до фебруара 1943. године. Томашевић цитира извјештај четничка Врховне команде од 24. фебруара 1943. о казненим мјерама „усљед агресивног држања Муслимана који су палили српске села и убијали српски живаљ”. Према извјештају, почетком јануара и поново почетком фебруара четничке јединице извеле су тзв. „акције чишћења” против Муслимана, најприје на подручју Бијелог Поља, а у фебруару у Чајничком срезу и дијелу Фочанског среза у југоисточној Босни, као и општини Пљевља у Санџаку. Четнички губици били су минимални, док су муслимански губици процијењени на око 10.000 људи.
Здравко Диздар наводи податке Владимира Жерјавића о могућем броју жртава четничког терора: 33.000 Муслимана и 32.000 Хрвата (20.000 у Хрватској и 12.000 у БиХ). Истовремено, историчар примјећује значајна одступања у бројим изворима у погледу процјене броја жртава и признаје да се Жерјавићеви подаци могу бити потцијењени.

## Муслимани и усташки режим. Муслиманска аутономашка опозиција
Муслимани су уочи окупације били друштвено подијељени, али политички хомогени и много више су слиједили своју политичку елиту него Срби. Само иницијатива муслиманских првака могла их је усмјерити ка отпору силама Осовине и усташама.
Старији Муслимани памтили су Аустроугарску као „државу реда и мира”. Непознавање природе и циљева Њемачке подстакло је мишљење да би НДХ могла наставити традицију Аустроугарске. Пошто је Њемачка стајала из режима НДХ, многи су у почетку сматрали да је нова држава боља алтернатива Краљевини Југославији. Стога су неки муслимански политичари и интелектуалци подржали нову владу. Усташе је одмах подржала мала прохрватска група Муслимана, коју је предводио један од вођа бивше Муслиманске организације Хрватске сељачке стране (МО ХСС), професор Хакија Хаџић. Он и његов саборац из МО ХСС Алија Шуљак, ступили су у Главни усташки стан. Слиједили су их Муслимани, чији је главни мотив био материјална корист, а у неким случајевима и друштвени престиж. Касније су их слиједили Муслимани који су од четничког терора побјегли у градове. Како су остали без средстава за живот, ови људи су били приморани да своју егзистенцију вежу за усташки режим.
Као главни муслимански усташа у БиХ, Хаџић је извршио чистку државног апарата од старих и искусних муслиманских виших службеника, чиме је започео поступак дистанцирање муслиманске елите од НДХ. На свим нивоима државног и страначког апарата, у оружаним снагама и у усташком покрети, преовладавали су Хрвати католици, док су Муслимани свуда били непропорционално заступљени. Фактичка маргинализација муслиманске елите у НДХ поставила је темеље за њен отпор усташком режиму.
Муслиманска елита је од самог почетка била суздржана према НДХ и држала се линије ЈМО за постизање босанске аутономије. У првом седмицама након стварање НДХ, група политичара из БиХ — Муслимани, Срби и Хрвати који су се супротстављали усташама, али су били спремни за сарадњу са окупаторима — послала је њемачким војним властима меморандум у којем оспорава законитост укључења БиХ у НДХ и тражи успостављање непосредне њемачке војне администрације у цјелокупној БиХ. Иницијатор апела био је истакнути члан ЈМО и фактички вођа проњемачког, али и антиусташког, крила муслиманске елите Узеир Хаџихасановић. Међутим, покушај успостављања међурелигијске опозиције босанских елита према усташком режиму прекинут након што су усташе ухапсиле троји од четворице српских потписника (касније су погубљени). Муслимански потписници су строго упозорени да се уздрже од таквих акција.
Након тога, Хаџихасановић је престао непосредно лобирати против усташке власти, али је тајно почео подстицати муслимански отпор НДХ. У љето 1941. он и Џафер Куленовић окупили су у Добоју истакнуте припаднике бивше ЈМО да усвоје нову муслиманску стратегију. Упркос отпору већине присутних, Куленовић је, уз подршку Хаџихасановића, одлучио да уђе у Владу НДХ као противтежа Хакији Хаџићу и чланови МО ХСС. Делегација виђених Муслимана на челу са Куленовићем и Хаџихасановићем предала је 14. августа Павелићу изјаву лојалности НДХ. Након тога, Куленовић је у новембру замијенио свог брата Османа на мјесту потпредсједника Владе НДХ. Према Хору, то је изазвало подјелу формалног крила муслиманске елите, која је подржавала НДХ, на два непомирљива табора: колаборационисте, бивше чланове ЈМО и идеолошки лојалне усташе, који су потицали из МО ХСС.
Истовремено, политички свјесни Муслимани се нису дијелили на профашистичке и антифашистичке блокове у знатно већој мјери од Срба или Хрвата, и нису били спремни да се боре против својих сународника. Политичке несугласице међу муслиманском елитом нису биле идеолошке природе, већ су детерминисане разликама у стратегијама очувања својих положаја и муслиманског становништва од двије пријетње: асимилације и хегемоније хрватских усташа, с једне стране, и терора српских четника, с друге. Према Хору, „током прве двије године осовинске окупације Босне, различити дијелови муслиманске елите настојали су да се на различите начине одупру усташком режиму, или бар да ослабе његово угњетавање: од агитовања за промјену политике и прекомјерног апеловања на Нијемце или Италијане, до стварање засебних муслиманских оружаних формације и сарадње са четницима или партизанима”.
Једна од манифестација отпора аутономаша биле су резолуције о осуди прогона Срба, које су објављене у свим већим градовима између септембра и децембра 1941. и упућене властима Њемачке и НДХ. Први отворени протест одржан је на скупштини удружења илмије Ел Хидаје (прави пут), који је одржан у Сарајеву 14. августа. Слични протестни скупови са прикупљањем потписа за резолуције против усташких злочина и одвајања од Муслимана који су у њима учествовали одржани су од септембра до децембра 1941. у Приједору, Мостару, Бањој Луци, Бијељини и Тузли. Међутим, ове декларације, осим осуде усташких злочина, нису отворено довеле у питање окупацију БиХ и квислиншки режим НДХ. Историчар Мустафа Имамовић објашњава да је отворено јавно дјеловање против усташа било немогуће у условима терора који је владао у НДХ.

## Политика КПЈ према Муслиманима
Проглашавајући општенародни карактер свог покрета, КПЈ је настојала да искористи распрострањено незадовољство Муслимана усташком влашћу да их привуче у НОП. У том циљу, истакнути члан Покрајинског комитета КПЈ у БиХ Авдо Хумо састао се у новембру 1941. са Хаџихасановићем, уз помоћ члана Самосталне демократске странке Заима Шарца (послије рата постао потпредсједник Владе БиХ). Хаџихасановић је током састанка изразио подршку партизанском слогану „братство и јединство” и заштити муслиманских права. Међутим, сумњао је у способност партизана да заузму водећи положај у политици БиХ. Одговарајући на Хумово настојање да привуче Хаџихасановића у НОП, изјаснио се „против оружане сарадње. Уопштено, таква сарадња би значила утапање Муслимана у покрет у којем би се изгубила њихова посебност”.
Комунистичка пропаганда према Муслиманима била је препуна позивања на босанско родољубље, братство и јединствено Муслимана, Хрвата и Срба. У децембру 1941. Покрајински комитет је у апелу Муслиманима осудио усташе за „покоље и убиства, паљење и силовање наше страдале Босне и Херцеговине”. Усташки режим НДХ представљао је највећег крвника у историји БиХ. У апелу је писало, „Босна је била под влашћу зликоваца који су убијали и палили у име Цариграда, у име Беча и у име Београда, али су их све надмашили монструми у људском облику који су починили злочине над Србима у име Загреба…” У тексту се наводи да само борба радника БиХ „може нашој Босни гарантовати бољу и срећнију будућност у великој заједници слободних народа Балкана и Европе”. Забиљежена је заједничка борба „Срба, Муслимана и Хрвата” који могу „за страдалничку Босну и Херцеговину изабрати слободу и гарантовати јој срећнију будућност”. Међутим, Југославија се у апелу не помиње. Сличне апеле упутили су и штабови партизанских одреда.
Идеја братства и јединства проповиједана је на јавним скуповима одржаним у подручјима под контролом партизана. Тако је штаб 2. крајишког одреда у извјештају од 1. јануара 1942. навео митинге одржане претходних мјесеци у Слабини, Марини, Грбавцима, Горњим Подградцима, Турјаку и многим другим селима. Констатовано је да се „нарочито међу партизанима сада развија другарство и разумијевање политике братства и јединства између Срба, Хрвата и Муслимана у Босни и Херцеговини”.
Како пише Хор, четнички покољи Муслимана нису их одмах довели у редове партизана. Историчар разлог објашњава чињеницом да су, за разлику од Срба, имали предратно политичко руководство у које су Муслимани вјеровали и којем су остали лојални, а комунисти га нису могли тако лако замијенити. Поред тога, чињеница да су у партизанском руководству преовлађивали Срби стварала је слику о партизанским снагама као претежно српском покрету. Ова повезаност била је појачана учешћем устаника у злочинима над Муслиманима на почетку устанка. Муслимани су се укључивали у партизанску борбу „постепеније и са већем свијешћу од босанских Срба, како је стварност њиховог политичког избора постајала јасна и како је партизанска пропаганда за босанску независност полако хватала коријене међу људима”. Стога су апели КПЈ упућени Муслиманима имали ограничен успјех 1941. и 1942. године.
Истовремено, партизани су повремено покушавали да „одвоје усташе муслимане од усташа католика”. Пред јуриш на Купрес у августу 1942, Тито је издао наредбу којом је партизане обавезао да Муслимане дезертере идентификују ријечима „Алах је с нама”, на шта су партизани требали да одговор „Алах је велики”. Како примјећује Хор, Тито је сматрао да би „одвајање усташа муслимана од усташа католика имало велики војни и политички значај”. Међутим, тада планирана операција је потпуно пропала. Упркос оклијевању Муслимана да се масовно прикључе партизанима прије почетка 1943, ипак су према њима исказивали све више осјећања која су варирала од равнодушности до отворене подршке. Политички одред 2. пролетерске бригаде извјештавао је јануара 1943. о расположењу становника средње Босне, гдје су усташе имале договор о сарадњи са четницима. У извјештају је писало да су „Срби прочетнички настројени”, а „Хрвати непријатељски настројени” према партизанима. „Муслимани се брзо прилагођавају и пружају услуге нашем покрету, може се рећи да немају свој политички облик, иако су њихове симпатије на нашој страни (посебно у градовима). Не вјерују у будућност НДХ, свјесни су опасности од четника, увјерени су у праведност наше борбе, али се колебају, плаше се повратка усташа”. Хор закључује да комунисти нису успјели да постигну масовно регрутовање Муслимана у партизане, али су до почетка 1943. поставили темеље за широко распрострањено укључивање Муслимана у НОП које се догодило у јесен 1943. године.

## Политика КПЈ према Хрватима
Након што су усташе забраниле све странке, Хрватска сељачка странка, која је до рата имала највећу подршку Хрвата у БиХ, фактички је нестала као организована политичка снага. Већина бивших чланова руководства ХСС остала је неактивна, по упутствима Мачека, који је сматрао сарадњу са усташама и комунистима немогућом. То је дезоријентисало хрватско становништво. За разлику од ХСС, усташе су истицале важност БиХ за хрватску државу. На већину Хрвата у БиХ утицао је имиџ НДХ, као националне хрватске државе. Како је рат одмицао, а односи са Муслиманима погоршали, усташки режим се све више ослањао искључиво на католичко становништво БиХ у попуни своје администрације и војске. С тим у вези, Хрвати у БиХ, посебно њихов политички свјестан дио, за разлику од Хрвата у историјској Хрватској и нарочито Хрвата у Далмацији, наставили да пружају општу подршку НДХ до краја рата.
Да би Хрвате у БиХ привукли у редове НОП-а, комунисти су били принуђени да се боре за њихову наклоност са усташама. КПЈ је градила ово дјело на хрватској националној основи и апеловала на њу. У почетку су Хрвати били више заступљени у партизанском руководству БиХ, него међу борцима. Тако су Хрвати били команданти Романијског одреда — Славиша Вајнер Чича, Мајевичког одреда — Иван Марковић Ирац, 1. крајишке ударне бригаде — Ивица Марушић Ратко и 4. крајишке дивизије — Јосип Мажар Шоша. Командант 1. босанског корпуса, успостављеног у новембру 1942, био је Коста Нађ. Они су били изузетак, док су њихови партизански одреди и јединице у основи били српски. С обзиром на то, босанскохерцеговачки комунисти су се ослањали на помоћ Комунистичке партије Хрватске (КПХ) и хрватских партизана у настојању да привуку Хрвате у НОП. Дакле, мобилизација босанскохерцеговачки Хрвата у НОП, за разлику од Срба, била је саставни дио мобилизације у историјској Хрватској. Овај рад је обављен са акцентом на ширу југословенску перспективу, превазилазећи босанскохерцеговачку платформу.
У пракси се то изражавало у чињеници да су подручја БиХ са претежно хрватским становништвом била укључена у оперативну зону одговорности хрватских партизанских одреда и јединица. Ту су дјеловали партизани и њихове позадинске структуре, подријеђене ГШ НОПО Хрватске, а у раду са становништвом је коришћена хрватска родољубива реторика, а у апелима је подржавана хрватска независност. Осим тога, босанскохерцеговачки партизани су водили и прохрватску родољубиву пропаганду у односима са Хрватима у БиХ. Приликом заузимања градова, партизани су одржавали јавне скупове и преносили своју поруку градском становништву. КПХ је од љета 1941. радила по инструкцијама Коминтерне на успостављању савеза са ХСС, усмјереног против усташа. С обзиром на одбијање руководства ХСС и Мачека да подрже било коју страну у усташко-партизанском сукобу, руководство хрватских комуниста одлучило је да створи упоредне организације ХСС, склоне сарадњи са партизанима. Први резултат ове политике био је споразум закључен у септембру 1942. између хрватских комуниста и групе која је дјеловала у име дијела ХСС. Споразумом је било предвиђено укључивање дијелова ХСС у Јединствени народноослободилачки фронт Хрватске са првом заступљености у водећим представничким тијела хрватских и југословенских партизана, као и успостављање вијећа које би чинили представници обје странке одговорне за координацију отпора.
Прва већа успјешна мобилизација Хрвата у БиХ у редове НОП-а догодила се у Ливну и околини у другој половини 1942. године. Град је формално био дио надлежности КПХ, а не Покрајинског комитета КПЈ у БиХ. Након првог ослобођења Ливна 7. августа 1942, чланови руководства далматинске и ливањске организације КПХ сазвали су конференције чланова ХСС из града и околних села, како би се упознали са НОП-ом. Када су партизани у октобру напустили Ливно, пратила их је колона од око 1500 грађана, међу којима је било и присталица ХСС, коју је предводио бивши предсједник ливањске организације ХСС Флоријан Сучић (касније је постао делегат АВНОЈ-а из Хрватске, а не из БиХ). Поред Сучића, у партизане је отишао и бивши предсједавајући среске организације ХСС у Ливну Иван Пеливан. Пребјег двојице угледних политичара ХСС у партизане помогао им је да стекну симпатије мјесног хрватског становништва. Према Хору, хрватски комунисти су помоћу ХСС направили први корак ка малом, али значајном смањењу дефицита босанскохерцеговачких Хрвата у НОП-у.

## Јевреји у БиХ — Холокауст, отпор и спасавање
Прије рата на територију укљученој у НДХ живјело је око 40.000 Јевреја. Од тога у БиХ на почетку окупације око 14.500 људи завршило је у њемачкој зони. У италијанској окупационој зони било је 300—400 људи. Није утврђен број јеврејских избјеглица из Њемачке и других европских земаља који су се у то вријеме налазили у БиХ. Усташе су имале главну улогу у геноциду над Јеврејима у БиХ. Према нацистичком моделу којег су се држале усташе, Јевреји су сматрани државним непријатељима. То је резултирало масовним депортацијама, интернирањем и убиствима Јевреја широм земље.
Први концентрациони логор на територији БиХ основан је у Крушчици код Витеза. Кроз њега је прошло хиљаде Јевреја. Одатле су слати у логоре Ђаково, Лоборград, Јасеновац, Аушвиц и Берген-Белзен. Они који су успјели да избјегну заробљавање побјегли су у италијанску окупациону зону. Ту су интернирани у логор Кампор на острву Раб. Већина њих је успјела да преживи послије капитулације Италије. Други дио преживјелих Јевреја чинили су они који су већ на почетку устанка ступили у редове партизана. Само мали број Јевреја успио је да преживи скривајући се на територији БиХ. Холокауст у БиХ је резултирао истребљењем око 10.500 босанскохерцеговачких Јевреја (око 70% предратне јеврејске заједнице). До ослобођења БиХ 1945. преживјело је око 4000 људи (не рачунајући јеврејске избјеглице из Србије, Хрватске и европских земаља).
Под бруталним усташким режимом, 384 Јевреја су се борила у Народноослободилачкој борби 1941. године. Највећи број Јевреја ступио је у редове НОВЈ и НОП у септембру 1943. послије капитулације Италије и ослобођења затвореника из концентрационих логора Кампор — 691 особа се прикључила партизанима, поред 648 особа је приступило НОП-у. Од преживјелих учесника народноослободилачког рата, 65 Јевреја из БиХ били су носиоци Партизанске споменице 1941. године. Четири Јевреја су постали народни хероји Југославије.
Поступци спасавања Јевреја у БиХ обухватили су њихово обраћање у католицима и ислам, бијег у италијанску окупациону зону, третман Фашистичке Италије према Јеврејима у анектираним и окупираним дијеловима Југославије, спасавање јеврејске дјеце, акције Праведника, улога фрањеваца у покушају да се спријечи Холокауст, муслиманске резолуције о заустављању прогона Јевреја и учешће Јевреја у НОР-у и НОП-у. Феномен спашавања Јевреја у БиХ је, сматра Ели Таубер, постао јединствен догађаја у историји земље.
Истовремено, судбина већине Јевреја у БиХ који су преживјели рат била је везана за партизане. Многи Јевреји су погинули у тешким условима партизанског рата. Тако је 77% сарајевских Јевреја који су се 1941. прикључили партизанским јединицама изгубило живот. Међутим, од оних који су у јесен 1943. отишли у партизане након ослобођења из логора Кампор, преживјело је око 80%. Не постоје тачне бројке о Јеврејима који су преживјели партизанске збјегове на Банији и Кордуну, али Таубер процјењује да је око 90% Јевреја које је ЗАВНОХ евакуисано са острва Раба преживјело.
Упркос оштрим казнама за скривање Јевреја или помоћ у бјекству од усташког режима, било је људи који су ризиковали своје животе да помогну или спасу Јевреје. За такве подвиге, Национални меморијал Холокауста и херојства „Јад Вашем” додијелио почасну титулу Праведника међу народима 49 становника БиХ..

## Војно-политичка ситуације у БиХ крајем 1941.

### Војно-географска карактеристика ратишта
Територија БиХ припадала је војно-географској Централној планинској области Југославије, која се протезала од Копаоника до Горског котара. Пространство са високим постотком шумовитости пружало је партизанима могућност маневрисања у правцу свих осталих подручја. Ово су нашироко користили у стратешком обиму. Подручје шума било је највеће по територији и тешко проходно. Дијеле је долине Босне и Неретве, које су окупаторске снаге заузеле и тврдоглаво браниле због свог стратешког положаја и постојања бројних привредних и стратешких објекат, као и важне комуникационе линије које пролазе кроз њих, повезујући јадранску обалу са Панонском низијом.
По надморској висини и стратешком положају доминира источни дио Централне планинске области, који је представљао опасност за комуникационе линије и објекте у Моравско-вардарској долини и дио комуникација и објеката у долини Саве.
Западни дио Централне планинске области заузимао је значајан положај и имао је изузетан политички, економски и стратешки значај због своје високе проходности, а и због тога што је кроз територију БиХ пролазила једина пруга нормалног колосијека од јадранске обале до долине Саве и даље до Загреба.

### Кратак опис сукобљених страна

#### Партизани
До краја 1941. највећи дио Југославије под контролом партизана налазио се у БиХ. Партизанске снаге у БиХ бројале су око 18.600 људи, који су чиниле 10 партизанских одреда и 2 засебна батаљона (на остатку територије НДХ у овом раздобљу дјеловало је 8 партизанских одреда и 7 засебних батаљона јачине око 7000 људи). Осим тога, из Србије и Црне Горе је у БиХ стигао ВШ НОПОЈ и ЦК КПЈ са партизанским одредима, из којих је 22. децембра успостављена 1. пролетерска бригада од 1199 људи. Тада је у Херцеговини било око 300 партизана из Црне Горе.
Хаос у систему власти НДХ и усташки терор над Србима, слабост хрватских оружаних снага, постојање два окупациона систем који су карактерисали различити циљеви и политика, како у односима са усташким режимом, тако и приступима спровођењу сигурности окупираних територија, пружили су партизанима повољне услове за „народноослободилачки покрет”. Истовремено, ВШ НОПОЈ и руководство КПЈ су се по доласку у источну Босну крајем 1941. суочили су се са озбиљном политичком кризом у сопственим редовима, изазваном утицајем четника. Снажан положај четничких одреда које је предводио Дангић, гласине које је ширио о могућем споразуму са њемачким окупаторима и укључивање источне Босне у територију њемачке војне управе у Србији, утицали су на партизане и гурнули комунисте у политичку одбрану. То се изражавало у порасту броја пребјега у редове четника. Са становишта руководства КПЈ, то је било због недовољног „политичког рада” или „заосталости” мјесног сеоског становништва. Међутим, како закључује Класу Шмидер, „много је важнија била чињеница да је у Босни до тада устанак био синоним за самоодбрану мјесних Срба од покушала геноцида НДХ. Ако би ова пријетња нестала, постојала је могућност да аполитична већина босанскохерцеговачких Срба који се боре у комунистичким јединицама одбија даље учешће у оружаној борби. Ова тенденција, комбинована са дубоко укоријењеном балканском традицијом сезонског партизанског рата, мора да је створила наизглед непремостиве проблеме за Тита и његов штаб”..

#### Четници
Главне снаге босанскохерцеговачких четника налазиле су се у то вријеме у источној Босни, биле су обједињене под командом Горског штаба босанских четничких одреда, која је предводио мајор Дангић и бројале су око 10.000 људи. Присутно је било и неколико четничких јединица из Србије и Црне Горе. Изван овог подручје постојале су посебне четничке групе и јединице на Мајевици, Озрену, у средњој Босни и Херцеговини. Укупно је на територији НДХ крајем 1941. дјеловало око двадесетак четничких одреда, који су бројали око 15.000 људи. Ове формације су сарађивале са Италијанима, избјегавале борбу са Нијемцима, али су почеле да се боре против партизана.
Истовремено, уочи 1942, значајне политичке проблеме није имао само НОП с Титом на челу, него и командант четничког Равногорског покрета Михаиловић. Обимна демобилизација његови сљедбеника послије гушења устанка у Србији и стабилизација Недићеве власти подстакли су га да се повуче на запад. Међутим, на прелазу 1941. на 1942. није постојала национална организација под јединственом Михаиловићевом командом, а покушали да се створи нова база изван Србије морали су да се врше на рачун већ активних вођа српски устаника. Међутим, командант источнобосанских четника Дангић се тврдоглаво противио сваком ограничењу својих овлашћења. Двосмислено је било и понашање команданта црногорских четника Павла Ђуришића. Дакле, Михаиловић је остао у Србији и, како је то Шмидер дефинисао, „било је нејасније него икада да ли ће и када, у овим околностима, успјети да постане неприкосновени вођа националног српства изван земље”.

#### Италијани
До краја 1941, италијанске окупационе снаге у НДХ су обједињене у 2. армију и њој подријеђена два армијска корпуса, укључујући 8 дивизија пуне снаге, непотпуне 3 дивизије и већи број засебних и придружених војних јединица укупне јачине око 180.000 људи. Крајем октобра 1941, током преговора у Загребу, Италијани су наметнули властима НДХ трошкове одржавања својих трупа на хрватској територији. Истовремено, како примјећује историчар Диздар, поновна окупација италијанских зона одговорности пратио је раширен непријатељски однос италијанских команданата према властима НДХ и хрватском становништву, због чега су их и једни и други у незваничним документима називали окупаторима.
Италијанско напредовање у источној Босни олакшано је споразумом између команде 2. армије и Бошка Тодоровића, начелника Горског штаба босанских четничких одреда, о несметаном пролазу кроз територије под четничком контролом. Заузврат, Италијани су се обавезали да ће уклонити хрватске гарнизоне и спријечити напредовање хрватских трупа преко њихове зоне одговорности. То је изазвало оштре, али безнадежне протеста усташке власти. Истовремено, односи Италијана и усташког режима постали су још више заоштрени када је командант 2. армије генерал Виторио Амброзио, док се у штабу разматрало питање италијанске окупације цијеле Хрватске, одлучио да привремено повуче трупе из горњег тока Подриња и спријечи улаза четника на ту територију. Истовремено, када су трупе напустиле Фочу, Италијани су четницима препустили 82 оружника, које су убили заједно са муслиманским и хрватским цивилима који су живјели у граду (према различитим процјенама, до 6000 људи).

#### Нијемци
У ток контексту, Врховна команда Вермахта (ВКВ) је 15. децембра 1941. упутила директиву командату 12. армије генералу Валтеру Кунцеу, којом се наређује пребацивањем цијеле НДХ под команду италијанске 2. армије ради поштеде њемачких снага. Иницијативу ВКВ неповољно су примили Глајзе-Хорстенау, Каше и Кунце. Прва два њемачка команданта су то правдала економским ризицима и пријетњом италијанске ликвидације НДХ. Сам Кунце није видио могућност да се обезбиједи стварна поштеда снага. У договору ВХВ од 20. децембру, он је, не наводећи у питање суштинску неопходност италијанске окупације, образложио да за заштиту објеката у Србији и НДХ након повлачења фронтовских 113. и 342. пјешадијске дивизије из Србије (што је свакако било планирано), четири окупационе дивизије и даље су представљале минималну снагу за подручје окупиране Србије и НДХ. Овај аргумент је прихваћен у Хитлеровом штабу и 24. децембра је италијанска Врховна команда обавијештена о отказивању планиране окупације НДХ од стране 2. армије. Отказивање италијанске окупације цијеле НДХ захтијевало је појачано њемачко учешће у борби с партизанима у Босни. ВКВ је директивном од 24. децембра 1941. одредила рок команди Вермахта на југоистоку до краја јануара 1942, као довољан да ликвидира устанак у источној Босни. До краја овог раздобља на Источни фронт је требала бити упућена посљедња од фронтовских дивизија, 342. пјешадијска дивизија, а у њемачкој зони одговорности од 25. јануара 1942. требало је да дјелује само 718. пјешадијска дивизија. Поред ових снага, њемачка команда је до краја године имала на располагању оперативне јединице домобрана (46 батаљона) које су бројале око 55.000 људи (према Диздару 54.295 људи).

## БиХ у првој половини 1942.

### Почетак грађанског рата између два антиокупациона покрета у БиХ
Након што су преостале партизанске снаге предвођене ВШ напустиле Србију, Нијемци их нису прогонили у италијанску окупациону зону. У овој ситуацији, пораз у Србији постао је предмет расправе на састанку Политбироа ЦК КПЈ у Дренову 7. децембра. На састанку су усвојене резолуције које су имале значајан утицај на даљи ток оружаног сукоба. Првом резолуцијом је тадашњи сукоб, који је ескалирао у свјетски рат, проглашен класном борбом коју предводи Совјетски Савез. Друга резолуција је превиђала стварање нове борбене мобилне јединице из редова најлојалнијих партијских кадрова — 1. пролетерске бригаде.
Анализирајући политички ситуацију, Тито и његови сарадници су је у децембру 1941. довели у везу са антипартизанским дјеловањем четничког Равногорског покрета Драже Михаиловића. Према њиховом закључку, успјеси Црвене армије код Москве подстакли су конзервативне империјалистичке политичке снаге у свијету на консолидаију у борби против револуционарних народноослободилачких покрета. У југословенској стварности, то се састојало у томе што су прозападне снаге, тзв. „реакционарни великосрпски центар”, преко Михаиловића покушавале да се уједине са политичким снагама цијеле Југославије које су подржавале ставове краљевске владе у избјеглиштву, иако су се држале антифашистичке оријентације, али су због своје слабости тражиле борбу против партизана. На тај начин се практично одвијала сарадња супротстављених снага: владе у избјеглиштву и Михаиловића на једној страни и Недића и окупатора на другој страни. На основу ове оцјене развоја међународних односа и прилика у Југославији, руководство КПЈ је као главни политички задатак одредило одлучну борбу против „великосрпских” елемената, који су поново постајали најреакционарнији и најопаснији. Прва пролетерска бригада успостављена је 21—22. децембра 1941. у источнобосанском селу Рудо. Овај нови тип јединице сматран је оружаном силом КПЈ, означио је прелазак на регуларне облике организовања партизанских оружаних снага и требало је да служи не само борби против окупатора, него и да револуционише грађански рат против четника и усташа, јер су се припадници јединице борили против Михаиловићевих четника и видјели у њима свог непријатеља. Успостављање пролетерских војних јединица било је предвиђено да се постепено и у највећој могућој мјери стварају елитне трупе НОВ, који би, према Расиму Хурему, требало да имају одлучујући утицај на развој војних сукоба и да буду гарант да политичка реакција неће моћи да оствари своје намјере.
Доласком у источну Босну крајем децембра, ВШ је, за кратко вријеме проведено на Романији, препознао опасност која пријети партизанским јединицама од четника. У селу Иванчићи 7. јануара 1942. одржан је састанак Покрајинске организације КПЈ у БиХ на којем су учествовали чланови ЦК КПЈ. Одлучено је: „Прекинути до тад практиковану оперативну сарадњу са четницима и умјесто тога с њима као са противницима одлучно обрачунати. Политичку акцију у народу и партизанским јединицама прилагодити потреби да се политички овлада устаничком масом, која је, мада под партизанском командом, у суштини четничка и колебљива. Створити одреде добровољачке војске у које треба позвати све оне који су спремни да се под националном заставом боре против окупатора и усташа, али који из било којих разлога не желе да се укључе у народноослободилачке партизанске одреде. На тај начин омогућити устаницима који балансирају између народноослободилачке и четничке политичке линије да се лакше опредијеле и ангажују за ову прву. У циљу ефикасног вођења борбе, првенствено против четника и њиховог вршљања и пљачке у партизанској позадини, формирати тамо гдје затреба покретне партизанске јединице у виду ударних чета и батаљона. У те батаљоне мобилисати што више радника и омладине из градова”. Донесене одлуке су указивале на неадекватност фокусирања углавном на Србе. Шира политичка платформа из јануара 1942. позивала је на веће ослањање на Муслимане, него што је то био случај раније. Наглашава се да „треба одмах да пређемо на стварање СКОЈ-евих организација међу муслиманском и хрватском омладином у селу, гдје је такав рад био врло слаб”. Хурем примјећује: „Ови напори да се народноослободилачка борба у БиХ постави на ширу политичку платформу услиједили су послије сазнања да је немогуће даљње јачање НОП-а и успјешно вођење народноослободилачке борбе ако се не савлада четништво и ако НОП не буде озбиљније рачунао на Муслимане и Хрвате, и то не само у прогласима него и у пракси”.
Након тога, партизанско руководство је неколико дана касније у апелу народу БиХ оптужило четничке вође за саботирање народноослободилачке борбе, вођење братоубилачког рата с партизанима и позвало Србе, Хрвате и Муслимане да се укључе у заједничку борбу против окупатора, усташа и четника. Тако је, према Хору, долазак ВШ у источну Босну „послужио као окидач” за ширење рата партизана са четницима.
Каснијим мјерама ВШ и 1. пролетерске бригаде спријечен је распад оних партизанских јединица у источној Босни у којима се водила интензивна четничка пропаганда. Међутим, није било довољно времена да се озбиљније ојачају партизански одреди, јер је убрзо почела нова њемачко-хрватска антипартизанска операција великих размјера.

### Црна легија
Четничка политика терора над Муслиманима подстакла их је да оформе сопствене паравојне формације. Неки Муслимани приступили су усташама. Тако је, углавном од избјеглица из источне Босне који су побјегли пред четничким терором, усташки повјереник у БиХ Јуре Францетић успоставио тзв. „Црну легију” за борбу против устаника. У љето 1942. око 1000—1500 припадника Црне легије ступило је у борбу против партизана и четника у источној Босни.

### Муслиманске милиције. Хаџиефендићева легија
Српски устанак у БиХ праћен је паљењем муслиманских села и убијањем цивила, због чега су многи Муслимани из Домобрана дезертирали и прикључили се мјесним муслиманским јединицама самоодбране. Реагујући на позиве муслиманске јавности и неуспјех усташког режима да осигура народ, припадници муслиманске елите су крајем 1941. почели да предводе спонтани муслимански покрет за самоодбрану и организују независне муслиманске оружане снаге.
Један од вођа овог покрета био је тузлански трговац и убијеђени аутономаш, официр у резервном састав Југословенске војске Мухамед Хаџиефендић, који је уз подршку мјесних и сеоских муслиманских вођа и уз дозволу Загреба успоставио 22. децембра 1941. одред милиције под називом Добровољачко одјељење народног устанка мајора Хаџиефендића (хрв. Dobrovoljački odjel narodnog ustanka bojnika Hadžiefendića), или краће „Хаџиефендићева легија”. У прољеће 1942. Легија је бројала око 5000 припадника. Подручје одговорности обухватало је територију од Грачанице на западну, Орашја и Босанског Шамца на сјеверу, Зворника и Бијељине на истоку и Кладња на југу. У јулу 1942. преименована је у Домобранско-добровољачки пук (хрв. Domobransko-dobrovoljačka pukovnija). До краја године у свом састави је имала шест батаљона стационираних у Бијељини, Брчком, Грачаници, Пурачићу, Живиницама и Тојшићима. Легија је мобилисала из редова муслиманског сељаштва сјевероисточне Босне. По дисциплини и дјеловања, припадници су се мало разликовали од четничких устаника. Према Хору, припадници Легије су пљачкали мирна српска села, тукли, а понекад и убијали становнике. Били су агресивни и нетолерантни према хрватским домобранима и оружницима, као и према Хрватима уопште, а своју територију су сматрали муслиманском, на којој су они били главни. Њемачка команда није вјеровала припадницима Легије. Конкретно, командант њемачких трупа у Хрватској генерал-пуковник Рудолф Литерс у извјештају за децембар 1942. написао је да ће се „у случају озбиљног напада партизана предати или пријећи на њихову страну”. У стварности, према закључку Хора, Легија је подривала усташки поредак, онемогућавајући консолидацију усташке државе. Легија је такође дозвољавала младим Муслиманима да избјегавају војну службу у Домобранству.
Поступак стварања муслиманске милиције наставили су аутономаши из Сарајева и других градова, чији је дугорочни циљ био одвајања БиХ од НДХ. Покушали су да прошире зону одговорности Хаџиефендићеве легије на своје територије или да успоставе своје милиције, користећи удружење „Ел Хидаје” као параван за те сврхе. Тако су у Сарајеву то учинили Узеир Хаџихасановић и предсједник друштва „Мерхамет”, члан улема-меџлиса хафиз Мухамед Панџа. У Бањој Луци је радикални политичар Суљага Салихагић, у Мостару бивши муфтија Омер Џабић и други. Учесници поступка били су ветерани муслиманског покрета за аутономију 1899—1909. и 1939—1941. Као резултат тога, у Сарајеву је успостављено пет јединица муслиманске милиције.

### Антипартизанске операције у источној Босни и криза партизанског покрета
На прелазу из 1941. у 1942. БиХ постаје средиште народноослободилачке борбе у Југославији и сједиште ВШ НОПОЈ-а (од јануара 1942. НОП и ДВЈ). Компактно подручје које су ослободили партизани, са средиштем у Фочи, обухватало је дио Санџака, Црне Горе, Херцеговине и источне Босне на сјеверу до жељезничке пруге Сарајево—Вишеград. Одговор је био њемачко-хрватско спровођење антипартизанских операција Југоисточна Хрватска (15—23. јануар 1942), Озрен (29. јануар — 4. фебруар 1942). а након њих и прве веће заједничке антипартизанске операције њемачких, италијанских и хрватских трупа под називом Трио (22. април — 15. мај 1942). Под притиском окупационих и хрватских трупа, као и под утицајем дејстава четничких одреда, територија под партизанком контролом у источној Босни је поново заузета, а главне снаге НОП и ДВЈ, око 5000 бораца, изнемоглих и рањених, враћени су на босанско-црногорско-херцеговачку тромеђу у јуну 1942. године.
Овакав исход био је посљедица како антипартизанских операција окупатора, тако и неповољних поступака који су се развили у НОП-у у првој половини 1942. и окончани у априлу—мају у његовим редовима. Курс ка радикализацији револуционарне борбе („лијева скретања”) који је усвојио НОП на прелазу 1941. на 1942. и настали терор над очигледним и измишљеним класним непријатељима и колаборационистима, раскол српског устаничког покрета, грађански рат, уз активну четничку пропаганду одвраћали су широке масе Срба од комуниста и имао је негативан утицај на морал партизанских снага. Како исход тога, током операције „Трио”, сви добровољачки одреди су се распали након првих сукоба са непријатељом, а борци су или отишли кућама или су се придружили четницима. Низ „преврата” се догодио у Калиновичком, Озренском, Романијском, Зеничком, Требавском партизанском одреду и одреду „Звијезда”, да би се крајем априла и почетком маја прикључили четницима. Тако је изгубљено чак и некадашње упориште на Романији. Међутим, према Клаусу Шмидеру, чињеницу да су до средине маја главне снаге НОП-а биле истјеране из готово цијеле источне Босне усљед офанзиве њемачко-италијанско-хрватских трупа, ВШ НОП и ДВЈ сматрао би привременим да је постојала могућност повратка у фактичку базу НОП-а у Црној Гори и тамо реорганизују постојеће снаге. Међутим, пут за Црну Гору је био затворен. Тактичка сарадња четника са Италијанима допринијела је њиховом јачању, а „лијева скретања” и комунистички терор који је она изазвала довели су до губитка подршке партизанима међу народом. Упоредо са сличном догађајима у источној Босни, у низу црногорских партизанских одреда догађали су се четнички преврати. Већина партизана прешла је у четничке редове или је дезертирала, а преосталих 500 људи, под притиском Италијана и четника, било је присиљено да напусти Херцеговину. Покушај 16. маја главне партизанске групације предвођене ВШ да се пробије до Колашина пропао је због свеобухватне четничке офанзиве из сјеверног и јужног правца. Тако је оперативна зона партизана била ограничена почетком јуна 1942. на простор на сјевероистоку Црне Горе у високом, безводном и неплодном крају између Пиве и Таре, а жељени повратак у Србију био је немогућ због недостатка снага, муниције и хране.

### Посљедице операције „Трио” за италијанско-њемачко-хрватске односе
Током припреме и спровођења првог заједничког италијанско-њемачко-хрватског циклуса антипартизанских операције појавиле су се постојеће противрјечности међу савезницима. За команду 2. армије било је очигледно да Хрвати и Нијемци блокирају покушаје италијанске стране да прошири свој утицај у њемачкој зони војне одговорности. Узимајући то у обзир, италијанска команда је извршила прилагођавање своје политике према НДХ и, умјесто проширења граница своје војне одговорности, усредсредила се на обезбјеђивање анектираних дијелова Далмације и Словеније. У том циљу, 2. армија је започела дјелимично повлачење својих војних контингената из већег дијела Треће зоне војне одговорности у БиХ. Италијани су напустили Босански Петровац 25. маја, Дрвар 30. маја, Прозор и Гламоч 1. јуна. Дивизија „Тауринензе” и „Перуђа” пребачене су у Црну Гору, а дивизије „Таро” и „Пустерија” враћене су у Италију. Друга посљедица операције „Трио” било је стварање Добровољачке антикомунистичке милиције (ДАМ) под италијанском командом у зонама своје војне одговорности на територији НДХ, у којима су четничке формације легализоване.
На крају операције „Трио” односи између команди италијанске 2. армије и њемачких снага на југоистоку достигли су најнижу тачку. Представници Вермахта, генерал Глајзе фор Хорстенау и њемачки изасланик у НДХ Зигфрид Каше, информацију о повлачењу италијанских трупа из Треће зоне добили су прво од хрватских власти. Истовремено, команда Вермахта на југоистоку није ништа знала о повлачењу до средине јуна 1942. године. Сарадња италијанске и њемачке команде у борби против устаника, прекинута послије операције „Трио”, обновљена је тек на прелазу из 1942. у 1943, када је опасност од партизана постала превелика.
Сумирајући резултате операције „Трио”, Клаус Шмидер је написао: „Генерално, за њемачку војску и дипломате, током операције ’Трио’, главни проблем њемачке окупационе политике у Хрватској постао је потпуно очигледан: Хрватска влада је италијанску окупацију доживљавала првенствено као пријетњу, која је била незнатнија од партизанске пријетње; италијанска политика се колебала између ширења и повлачења трупа и стварала је додатни фактор нестабилности подржавајући национални српски елемент; и коначно, слабо њемачко присуство на сјеверу земље практично је постало посљедња баријера између НДХ и њеног уништења — да ли од устаника или Италија”.

### „Тактична колаборација” четника у италијанској зони окупације
Командант италијанског 6. армијског корпуса генерал Ренцо Далмацо послао је 17. јануара 1942. извјештај команданту 2. армије генералу Марију Роати под насловом „Контакти с вођама четничких формација”, у коме биљежи контакте с четничким командантима у НДХ, војводама Илијом Трифуновићем Бирчанином и Доброславом Јевђевићем. Оба команданта су гајила симпатије према Италијанима, сматрајући да ширење италијанске окупације на цијелу БиХ најбоље војно рјешење за Србе и тражили су савез са Италијанима против усташа и партизана. Далмацо је у својим контактима са четницима имао два циља: да избјегне борбу с њима и да подстакне већину, ако не и све, да се укључе у борбу против партизана. Ову политику систематизовао је током 1942. командант италијанске 2. армије и спроводили су је сви италијански команданти како на анектираним, тако и на окупираним територијама.
Текст споразума између четника и команде италијанске 2. армије није пронађен. Међутим, Јозо Томашевић наводи садржај онога што се чини као први предуговор, закључено 11. јануара 1942. између представника 6. корпуса и представника четника југоисточне Босне Мутимира Петковића. Требало је да ступи на снагу након што га потпишу италијанска команда и команданти четничких одреда, као и главни представник команде Југословенске војске у отаџбини у БиХ мајор Бошко Тодоровић. Како је примјетио Томашевић, каснији догађаји су показали да су споразум потписали сви заинтересовани. Садржао је седам конкретних тачака. У случају италијанске окупације источне Босне, четници су се обавезали да ће се уздржати од међусобних оружаних сукоба. Четничким јединицама је дозвољено да задрже оружје. У свим крајевима које су четници ослобађали (по Томашевићу вјероватно од хрватских формације или од партизана), све војне и полицијске формације НДХ биле су разоружане. У свим крајевима гдје су католици (Хрвати) чинили мањину, мјесне власти НДХ требало је замијенити српским, које су функционисале упоредо са италијанском војном управом. Србима су загарантована сва права. Италијани су требали да помогну у ослобађању Срба из усташких логора, јер би то помогло у сузбијању комунистичке античетничке пропаганде.
Споразум од 11. јануара 1942. био је првенствено усмјерен против усташа, али су Далмацо и други италијански команданти схватили да им четници могу помоћи у борби против партизана. Према Томашевићу, врло брзо — мада не у то вријеме — главни интерес и четника и Италијана постаје узајамна помоћ у борби против партизана. На основу тога, четничка команда је од почетка 1942. водила политику „тактичког колаборационизма” са италијанским властима, примајући заузврат разноврсну војну и материјалну помоћ. Историчар Занела Шмид примјећује: „Они су то видјели као тактичку сарадњу, која ће им помоћи да успоставе сопствени поредак након рата. Сам Михаиловић је санкционисао улазак четника у Добровољачку антикомунистичку милицију и својим подријеђеним изјавио: ’Желимо да преваримо Италијане да бисмо остварили своје циљеве. Они су лукави, али ми морамо бити лукавији.’ То је значило да је италијанска подршка дала четницима прилику да се боре против својих непријатеља током рата, стварајући положај за послијератне преговоре”. Већина четничких снага у италијанској зони одговорности НДХ легализована је од љета 1942. и у првој половини 1943. у одредима ДАМ на челу са Трифуновићем Бирчанином, која је била у саставу италијанским помоћних снага. Бројали су око 19.000—20.000 људи. Уз подршку италијанске стране, сфера војног и политичког дјеловања четника од љета 1942. обухватала је Црну Гору, као и италијанску зону војне одговорности у НДХ — Херцеговину и дио источне Босне. У Црној Гори је био штаб команданта ЈВуО.
Усташка власт је била против италијанске политике сарадње са четницима, али по условима италијанско-хрватског уговора о повлачењу око половине италијанских трупа из Друге и Треће зоне потписаног у Загребу 19. јуна 1942, требало је да преузме издржавање четничке антикомунистичке милиције с тим да ће четници признати суверенитет НДХ. Сарадња са четницима постала је један од главних камена спотицања у односима Италије и НДХ и изазвала је бројне протесте усташа, упућених команди 2. армије, италијанским представницима у Загребу и властима у Риму. На то је италијанска страна увјеравала Хрвате у привременост сарадње, „док се не ликвидирају партизани, а онда ће четници бити докрајчени”.

### Битка на Козари
У прољеће 1942. западна Босна је остала подручје гдје је расла активност партизана. Према ријечима генерала Едмунда Глазеа фон Хорстенауа, на подручју Козаре, Јајца и Бање Луке партизани су успоставили неколико „совјетских република”. Подручје Козаре контролисао је 2. крајишки партизански одред. Покривена густом шумом, Козара је била важно партизанско упориште, посебно након поновна окупације Треће зоне коју су извеле јединице италијанске 2. армије. Концентрација великих партизанских снага овдје је представљала потенцијалну опасност за стратешку линију комуникације Београд — Загреб. Од 16. маја 1942. партизани су заузели Приједор и прилично значајан рудник жељеза у Љубији, а прекинуте су жељезничке и друмске комуникације између Бање Луке, Приједора и Босанског Новог. Прекидањем саобраћаја на прузи Босанска Дубица — Босански Нови Љубија — Приједор — Бања Лука, прекинут је транспорт жељезне уде који су били значајни за њемачку ратну привреду.
У циљу отклањања пријетњи њемачки интересима у западној Босни, на састанку представника њемачке, италијанске и хрватске команде 3. марта 1942. у штабу италијанске 2. армије у Опатији, одлучили су да се одмах по завршетку операције Трио, изврши обимна операција уништавања партизанско жаришта на Козари. Поред темељног чешљања устаничког подручја, планирали су масовну депортацију становника Козаре у друге крајеве НДХ. Антипартизанску операцију Западна Босна извеле су њемачко-хрватске трупе од 10. јуна до 17. јула 1942, а у историју НОР-а ушла је као битка на Козари.
Битка је постала једна од најкрвавијих и најдраматичнијих догађаја НОР-а. Партизани, који су бројчано били скоро девет пута надјачани, доживјели су најтежи пораз од гушења устанка у Србији у јесен и зиму 1941. године. Казнене експедиције убиле су око 20.000 становника Козаре, а депортовано је 68.600 људи, међу којима 23.500 дјеце. Губици 2. крајишког партизанског одреда износили су више од 50% људства, а тачан број погинулих партизана није утврђен. Југословенска историографија наводи податке о погибији око 1700 бораца.

## БиХ у другој половини 1942.

### Поход пролетерских бригада у Босанску Крајину
Као резултат циклуса антипартизанских операција у југоисточној Босни, источној Херцеговини и Црној Гори, које су 22. априла 1942. покренуле њемачке, италијанске и усташко-домобранске трупе, а које су извеле уз извјесну помоћ четника, партизани су до 15. јуна изгубили скоро сву територију коју су претходно контролисали на том подручју. Многе партизанске јединице престале су да постоје због четничких субверзивних активности. У овој ситуацији ВШ НОП и ДВЈ-а успио је да доведе 1. и 2. пролетерску бригаду на Зеленгору, као и преостале снаге херцеговачких, црногорских и санџачких партизана. Од партизана који су стигли на Зеленгору основане су три пролетерске ударне бригаде: 3. санџачка, 4. и 5. црногорска бригада, као и Херцеговачки партизански одред. Укупан број партизана, реорганизован у пет пролетерских бригада и један одред, износио је око 5000 људи.
Под утицајем пораза и критика из Москве, руководство КПЈ осудило је „лијево скретање” 19. јуна 1942, оцијенивши га као „грешку” „секташког карактера”. Да би се добило на времену и сачувало језгро НОП-а од уништења, одлучено је да се главна пажња са Србије пребаци на западне крајеве Босне, насељене Србима. Два фактора су допринијела овом избору. Тамошње партизанске снаге наставиле су да доминирају у грађанском рату над мјесним антикомунистичким формацијама. Поред тога, у крају је настао неочекивани вакуум окупационих снага због почетка повлачења трупа италијанске 2. армије. С обзиром на наведено, ВШ је издао наређење за пребацивање партизанских снага у западну Босну и Хрватску.
Од 24. јуна до 25. септембра 1942. ударна група сачињена од 1, 2, 3. и 4. пролетерске бригаде, са око 3800 бораца, праћена 5. црногорском бригадом и Херцеговачким партизанским одредом, прешла је пут од 250 км и пробила се у Босанску Крајину. Поход пролетерских бригада предвођен ВШ био је олакшан повлачењем италијанских трупа из Треће окупационе зоне, што је било изненађење за команду Вермахта на југоистоку и одвлачењем главних њемачких снага на антипартизанску операцију на Козари. Ове двије околности, према историчару Гају Трифковићу, практично су отвориле пут групи бригада кроз Херцеговину и западну Босну. На правцу кретања није било већих непријатељских снага, осим усташа, домобрана и четника. Партизани су током прохода уништили пругу Сарајево — Мостар дугу 70 км, чиме су за више од два мјесеца прекинули једину жељезничку везу између јужне Далмације и унутрашњости НДХ. Пролетерске бригаде разбијале су хрватске гарнизоне и једна за другом заузимале градове на свом путу (с изузетком Купреса). Врхунац похода било је заузимање Бихаћа почетком новембра 1942. године. Упркос повољној оперативној ситуацији, услови похода нису били лаки. Док су марширали кроз долине и планине, војници су живјели у шумама и спавали на земљи. Недостајало им је хране, лијекова и муниције. Према сјећањима учесника, најгоре је било то што су остали без соли, а због слабе исхране људи су патили од скорбута. Међутим, и поред тешкоћа, током похода редови партизана су попуњени добровољцима, углавном Србима.
Успјешан поход пролетерских бригада у Босанску Крајину омогућио је НОП-у излаз из стагнације и кризе, кога је захватила у првом половини 1942. и, према историчару Леониду Гибјанском, довела је „у крајњој линији до појаве могућности оштрог ширења масовне базе партизанских снага. Почеле су брзо да се попуњавају због великог прилива мјесног српског становништва… Већина Срба у региону у партизанима је видјела једину дјелотворну одбрану од усташког режима и повезивала са њима наду у опстанак и националну егзистенцију”. Као резултат акција пристиглих пролетерских бригада предвођених ВШ и мјесних партизанских одреда, образована је нова знатна територија у западној Босни, коју су у различитој мјери контролисали партизани.

### Споразуми четника и усташа
Након расцјепа српских устаничких снага на два непријатељска табора на прелазу 1941. у 1942, четничке јединице и становништво које их је подржавало у БиХ нашле су се у ратном стању на два фронта сјеверно од демаркационе линије: на једној страни са хрватским и њемачким трупама, а на другој са партизанима. Дангићеви покушаји да пронађе начин за суживот са Нијемцима у источној Босни почетком 1942. били су неуспјешни, па су мјесни четнички команданти почели да траже сарадњу са властима НДХ. Упркос принципијелним идеолошким разликама, присуство заједничког непријатеља — партизана — уништило је све препрјеке сарадњи многих четничких одреда и усташа.
Први званични споразум са усташким режимом склопили су Озренски и Требавски четнички одреди 28. маја 1942. у селу Липац код Добоја. Њихова зона одговорности простирала на подручје уз ријеку Босну и жељезничку пругу Сарајево — Брод. Члан 5. споразума предвиђао је добровољну сарадњу четника са Домобранством у уништењу партизана, као и њихово оперативно потчињавање Главном штабу Домобранства. Међутим, непосредно командовање одредима у антипартизанским операцијама остало је на четничким командантима. Према Јози Томашевићу, овим споразумом команданти Озренског и Требавског четничког одреда признали су суверенитет НДХ и као њени грађани исказали лојалност држави и поглавнику. Оба одреда требала су да прекину све војне акције против војних и цивилних власти НДХ од дана потписивања споразума. Власти НДХ су биле дужне да успоставе сталну управу у четничким крајевима, а четнички одреди су обећавали помоћ у нормализацији општих прилика. Све док је ванредно стање трајало, четнички команданти су требали да врше административну власти на својим територијама под контролом органа НДХ. У наредне три седмице потписана су још три споразума са одредима са територије средње и сјеверозападне Босне, а 16. јануара 1943. и са једним одредом из источне Босне. Четнички одреди били су дужни да о својим самосталним акцијама против партизана без одлагања пријаве хрватској војном команди, а она је, заузврат, требала да снабдје четнике потребном муницијом, обезбиједи лијечење рањеника у војним болницама и обезбиједи удовицама и сирочадима четника погинулих у борби против партизана државну новчану помоћ у износу предвиђеном за војнике НДХ. Власти НДХ су се, ако је могуће, обавезале да ће ослободити људе заточене у логорима, али само на посебна захтјев четничких команданта. Док таква лица нису враћане породицама, по потреби је пружана новчана помоћ. Споразумима су регулисана и питања повратка избјеглица и пружања државне помоћи њима, обезбјеђивања рада и права на трговину под општим условима гарантованим грађанима НДХ.
Према директиви ГУШ-а од 9. октобра 1942. питање преговора и склапања било каквих споразума са четницима била су дозвољена само из санкцију Управе за јавни ред и безбједност МУП НДХ. Искључена је могућност преговора са горљивим противницима државе, као и са четничким командантима, који нису рођени на територији НДХ или нису били њени грађани. У италијанским окупационим зонама споразуми између власти НДХ и четника нису били у супротности са споразумом између Италије и НДХ од 19. јуна 1942. године.
Споразуме са четницима подржавали су Нијемци. Пошто су хрватске трупе у зони војних дејстава биле под њемачком командом од јануара 1942, а територија између Саве и демаркационе линије постала је зона војних операција коју су изводиле њемачке војне власти од октобра 1942, ова сарадња је посредно била и сарадња четника са Нијемцима. У извјештају Глејз-Хорстенауа команданту Вермахта на југоистоку од 16. новембра 1942. указао је да је око 10.000 босанских четника имало споразум са властима НДХ по принципу „живи и дај другим да живе”. Карта коју је израдио Главни штаб Домобранства и датира од 17. јануара 1943, четнике на територији НДХ дијели у три групе: италијанске четника, концентрисане на подручју Оточца у Лици, на подручју Книна у сјеверној Далмацији и у источној Херцеговини; колаборационистичке четнике, концентрисане у средњој Босни и дијеловима источне Босне око истоимене ријеке; и побуњене четнике, који су држали мање области сјевероисточне Босне и подручје источно од Сарајева.

### Британска команда и четничка колаборација
Британска команда је већ крајем априла 1942. знала са сарадњу четника са Италијанима, Недићем и властима НДХ, а преко њих и са Нијемцима. Прије него што је Средоземно ратиште постало поприште великих операција западних савезника, оно што се дешавало у Југославији било је од малог значаја за Британију, па се сарадња са четника са силама Осовине могла занемарити. Ипак, са изгледом за искрцавање у Италији или на Балкан у јесен 1942, и четничка и партизанска активност постала је питање које је утицало на стратегију западних савезника. Закључили су да Михаиловић и његови снаге нису у стању и/или нису хтјеле да одиграју своју предвиђену улогу све док се савезници не искрцају на јадранској обали или у Грчкој. Британска влада је од крајем децембра 1942, како посредно преко краљевске владе у егзилу, тако и непосредно преко своје мисије при команди ЈВуО, упорно покушавала да убиједи Михаиловића да прекине сарадњу са непријатељом и борбу против партизана и да отпочне борбу против сила Осовине. Напори ипак нису били успјешни.

### Муслиманска национална војна организација
Слом усташке администрације, повлачење партизана на запад и сарадња са Италијанима обезбиједили су четницима доминантан положај у источној Херцеговини, гдје су Срби чинили најбројнију етничку групу. Српска нетрпељивост према Муслимана била је најснажнија на овим просторима и стога је представљала посебну опасност за херцеговачке Муслимане. Истовремено, дио муслиманске политичке елите у Херцеговини традиционално је просрпски оријентисан. Успјех четника, подршка коју су добијали од Италијана и потпуна угроженост Муслимана навели су овај дио њихове елите да сарађује са четницима, што је довело до појаве феномена „муслиманских четника” у Херцеговини. То је био у складу са италијанском политиком, чији је циљ био мобилизација становништва у њиховим окупационим зонама НДХ у ДАМ. Убрзо након покоља у Фочи, изасланик четничке команде у источној БиХ Доброслав Јевђевић упутио је пријетећи апел Муслиманима да се прикључе борби против усташа: „Лично сматра да Муслиманима у будућој држави не преостаје ништа друго него да коначно и дефинитивно прихвате српску националну мисао и одустану од спекулативног маневрисања између српског и хрватског народа, тим прије, што ће сва подручја муслиманског пребивалишта бити неспорни и неприкосновени дијелови српске државне јединице”. Прилику да стану на страну четника искористио је један број просрпских Муслимана, који су у сарадњи са Италијанима створили четничку милицију под називом Муслиманска национална војна организација, на челу са Исметом Поповцем. На Поповчеву препоруку, Михаиловић је за команданта муслиманских четника поставио бившег начелника сарајевске полиције Фехима Мусакадића. Међутим, и поред својих просрпских ставова, Поповчеви четници су били национално свјесни Муслимани чији је циљ била борба за опстанак и аутономију кроз сарадњу са четницима и Италијанима.
Пројекат масовног регрутовања Муслимана у четнике пропао је када се четнички терор над Муслиманима интензивирао у првим мјесецима 1943. године. НОП се инфилтрирао у јединице Муслиманске националне војне организације и успио да многе од њих спријечи да учествују у борби против партизана. Поповац и Мусакадић су погинули у борбама са партизанском 10. херцеговачком бригадом у јулу 1943, након чега се њихова организација распала.

### „Бихаћка република” и прво засједање АВНОЈ-а
Нова територија под контролом партизана, која је у историографију ушла као „Бихаћка република”, захватала је површину од око 50.000 км², што је било готово половина површине НДХ, и обухватала је дио западне Босне, Далмације и Лике са око 2.000.000 становника (према Диздару, 2.800.000). Центар територије био је некадашњи усташки „бастион” Бихаћ. У граду се налазило руководство КПЈ, ВШ НОП и ДВЈ (преименован је 20. новембра у ВШ Народноослободилачке војске и партизанских одреда Југославије (НОВ и ПОЈ)), као и институције народноослободилачког покрета.
Огромна ослобођена територија имала је непосредне везе са сусједним или оближњим крајевима Хрватске, гдје је партизански покрет био у успону. Сигурна позадина и велики прилив нових бораца, углавном Срба, као и све сложенији техничко-оперативни захтјеви довели су до оснивања већих партизанских јединица и стварање техничких и позадинских служби. Усљед тога су током новембра створена два партизанска корпуса и осам дивизија НОВЈ, свака са по 3000—4000 припадника.
На територији „Бихаћке републике” настављено је спровођење линије КПЈ о стварању нових органа устаничке власти — народноослободилачких одбора (НОО). Истовремено, у контексту успона НОП-а, ЦК КПЈ одлучио је да до средине новембра 1942. оснује „нешто попут владе под називом Национални комитет ослобођења Југославије”. Москва је ову иницијативу одбацила: у радиограму одговора Димитрова стајало је да предложеном комитету треба „дати карактер опште политичког тијела народноослободилачке борбе, а не структуре власти”.
Јосип Броз Тито се није усудио да оснује нову владу Југославије, али је поставио темеље за социјалистичку Југославију. У Бихаћу је 26. и 27. новембра 1942. одржано прво засједање Антифашистичког вијећа народног ослобођења Југославије (АВНОЈ).)
Према Леониду Гибјанском, иако није створена нова влада, успостављен је Извршни одбор АВНОЈ-а, који је представљао „неку врсту централног административног органа”. Састав вијећа одређивало је руководство КПЈ. У њему су били истакнути функционери и активисти НОП-а, партизански команданти и борци. На тај начин се АВНОЈ „прогласио као представник народних маса цијеле Југославије”. У резолуцији донесеној на прво засједању АВНОЈ-а констатовано је да се народ Југославије бори не само против фашистичке окупације, већ и „против старог реакционарног система, који је покушао да силом сачува југословенску владу у избјеглиштву”. Под „силом” је, примјећује Гибјански, мислио на „Михаиловићеве четнике, који су у документима првог засједања АВНОЈ-а окарактерисани као издајници и злочинци народа Југославије”. Прво засједање АВНОЈ-а постало је „у ствари важна јавна политичка демонстрација супротстављања народноослободилачког покрета не само окупаторима, већ и краљевској влади у избјеглиштву, да не говоримо четницима”.
Велике војне побједе и раст НОП-а крајем 1942, праћен стварањем масовних јавних организација на територији коју су контролисали партизани, успостављање АВНОЈ-а, као и оружана борба против четника, обезбиједили су Титовом покрету брз продор у окружење хрватског и муслиманског становништва НДХ и све значајније њихово укључивање у партизанске јединице. Због тога је почетком 1943. само у партизанским јединицама на територији „Бихаћке републике” (према њемачког ознаци „Титова држава”) било око 42.000 бораца.

### Муслимански меморандум Хитлеру
Неспособност усташких власти да заштите Муслимане од четничког терора довела је до жеље њихове елите за непосредном сарадњом са Нијемцима, заобилазећи Загреб, али не и за учешћем у покрету отпора. Тако је група истакнутих бањалучких Муслимана организовала 29. маја 1942. састанак с циљем да организују посебан батаљон за борбу против партизана. Истовремено је одлучено да се непосредно обрати Берлину са захтјевом за аутономију БиХ. На годишњем састанку удружења „Ел Хидаје” 16. августа 1942. многи учесници су изразили забринутост због усташке и четничке пријетње опстанку Муслимана. У Сарајеву је 26. августа 1942. одржана конститутивна скупштина којом је предсједавао наибу-реис Салих Сафвет Башић, на којој је, уз учешће више од 300 високопозиционираних муслиманских представника, створен Одбор народног спаса (ОНС), који је објединио представнике разних муслиманских заједница БиХ. У руководству ОНС-а били су предсједник „Ел Хидаје” Мехмед Ханџић, вођа босанских аутономаша Узеир Хаџихасановић и још пет муслиманских вођа. Ова група је активно радила на информисању муфтије јерусалимског, краљева Саудијске Арабије и Египта, као и предсједника Турске, Британаца, Американаца и представника Совјетског Савеза о злочинима над Муслиманима. Скупштина је осудила неуспјех НДХ да заштити Муслимане, позвала на непосредни апел Нијемцима, Италијанима, савезницима и исламском свијету и заложила се за „заједничку сарадњу цјелокупног становништва БиХ и потпуну хармонију између муслимана, православаца и католика”. Од августа 1942. ОНС је преузео рад на пропагирању успостављања аутономних муслиманских оружаних снага.
ОНС је настојао да прошири систем муслиманских милиција. Приликом посјете Павелићу 30. октобра 1942. Панџа је предложио стварање муслиманских легија широм БиХ и препоручио Хаџиефендића, Сулејмана Филиповића и Шефкета Хасандедића као могуће команданте. Сличан захтјев је потом поднијет и њемачким војним властима. Истовремено, усташко руководство је било непријатељски расположено према аутономном карактеру легија, па их стога ограничило на тузлански крај.
Врхунац дјеловања германофилског, антиусташког крила муслиманског аутономашког покрета и кампање за аутономне оружане снаге био је меморандум упућен Адолфу Хитлеру 1. новембра 1942. којим се захтијевала аутономија Босне у оквиру Нацистичке Њемачке. Сматра се да се међу ауторима меморандума налазе Хаџихасановић и Панџа, који су били дио групе водећих муслиманских политичара који су дјеловали под називом „Народни одбор”. Документ, написан у духу муслиманске привржености Хитлеровом дјелу и националсоцијализму, а који садржи и антисемитске максиме и оптужбе на рачун усташких власти, поставља се захтјев за стварање на територији Босне, у НДХ, политичке и административне јединице под називом „Жупа Босна” са сједиштем у Сарајеву. Меморандум је садржавао захтјев за искључење свих Муслимана из редова Усташке војнице и Домобранства и стварање „Босанске страже” на основи постојећих муслиманских легија под командом Хаџиефендића.
Меморандумом је тражена забрана усташког покрета у БиХ и да се омогући успостављање националсоцијалистичке партије. Након коначне побједе Њемачке, аутори меморандума су предложили Хитлеру, „да укључите нашу територију, нашу Босну, у ред других европских заједница под Вашом заштитом и дате јој исту самосталност коју ће имати и наши сусједи”. Муслиманима је требало гарантовати апсолутну етничку већину у БиХ кроз уступање пограничних територија са претежно српским и хрватским становништвом сусједним земљама и међусобну размјену становништва. Муслимански аутономаши су, у суштини, хтјели да помоћу меморандума добију крњу БиХ, у којој би Муслимани чинили већину под протекторатом страних сила. Према Хору, меморандум је најоштрији израз муслиманског противљења усташама и њихове сарадње са нацистима. Захтјевима њемачка страна није удовољила. Истовремено, меморандум је схваћен као знак спремности Муслимана за војну сарадњу са Њемачком, што је довело до појаве иницијативе у водећим круговима СС-а за стварање муслиманске дивизије СС-а у БиХ.

### Војно-политичка ситуација крајем 1942.

#### Партизани
НОП је до краја 1942. превазишао кризу из прве половине године, обезбиједио раст својих редова и ојачао организацију. По наређењу Врховног штаба, у новембру и децембру је успостављено девет дивизија — 1. и 2. пролетерска, 3. ударна, 4. и 5. крајишка, 6. личка, 7. банијска, 8. кордунашка и 4. дивизија ГШ НОВ и ПО Хрватске), у чијем саставу је било осам крајишких и једна херцеговачка бригада. Успостављена су и два корпуса: 1. босански и 1. хрватски. Први босански корпус састојао се од двије крајишке дивизије, 6. источнобосанске бригаде и десет партизанских одреда који су дјеловали на територији Босне и бројали су око 11.000 људи. На територији који су контролисали партизани успостављени су нови војно-позадински органи: команде срезова и насељених мјеста, које су за потребе оперативних јединица и партизанских одреда обезбјеђивале мобилизацију и обуку бораца, снабдијевање јединица, збрињавање рањеника итд. Почетком новембра при ВШ основана је Официрска школа. Укупан број бораца у партизанским јединицама на територији Хрватске достигао је до краја године око 42.000 људи. У унутрашњем југословенском политичком плану, према Леониду Гибјанском, најважнији напори руководства КПЈ и ВШ НОВЈ били су усмјерени на борбу против „главног антиокупационог супарника” — четничког Равногорског покрета Драгољуба Михаиловића.

### Четници
Четнички одреди Југословенске војске преименоване су 1942. у Југословенску војску у отаџбини (ЈВуО) и наставиле су политику одлагања борбе против окупатора до успостављања повољнијих услова, пружањем подршке Италијанима, Нијемцима и дијелом трупама НДХ, а такође заједно с њима учествују у војним акцијама против партизана. ЈВуО је током године остварио најзначајније успјехе на територији НДХ. Усљед антипартизанских операције и кризе у НОП-у у прољеће 1942, на територији НДХ распало се око двадесетак партизанских и добровољачких одреда, од којих је већина коришћена за стварање четничких одреда. Дошло је до организованог унапрјеђења у четничким формацијама, створено је неколико бригада, првих корпуса (Дрински и Требињски), као и Динарска четничка дивизија са више од 5000 бораца. У италијанској окупационој зони НДХ готово све четничке јединице легализоване су у Добровољачку антикомунистичку милицију. До краја 1942. број наоружаних четника у италијанским трупама на територији НДХ био је око 20.000 бораца. Највише се налазило у источној Херцеговини. Готово све четничке јединице у НДХ од Дрине до Уне имале су споразуме са усташама или у с њима преговарале и сарађивале. Крајем 1942. у НДХ је било око 40.000 четника. Скоро сви су били легализовани, међусобно повезани и били су под заједничком командом генерала Михаиловића. Из ових снага Михаиловић је крајем децембра 1942. послао пет корпуса са укупно 14.800 бораца да униште партизане у НДХ. Истовремено, Михаиловићеве јавне изјаве да су му главни непријатељи партизани, усташе и Муслимани, а једина подршка Италијани, нису остале незапажене код британских савезника. Како примјећује Мари-Жанин Калик, постоје знаци да британско руководство можда одустаје од подршке четницима. С тим у вези, британска војна мисија при ЈВуО послала је у Лондон доказе о сарадњи четника са силама Осовине и импресивну слику о борбеној ефикасности партизана.

### Усташко-домобранске трупе
Домобранство је у другој половини 1942. имало око 110.000 припадника и састојало се од три домобранска корпуса (1, 2. и 3. корпус), једне брдске дивизије, четири брдске бригаде, коњичког и два добровољачка пука и мањих јединица морнарице, а ваздухопловство је на располагању имало четири ваздухопловне базе и око десет ескадрила, са до 100 ваздухоплова. Усташка војница је обухватала Поглавникову заштитну бригаду, одбрамбену бригаду, Црну легију, 37 оперативних батаљона, девет припремних батаљона и два жељезничарска батаљона. Број припадника је достигао око 42.000. Трупе НДХ су крајем 1942. бројале око 167.000 припадника (не рачунајући хрватске војне јединице и формације у саставу Вермахта или које су се бориле на Источном фронту). Истовремено, Карло Ружић-Кеслер пише да је до краја 1942. усташки режим имао фактичку контролу само над неким урбаним средиштима, док су унутрашњост контролисала партизани и четници. Биљежи лошу организацију Домобранства, низак морал домобрана и честе случајеве дезертирања у партизанске редове.

### Италијани
Циљеви италијанских окупационих снага у НДХ су се промијенили током 1942. године. Првобитни циљ био је окупација цијеле НДХ. У том циљу, војно присуство у земљи је ојачано до средине 1942. године. Истовремено су пружали помоћ у организовању, обједињавању и успостављању четничких јединица за њихово укључивање у италијанске трупе. У саставу 2. армије 18. јануара 1942. створен је 18. армијски корпус, са штабом у Сплиту. У италијанској окупационој зони налазило се дванаест италијанских дивизија, а средином 1942. на располагању су имале око 220.000 бораца. Ове снаге су биле распоређене на више од 140 гарнизона. Међутим, пракса је показала да је тако велики број гарнизона, често слабо повезаних и смјештених углавном у планинским предјелима, немогуће заштити од напада партизана. С обзиром на незадовољавајући исход операције Трио, блокирање Њемачке и НДХ стремљења Рима да успостави контролу над НДХ и критичан развој ситуације у анектираним дијеловима Југославије, италијанска Виша команда Оружаних снага у Словенији и у Далмацији (назив штаба 2. армије од 9. маја 1942.) усредсредила се на осигурање безбједности анектираних територија и уз Мусолинијево одобрење и по договору са владом НДХ 19. јуна 1942. евакуисала гарнизоне из Треће зоне (осим Карловца) и неколико из Друге зоне. На новој смањеној окупационој територији НДХ, Италијани су попунили своје снаге и до краја 1942. достигло око 250.000 људи.

### Нијемци
Њемачка команда је у другој половини 1942. предузела низ мјера у циљу неутралисања и уништења НОП-а на територији НДХ. Од 3. октобра 1942. 187. резервна дивизија, која је бројала 11.408 људи, пребачена је из Њемачке на подручје Загреба, Петриње и Бјеловара. У децембру 1942. из Србије је на Кордун пребачена 7. брдска дивизија СС-а „Принц Еуген”, која је бројала око 22.000 људи. Из Аустрије на простор од Суња до Босанског Новог распоређена је 369. пјешадијска дивизија, са око 12.000 људи. Окупационе 714, 717. и 718. пјешадијска дивизија распоређене су углавном у сјеверној Босни од Уне до Дрине са штабовима у Санском Мосту, Бањој Луци и Сарајеву. Крајем 1942. на територији НДХ било је око 75.000 њемачких војника, а од седам дивизија дислоцираних на територији Југославије, у НДХ је било шест. Упоредо са пребацивањем нових контингената у НДХ, као и стварањем посебним формација од мјесног становништва, предузете су организационе мјере. Команда њемачких трупа у Хрватској на челу са генералом Литерсом успостављена је 28. октобра 1942. године.
Општа војно-стратешка ситуације на Средоземном ратишту окренула се против Њемачке и Италије у јесен 1942. године. Њемачко-италијанске снаге фелдмаршала Ервина Ромела поражене су у другој бици код Ел Аламејна, а снаге западних савезника искрцале су се у Мароку и Алжиру и припремале се за амфибијску операцију на Сицилији. Територија НДХ заузимала је кључни положај на Балкану. Главнокомандаујући Вермахта на југоистоку страховао је да би НОВЈ у западној Босни и ЈВуО у Црној Гори и источној Херцеговини могле пружити подршку искрцавању западних савезника на Балкану. Узимајући у обзир ове пријетње, њемачка и италијанска команда су у зиму 1943. пристале да извршне нове велике антипартизанске операције, а њихово планирање повјерено је главнокомандујућем Вермахта на Југоистоку генералу Леру.

## Преломна 1943.

### Антипартизанске операције „Вајс” и „Шварц”
Највеће заједничке операције њемачких и италијанских трупа у то вријеме, договорене од децембра 1942. до јануара 1943, у циљу уништења главних снага НОВЈ-а, превођених Врховним штабом, изведена су уз помоћ усташко-домобранских јединице и четника од 20. јануара до 19. јуна 1943. године. Наређење њемачким и италијанским трупама обавезало их је да се током операције оштро опходе према цивилном становништву.
Вишемјесечне војне операције одвијале су се углавном у БиХ и у историографију су ушле као битка на Неретви (операције Вајс-1 и Вајс-2) и битка на Сутјесци (операција Шварц, проширена варијанта операције Вајс-3). Хитлер је као циљ операције видио ликвидацију и партизана, али и четника. Мусолини и италијанска команда били су принуђени да пристану на акцију против четника, али су добили њемачку сагласност да ће четници прво бити употријебљени против партизана, уз италијанску подршку. Након ликвидације партизанских снага било је планирано разоружање четника, које је требало да изведу њемачке трупе. За борбу против партизана, Михаиловић је окупио четничке снаге из разних крајева и рачунао на одлучан и коначан пораз главних партизанских снага и уништење комунистичког руководства НОП-а.
Међутим, калкулације Нијемаца, Италијана, усташа и четника нису се обистиниле. Јединице 1. хрватског и 1. босанског корпуса НОВЈ-а држале су своје положаје, а затим су у рано прољеће преузеле иницијативу и преузеле контролу над новим подручјима. Врхунац антипартизанских операција била је војна акција против Оперативне групе дивизија (ОГД) ВШ НОВЈ, коју су чинили углавном партизани са подручје Хрватске, углавном из Далмације. Главне снаге операције Вајс и Шварц биле су усмјерене ка њеном уништењу. Истовремено, упркос напорима непријатеља, партизанска група није уништена. ОГД је нанијела велике губитке Италијанима и Нијемцима и разбила већину четничких снага, прво на Неретви, а затим и на Дрини. Пробијањем обруча на Сутјесци и губитком 35% људства у јуну, укључујући 3. ударну дивизију и око 1300 рањених, ОГД је ушла у источну Босну, а потом и у Босанску Крајину, што је утицало на даље јачање НОП-а на овим просторима. Како је закључио Јозо Томашевић, тиме су ВШ и његове три дивизије које су се пробиле из обруча на Сутјесци, заједно са дивизијама из сјеверне Босне, морално и политичко немјерљиво ојачане, „будући да у партизанском ратовању побиједити значи преживјети и остати способан за даљње акције”.
Резултат битки на Неретви и Сутјесци било је значајно слабљење четника. Послије низа пораза од партизана, четничке јединице у Црној Гори, БиХ су разоружане током операције Шварц. Ситуацију четника додатно је отежавала чињеница да је начелник Врховне команде Оружаних снага Италије генерал-пуковник Виторио Амброзио 12. јула 1943. издао наређење да се све четничке јединице распусте до августа. Тако су Италијани, које су раније пружали војну помоћ четницима, почели да их разоружавају у Црној Гори и Херцеговини, а дијелом зато што су видјели да су четници неподобни за борбу против партизана и плашили се њиховог понашања у случају искрцавања западних савезника. Тако се, како је примјетио Томашевић, „раздобље четничко-италијанске колаборације и велики помоћи четницима у оружју, снабдијевању и новцу, нагло се ближило крају”, а моћ и утицај четника изван Србије били су готово потпуно сломљени.
Издржавши борбу против вишеструко надмоћнијих снага окупатора током антипартизанске операције Вајс и Шварц, НОВЈ је брзо повратио снагу и положаје у западној и источној Босни. Број дивизија НОВЈ порастао је од маја до средине јула 1943. са једанаест на седамнаест. Раст припадника НОВЈ-а и широка распрострањеност дивизија и одреда, онемогућили су Нијемцима да у будућности понове акције попут операција Вајс и Шварц, које су за циљ имале опкољавање главних партизанских снага. Изван БиХ, скоро цијела Лика је била под контролом партизана, а размјере њихове активности у Славонији приморале су Нијемце да концентришу значајне трупе против тамошњих партизана, изводећи једну за другом неуспјешне операције Браун (март—април 1943) и Паула (јул 1943).
Политичка ситуација након битака на Неретви и Сутјесци развијала се у корист НОП-а. Како истиче историчар Клаус Шмидер, усташки режим је пропустио „прилику за опсежни реформаторски рад”, створену сузбијањем активности партизана у првој половини 1943. и показао се „неспособнији него икада” да учинили било шта на јачању разорене државе. Јасне симпатије Муслимана према партизанима била су изражене, док им је ранији став био углавном „неутралан”.

### Стварање 13. брдске дивизије СС-а „Ханџар”
Идеја о муслиманској војсци под њемачком командом, предложена у Меморандуму Народног одбора, највише је заинтересовала рајхсфирера СС-а Хајнриха Химлера. На његов приједлог, Хитлер је 10. фебруара 1943. наредио стварање дивизије СС-а сачињене од Муслимана. На Химлеров захтјев и захтјев истакнутих Муслимана, велики муфтија Јерусалима Мухамед Амин ел Хусеини укључио се у активну агитацију за успостављање муслиманске дивизије СС-а. У ту сврху од 30. марта до 10. априла 1943. посјетио је Загреб, Сарајево и Бању Луку. Успостављање дивизије подржали су водећи муслимански аутономаши и придружило јој се 6000 припадника Хаџиефендићеве легије. Међутим, није се пријавио потребан број добровољаца. Нијемци су тада прибјегли присилној мобилизацији, узимајући регруте из трупа НДХ, уз значајно смањење бројности неколико војних јединица. Као посљедица тога, 3000 Муслимана је на овај начин демобилисано из хрватске службе, што је озбиљно нарушило морал домобрана и усташа. Обука дивизије је вршена од августа 1943. до фебруара 1944. на југу Француске (околина Ле Пиј ан Велеа), а затим у Шлеској (Нојхамер). Нова јединица је 22. октобра 1943. добила нумерацију и назив СС-а: 13. добровољачка босанскохерцеговачка брдска пјешадијска дивизија СС-а (од јуна 1944. 13. брдска пјешадијска дивизија СС-а „Ханџар”).
Са стварањем дивизије, дио муслиманске елите повезивао је наде у постизање босанске аутономије и заштиту свог народа. Међутим, резултат није испунио њихова очекивања. Успостављање дивизије изазвало је раскол у редовима муслиманске милиције у источној Босни. Нова јединица, за разлику од милиције, била је офанзивна формација способна да дјелује изван граница БиХ. Пребацивање Муслимана у редове дивизије, учинило је њихове домове, села и градове незаштићеним. Дуго одсуство дивизије из БиХ допринијело је четничким и партизанским нападима на муслиманска подручја 1943. године. То је већину Муслимана одвратило од квислиншких формација и послужило им као катализатор да се придруже партизанима.

### Привлачење домобрана и припадника муслиманских милиција у партизане
Премјештање хиљада борбено способних Муслимана из 13. дивизије СС-а „Ханџар” изван БиХ учинило је муслиманска села незаштићена од четника. У појединим крајевима четнички злочини и пасивност власти НДХ довели су до потпуног окретања Муслимана према партизанима, чија је пропаганда истицала неправду која им је учињена. Штаб 2. босанског корпуса НОВЈ-а је у извјештају од 16. јула 1943. навео да су четничка убиства истакнутих Муслимана у селу Шипраге „узрок великих немира” у муслиманским селима. Људи који до тада нису били спремни да активно подрже НОП, сада су се обратили самим партизанима у потрази за оружјем за борбу против четника. Партизани су их наоружавали и од њих организовали мјесне одреде с циљем да их постепено укључе у НОП. Када је у августу 1943. ВШ НОВЈ-а стигао у село Шерићи код Зенице, гдје је муслиманска милиција сарађивала са партизанима, Тито се обратио мјештанима и милиционерима и поклонио им митраљезе за борбу против четника. Како пише Хор, „партизани су, заправо, покушавали да преузму улогу заштитника Муслимана, пошто је углед усташа био тешко наружен”.
НОП је у ово вријеме појачао своје дјеловање међу Муслиманима и Хрватима и агитацију на платформи муслиманског и хрватског ослобођења и самоопредјељења. Неки од објеката рада НОП-а били су домобрани и Хаџиефендићеви легионари. Сматрали су их заблудјелим дијелом народа и покушавали су их привући у редове НОП-а. Карактеристичан је био однос према ратним заробљеницима. Док није било милости за „идеолошке” непријатеље — усташе — према домобранима или легионарима поступало се добро. Ослобођени су они који су одбили да пређу у редове партизана. Остатак је представљао не само бројчано појачање, него често и професионално, партизанских јединица, будући да су у појачањима били технички специјалисти, активни официри итд. Ова пракса НОП-а погубно је утицала на ионако низам морал трупа НДХ. Крах НДХ био је очигледан обичном домобранима, који су били принуђени на суживот са четницима, који су отворено игнорисали законе НДХ. Већина домобрана била је непријатељски настројена према усташама и Нијемцима и била је спремна за сарадњу са партизанима.
ВШ је планирао општу пропаганду кампању с циљем слабљења квислиншких формација и увјеравањем их да пређу у редове НОП-а у припреми за покретање своје ОГД у источну Босну. О овом питању се расправљало од 1. до 2. јула 1943. на састанку Покрајинског комитета КПЈ за БиХ и Оперативног штаба НОВ и ПО Војводине који је сазвао Тито у муслиманском селу Плаховићи код Кладња. Донијета је одлука о успостављању 17. источнобосанске дивизије (прва јединица овог ранга у источној Босни), која је свој састав требала попунити Хрватима и нарочито Муслиманима, који би, према Титовом очекивању, требало масовно да ступе у партизанске редове. Тито је наредио и успостављање муслиманске партизанске бригаде у блиској будућности, како би се додатно убрзала мобилизација Муслимана. С тим у вези, секретар Покрајинског комитета КПЈ у БиХ Иса Јовановић пребачен је на функцију секретара Покрајинског комитета КПЈ за Војводину, а Родољуб Чолаковић је постављен за политичког секретара Покрајинског комитета КПЈ у БиХ. Истовремено, ВШ НОВЈ је овластио Чолаковића, Јовановића и Павла Јакшића да у име ВШ преговарају са домобранима у источној Босни. Титова директива је гласила: „У циљу дезорганизације и разбијања оружаних снага Независне Државе Хрватске, као и разбијање грађанских власти у НДХ потребно је успоставити што тјешњи контакт са свима нама наклоњеним представницима војних и цивилних власти… Свим официрима и подофицирима који уђу у састав Народноослободилачке војске гарантује се чин који су до тада имали и омогућава им се даље напредовање, као и одговарајући положај према чину и способностима”. Домобранским официрима, који нису били спремни да предају своје гарнизоне без борбе, било је дозвољено да се предају након инсценираног отпора. У складу са наведеним циљем, партизани су све више видјели муслиманске милиције који нису предузеле акције против њих, као могуће савезнике. Тако је окружни комитет КПЈ за Мајевицу у септембру 1943. закључио да је досадашња пракса разоружавања муслиманске милиције погрешна, будући да је Муслимане изложила четничком терору и ојачала положај муслиманских реакционара. Комитет је стога позвао на већу флексибилност у поступању са муслиманским милицијама.
Успостављање основе будуће муслиманске бригаде од припадника милиције почело је стварање батаљона у саставу 6. источнобосанске бригаде у Теочаку 8. августа 1943. године. Међу борцима било је 64 мјештанина тог краја, а замјеник команданта батаљона био је бивши припадник Муслиманске легије Енвер Заимовић. Прелазећи из једног муслиманског села у друго, батаљон је вршио мобилизацију нових бораца. Као резултат, убрзо је успостављен други муслимански батаљон, који је ушао у састав 3. војвођанске бригаде. Прва муслиманска бригада (у почетку 3, а од 17. октобра 16. муслиманска бригада) успостављена је 21. септембра 1943. у селу Буквик код Брчког. Њено језгро су чинили посавски и мајевички Муслимани из 6. источнобосанске и 15. мајевичке бригаде.

### Капитулација Италије и ширење партизанског покрета
У Италији је 25. јула 1943. успјешно изведен државни удар и Мусолини је збачен с власти. Врховна команда Вермахта је помно пратила развој оперативне ситуације на Средоземном ратишту и с тим у вези предузимала мјере за јачање својих положаја на Балкану, и уједно у НДХ. Реорганизација командне структуре на југоистоку је завршена 26. августа: у Београду је успостављен штаб Групе армија Ф, која је од Групе армија Е преузела овлашћења главне команде трупа Вермахта на Југоистоку. Штаб 2. оклопне армије пребачен је са Источног фронта у Крагујевац, којем су подријеђене њемачке, усташко-домобранске и друге квислиншке формације у НДХ, Црној Гори и Албанији. До приобалног појаса Јадранског мора пребачене су 114. пјешадијска дивизија (подручје Книна и Дрниша), 118. пјешадијска дивизија (Шавник и Пљевља) и 7. брдска пјешадијска дивизија СС „Принц Еуген” (околина Мостара).
Америчке и британске трупе искрцале су се у јужну Италију 3. септембра и истог дана је италијански предсједник владе маршал Пјетро Бадољо потписао споразум о примирју са командом западних савезника, који је фактички предвиђао капитулацију Италије. Потписивање је обављено у тајности, а примирје је објављено 8. септембра 1943. године. Према условима примирја, све италијанске трупа изван Италије требале су одмах да престану са борбеним дејствима и да се врате у домовину. Примирје је било изненађење за италијанске трупе, пошто до 8. септембра италијанска командан није учинила готово ништа да их припреми за наредне акције. Италијански генералштаб је распуштен 9. септембра и војска је остала без команде. Пратећи генералштаб, Врховна команда у Словенији и у Далмацији, која је 8. септембра преко радија сазнала за капитулацију, журно је 10. септембра кренула у повлачење са копна на острво Мали Лошињ, а одатле 13. септембра прешла у Венецију, гдје су се пресвукли у цивилну одјећу, да би избјегли заробљавање од њемачких трупа. У тим условима почео је хаотично повлачење италијанских трупа са Балкана и Нијемци су преузели контролу над италијанском окупационом зоном према унапријед разрађеном плану операција Ахзе. Истовремено, заједно са њемачким трупама, партизани, четници и усташе су упали у бившу италијанску окупациону зону да заплијене наоружање и технику око 300.000 војника, који су у то вријеме били у окупираној Југославији.
По Хитлеровом наређењу од 11. септембра 1943. сви италијански официри који су пружали отпор њемачким трупама, предали оружје партизанима или склопили споразум са њима, требало је да буду стријељани. Међутим, иако су њемачке трупе, које су имале највеће војне способности, успјеле да разоружају већину италијанских трупа, команда НОВЈ-а успјела је да искористи ситуацију да заузме нове територије и набави оружје, муницију, опрему и храну од бивше италијанске 2. армије, као и да привуче дио италијанских војника у своје редове. НОВЈ је добила појачање од неколико хиљада Италијана и опремом четири италијанске дивизије и много мањих јединица. Према Клаусу Шмидеру, партизани су се дочепали 50.000 пушака, обимних материјално-техничких трофеја и „скоро неограничених” залиха муниција. Због концентрације Нијемаца на заузимање јадранске обале, НОВЈ је крајем августа и почетком септембра 1943. ослободио тринаест градова у БиХ и још осамнаест у октобру. До почетка новембра партизани су заузели готово читаву територију између Дрине и Босне.
Међутим, још важнији од ослобођења територија био је раст партизанског покрета који је наступио након капитулације Италије. У Хрватској се број бригада НОВЈ повећао са 17 на 25, а у БиХ са 14 на 23. Од четири партизанска корпуса која су постојала до 8. септембра, НОВЈ је у октобру реорганизована у осам корпуса: три су била хрватска (4, 6. и 8. корпус), два су била босанскохерцеговачка (3. и 5. (до 5. октобра 1943 — 2.) корпус), један црногорски (2. корпус), један словеначки (7. корпус) и један „југословенски” (1. пролетерски корпус).
Масовно приступање Муслимана у НОВЈ, започет почетком друге половине 1943, посебно се појачао након ослобођења Тузле 2. октобра 1943. године. Кључ за заузимање града била је одлука највишег домобранског официра на том подручју, команданта 8. домобранског пука пуковника Сулејмана Филиповића и 77 официра, да се не боре против партизана, већ да пређу на њихову страну. Након тога, војници су масовно предавали оружје и напуштали положаје. Око 2200 домобрана из тузланског гарнизона приступило је НОВЈ-у пратећи своје официре. Након ослобођења, Тузла је постала средиште босанског партизанског покрета. Ту се преселио штаб 3. корпуса, покрајински комитет и обласни комитет у источној Босни. Дан након ослобођења, партизани су успоставили градски народноослободилачки комитет од 25 чланова, представника различитих националности: Муслимана, Срба, Хрвата и Јевреја. Међу њима су била два правника, три судије, један професор, директор грађанске школе и један банкарски службеник. Партизане су подржавали и истакнути припадници муслиманске елите: муфтије Шефкет Курт и Мурадбег Заимовић и професор права Хамдија Ћемерлић. Помагали су партизанима политичком агитацијом и позивима на мобилизацију.
Након ослобођења Тузле, у НОВЈ је за кратко вријеме приступило 1500 становника града и још 5000 људи из околине. Од њих је штаб 3. босанског корпуса успоставио у октобру 17. мајевичку, 18. хрватску и 19. бирчанску бригаду, 27. источнобосанску дивизију и Тузлански партизански одред. Према Хору, побједа партизана у Тузли и суђења која су услиједила представљала су велику прекретницу у карактеру НОП-а. Послије Тузле, „босански партизани су престали да буду српски масовни покрет са вишенационалним руководством”. Ослобођење Тузле означило је коначан улазак Муслимана у НОП. Редове партизана попунило је око 3000 Муслимана, од којих је значајан дио био из Хаџиефендићеве легије. Усљед одласка великог броја у партизане, Хаџиефендићева легија се распала, а јединице муслиманске милиције и Зелени кадар су практично нестали у тузланском басену, као и на подручју Кладња и Сребренице. Слом Хаџиефендићеве легије ослабио је аутономашки покрет у тузланском крају, који је раније био једна од његових најјачих база. НОП-у је приступио велики број истакнутих муслиманских личности и представника средње класе. Међу њима су начелник штаба 3. домобранског корпуса Шефкет Хасандедић, командант 8. домобранског пука Сулејман Филиповић, члан Хрватског државног сабора Исмет Бегташевић, Мухамед Панџа, Мухамед Суџука, Хамдија Ћемерлић, Заим Шарац.
Након Тузле, 3. босански корпус је ослободио Романију, Вишеград, Горажде, Фочу, Калиновик и Вареш. У источној Босни под контролом окупатора остали су Сарајево, Брчко и још неколико упоришта. До друге половине новембра 1943. 3. корпус је бројао 8525 припадника, организованих у двије дивизије, седам бригада и десет одреда. Постојале су и двије болнице и батерија брдске артиљерије. Почетком новембра 5. корпус је бројао 9804 припадника, подијељених у двије дивизије, 12 партизанских одреда и двије артиљеријске јединице. Укупне снаге партизана у БиХ су до краја новембра чиниле два корпуса, шест дивизија, 15 бригада, 30 одреда и више од 35.000 бораца. Са становишта ВШ, источна Босна је представљала одскочну даску за офанзиву на Србију. Да би ојачао свој положај прије пробоја на исток, Тито је планирао да у новембру 1943. проширио операције 1. пролетерског, 3. и 5. босанског корпуса у источној Босни са циљем ослобођења Сарајева. Нијемци су на јачање партизанских снага у источној Босни одговорили јачањем свог сарајевског гарнизона. Ово, као и Титова забринутост око организовања другог засједања АВНОЈ-а, довела је до кашњења у реализацији планова за заузимање Сарајева. Ситуација у БиХ остала је непромијењена. У исто вријеме, партизанске снаге су биле рањиве, иако, како примјећује Хор, послије великих побједа у септембру и октобру 1943. то није изгледало тако. Рањивост је узрокована растом НОВЈ-а. Новоуспостављене јединице нису имале борбено искуство и кохерентност, да би се успјешно супротставиле предстојећој њемачкој офанзиви.

### Земаљско антифашистичко вијеће народног ослобођења Босне и Херцеговине и друго засједање АВНОЈ-а
Капитулација Италије и близина западних савезника подстакли су Тита да убрза поступак образовања нове југословенске државе. У ту сврху било је предвиђено сазивање другог засједања Антифашистичког вијећа народног ослобођења Југославије. Задаци су дефинисани на проширеној сједници Политбироа ЦК КПЈ од 16. до 18. октобра 1943. године. Одлучено је да се успостави Национални комитет ослобођења Југославије (НКОЈ) са овлашћењима владе нове Југославије, на чијем челу се налазио Тито. Учесници другог засједања делегирани су из шест основних националних и историјских регија: Србија, Хрватска, Босна и Херцеговина, Црна Гора и Вардарска Македонија. Предвиђено је да овлашћења делегата из земаља треба да санкционишу њихова антифашистичка вијећа или комитети. У том циљу централно руководство КПЈ покренуло је хитно организовање сличних савјета у Црној Гори и БиХ.
У Мркоњић Граду је 25. и 26. новембра 1943. одржана конститутивна скупштина и прво засједање Земаљског антифашистичког вијећа народног ослобођења Босне и Херцеговине (ЗАВНОБиХ), које се прогласило највишим политичким представништвом НОП-а у БиХ. На засједању се заговарао федерални систем Југославије, у којој ће БиХ бити равноправна федерална јединица, а Муслимани ће заједно са Србима и Хрватима живјети у „слободи, равноправности и једнакости”. Тиме је БиХ, центар НОП-а, добила исти статус као и остале чланице југословенске федерације у настајању, а Муслини су, додуше имплицитно, признати као равноправни народ са осталим народима БиХ и Југославије. Истовремено, у ЗАВНОБиХ-у и међу делегатима другог засједања АВНОЈ-а били су заступљени босанскохерцеговачки високи функционери некомунистички политичких странака: ЈМО, ХСС, Земљорадничка странка, Демократска странка и Самостална демократска странка.
Друга сједница АВНОЈ-а одржано је у Јајцу, гдје се налазило руководство КПЈ и ВШ НОВЈ-а. Сједница је трајала од 29. новембра увече до јутра 30. новембра 1943. године. Према Леониду Гибјанском, „у ових неколико часова донијете су одлуке које је предвидјело руководство КПЈ, које су значиле конституисање нове, револуционарне државе, која је касније у политичком дискурсу почело често да се ословљава термином ’нова Југославија’”. АВНОЈ је проглашен за „врховно законодавно и извршно представничко тијело Југославије”, а створени НКОЈ са обиљежјима „народне владе” преко којег АВНОЈ врши „извршну функцију”. На другом засједању је легитимисано федерално уређење Југославије са БиХ као субјектом федерације.

## Њемачке антипартизанске зимске операције 1943/1944.
У јесен 1943, њемачке трупе су заузеле приморје, којим је овладао НОВЈ послије капитулације Италије. Међутим, нису успјели да организују снажну одбрану пред могућим искрцавањем трупа западних савезника на Балкан, пошто су партизани контролисали унутрашњост, нека приобална подручја и острва. Линије комуникација које су водиле од долине Саве до јадранског приморја, такође су биле у великој мјери под контролом партизана или су биле изложене њиховим нападима. Главнокомандујући Вермахта на југоистоку био је забринут због ситуације у источној Босни и Санџаку, гдје су биле концентрисане јединице 2. и 3. корпуса, 5. и 16. дивизије НОВЈ-а. Продор ових снага у Србију, кроз које су водили главни путеви из средње Европе ка Албанији, Грчкој, Бугарској и Турској. С обзиром на растући опасност партизана по систем њемачке одбране Балкана, ВКВ је наредио снагама на Балкану да у зиму 1943/44. изведу циклус офанзивних операције с циљем уништења главних снага НОВЈ-а. Извршење наређења повјерено је команди 2. оклопне армије.
Чак и прије него што је почео планирани циклус операција, њемачке трупе су 10. новембра поново заузеле Тузлу. Истовремено је већина становника напустила град. Њемачке и савезничке трупа покренуле су 2. децембра 1943. операцију Кугелблиц под непосредном командом штаба 5. брдског корпуса СС-а. Циљ операције био је опкољавање и уништење 2. и 5. дивизије 2. ударног корпуса, које су представљале пријетњу по Србију, као и 17. и 27. дивизије 3. босанског корпуса. За ово су Нијемци распоредили 1. брдску пјешадијску дивизију, 7. дивизију СС-а „Принц Еуген”, јединице 369. пјешадијске и 187. резервне дивизије, бугарску 24. дивизију из Србије, као и неке формације санџачких четника. Оперативне снаге су напредовале из Србије и сјеверне Босне, али су партизани избјегли опкољавање. Након тога, Нијемци су започели сљедећу операцију у циклусу, кодног назива Шнештурм, у долини Криваје. Офанзивна дејства њемачко-квислиншких трупа настављена су са промјенљивим успјехом све до средине фебруара 1944. године. Као исход, 2. и 3. корпус НОВЈ потиснути су са Дрине и Лима, а њемачке трупе успјеле су да поврате већи дио источне Босне и Санџака. Дијелом због слабе вјере у побједу НОП-а, дијелом због пада у њемачко заробљеништво, многи нови чланови НОП-а прешли су или се вратили на њемачку страну. Међу њима били су Мухамед Панџа и Исмет Бегташевић, као и велики број Муслимана и Срба, бивших легионара или четника. Истовремено, њемачке трупе нису успјеле да униште ниједну велику јединицу НОВЈ-а. Операције су се одвијале по старом шаблону, које је подразумијевао опкољавање партизана, затим покретање концентричне офанзиве и уништавање опкољеног непријатеља. Усљед тога су партизани, захваљујући већој покретљивости и бољем познавању терена, нашли слабо мјесто у обручу и на вријеме се пробили из њега. Истовремено, јединице НОВЈ-а не само да су се браниле и избјегавале нападе, него су и узвраћале нападом. Међу значајнијим акцијама партизана историчари издвајају нападе на Бању Луку и Тузлу у јануара 1944, који су, иако неуспјешни, имали за циљ да скрену пажњу и непријатељске снаге са 3. и 5. корпуса.
Клаус Шмидер је, анализирајући ситуацију на окупираним територијама Југославије крајем 1943. и почетком 1944, закључио да су, у поређењу са покушајима 2. оклопне армије да ојача положај окупатора кроз зимски циклус антипартизанских операција, од већег значаја: одлука другог засједања АВНОЈ-а одржаног од 29. до 30. новембра 1943. о образовању НКОЈ-а са функцијама привремене владе, усвајање у завршној декларацији Техеранске конференције од 1. децембра 1943. одлуке да је „максимална могућа” војна помоћ НОВЈ једна од ратних циљева Уједињених нација, као и признање Британије и Сједињених Држава 15. децембра 1943. врховног команданта НОВЈ-а маршала Тита као равноправног савезничког команданта. С војног становишта, ситуација у НОП-у разликовала се од претходне године по значајном слабљењу положаја њемачких окупатора, контроли НОВЈ-а над огромним територијама само дјелимично изгубљеним у зиму 1943/44, као и по новој снази. Ови фактори су НОВЈ-у пружили, иако не апсолутну, барем значајну заштиту од њемачких покушаја да се постигне војно рјешење кроз привремену концентрацију снага у одвојеној операцији (као и операцији Шварц). У стратешком смислу, њемачка команда је остала под пријетњом могуће продора јединица НОВЈ сваког тренутка у дотад релативно мирну Србију. Тако су њемачке трупе биле принуђене да пређу у дефанзиву.

## Светосавски конгрес и БиХ
Порази које су четници претрпјели у прољеће 1943. приморали су их да пређу у дефанзиву широм БиХ. Под овим условима, четничка команда је схватила да могућност побољшања њиховог положаја зависи од промјене односа према Муслиманима. Команда Источне Босне и Херцеговине обавијестила је Врховну команду о потреби привлачења Муслимана у своје редове, што би могло промијенити стање у корист ЈВуО. По њиховом оцјени, то не би било тешко постићи, али највећа препрјека биле су „антагонистичке идеје и акције” четника.
Покушај промјене политике четника према Муслиманима у БиХ настао је поступку примјене Светосавског конгреса, који је уз прећутно одобрење њемачке окупаторске власти одржан од 25. до 28. јануара 1944. у планинском селу Ба код Љига. Босанскохерцеговачко питање разматрано је у контексту расправе о послијератној политици Југославије. Да би убједио руководство четника да донесе одлуку којом би Муслимане привукли у Равногорски покрет, један од организатора конгреса, лидер Социјалистичке партије Југославије др Живко Топаловић је предложио да се у резолуцији конгреса предвиди стварање југословенске федерације, која би се састојала од четири федералне јединице, укључујући и БиХ.
Као исход, конгрес је усвојио резолуцију о послијератној југословенској федерацији коју би чиниле српска, хрватска и словеначка федерална јединица. У будућој држави БиХ је виђена као дио српске федералне јединице, а Муслимани би добили статус религијске мањине. Михаиловићева жеља да Муслимане интегрише у организацију и успостављање муслиманских јединица ЈВуО, које је најавио, није дала повољне резултате. НОВЈ је имао подршку Муслимана. Хор је закључио да је Михаиловић није успио ни да наметне јединствену командну структуру четницима у БиХ, који су остали група мјесни јединица под командом самовољних команданата. С тим у вези, Михаиловић је априла 1944. примјетио: „што се тиче Босне, чини ми се да је у том погледу ситуација најгора, јер из неког разлога сваки командант мисли да може да се бори и да живи независно”. Истовремено, четници и муслимански „Зелени кадар” све више су вршили заједничке нападе на партизане.

## Зелени кадар
Након слома Хаџиефендићеве легија и укључивања значајног дијела бивших припадника у НОП у љето и јесен 1943, језгро муслиманских вођа и њихових присталица остало је привржено борби против партизана. Подржавали су их бивши легионари, као и самосталне муслиманске милиције, које су биле активне од почетка рата. Један од њих био је 10. одред (званично бригада) Босанских планинаца, који је успоставио Нешад Топчић у околини Калесије у јулу 1943. године. У почетку бројао је неколико стотина људи. Послије, одред се ујединио са другим муслиманским милицијама у скуп под називом „Зелени кадар”. И поред тога што је ова група формално била укључена у Домобранство, дјеловало је потпуно самостално у организационом и командном погледу. Припадници су носили фесове са знаком звијезде и полумјесеца, за разлику од домобранске шаховнице или усташког латиничког слова „У”. Зелени кадар је преузео на себе руководство муслиманског аутономашког отпора партизанима и четницима у сјевероисточној Босни.
Зелени кадар је био сеоска милиција, коју су углавном чинили дезертери из Домобранства и у мањој мјери из партизанских јединица. Према Хору, Зелени кадар није био аутономно крило трупа НДХ, већ је више личио на своје непријатеље, четнике. Као и четнички одреди, Зелени кадар није био јединствена организација, већ су били „скуп разноразних мјесних одреда”. Усташе су имале неповољан став према Топчићу због независности његове војне структуре од трупа НДХ и пријема у јединице партизана који су дезертирали из НОВЈ-а. Према извјештају Усташке надзорне службе, Топчић је пратио „исламску политичку и њену фактичку реализацију у циљу аутономије Босне и Херцеговине под зеленим барјаком”. Истовремено, усташе су биле принуђене да толеришу „зелене”, јер су се борили против партизана. Зелени кадар, који је бројао 8000—10.000 људи, представљао је озбиљни војни проблем за НОП у источној Босни. У зиму 1943/44, многи Муслимани, под утицајем њемачких антипартизанских операција, напуштају партизанске јединице и приступају Зеленом кадру, који се успјешно борио против јединица НОВЈ-а и нанио им неколико пораза. Као војна сила, Зелени кадар је нарастао у прољеће и љето 1944, али се у јесен почео постепено осипати, док је у мају 1945. преостао да постоји.

## Кулминација НОР-а и ослобођење БиХ: прољеће 1944 — прољеће 1945.

### Хускина војска
Послије Хаџиефендићеве легије, најбројнија и најчувенија, и по Хоровој дефиницији, „најтврдоглавија и најпримитивнија муслиманска милиција која се јавила током рата” била је Хускина војска. Дјеловала је у Цазинској Крајини на крајњем сјеверозападу Босне. Подручје претежно насељено Муслиманима, иако оријентисано према Хрватској, ипак је била захваћено „жестоким аутономаштвом и исламским конзерватизмом”. Најистакнутије личности тог подручја били су бивши прохрватски оријентисан члан Централног одбора ЈМО Нурија Поздерац и градоначелник Велике Кладуше и бивши члан ХСС Хасан Миљковић. Поздерац је постао присталица НОП-а и члан АВНОЈ-а, али је погинуо у бици на Сутјесци. Насупрот њему, Хасан Миљковић је сарађивао са усташама. Послије повлачења партизана током њемачке операција Вајс почетком 1943, активности КПЈ у Цазинској Крајини су знатно ослабиле. Настали вакуум искористио је самоувјерени командант Домобранства, бивши комуниста и партизан Хусеин Хуска Миљковић. Од усташа и Нијемаца је добио дозволу да успостави муслиманску милицију, а у тог циљу га је подржао Хасан Миљковић, који се, преко Хору, надао да ће употријебити муслиманске трупе за постизање аутономије БиХ у оквиру НДХ. Крајем 1943. Хускина армија је бројала око 3000 припадника, а чинили су је више усташке, присталице ХСС, као и дезертери из јединица НОВЈ-а и Домобранства.
Нова милиција постала је веома утицајан политички и војни фактор у Цазинској Крајини. Миљковић се прогласио главнокомандујућим и јединим ауторитетом на том подручју, одбио да у милицију прими Хрвате, које је оптужио да обмањују Муслимане, и поновио међу Муслиманима широко распрострањену тврду да су „усташе под фесовима вршиле покољ Срба, како би на тај начин представили Муслимане као извршиоце геноцида над српским становништвом”. Почетком 1944. стање у том крају је почело забрињавати усташки режим. Предузели су низ неуспјешних мјера да успоставе контролу над Хускином војском и врате га у усташко-домобранску структуру, међутим, Миљковићева тактика и лажна обећања омогућила су му да одржи независност. Хрватски комунисти су такође покушали да отклоне пријетњу НОП-у коју је представљала Хускина војска, али су након војног неуспјеха одлучили да Хуску политички неутралишу. Као исход, Миљковић је са већином својих људи прешао у партизане 2. фебруара 1944, а на основи Хускине војске успостављена је Унска оперативна група 27. фебруара 1944. у саставу 4. хрватског корпуса НОВЈ-а. Хуска је предводио групу и под његовом командом учествовала је у борбеним дејствима против њемачких и усташко-домобранских трупа од априла 1944. године. Међутим, наставио је да маневрише, покушавајући да одржи предност у односима са комунистима и избјегне потпуни раскид да усташама. То је довело до фактичке подјеле групе на комунистичку и усташку фракцију. Притисак комуниста приморао је Хуску да постепено „пали мостове” са Нијемцима и усташама. Одговор је био покушај унутрашњег преврата у Унској групи. Присталице усташа убиле су Хуску 27. априла 1944. године.
Међутим, покушај усташког преврата био је неуспјешан. Као исход, мјере које је преузео Главни штаб НОВ и ПО Хрватске довеле су до успоставе реда у групи. Унска оперативна група, заједно са 8. кордунашком дивизијом, ослободила је Цазин у новембру 1944. године. У фебруару 1945. дошло је до коначног успостављања комунистичке власти на подручју Цазинске Крајине. Тек тада је ГШ НОВ и ПО Хрватске одлучио да распусти Унску оперативну групу и њене борце пошаље изван Цазинске Крајине. Већина људства Унске групе је реорганизована у Муслиманску бригаду 8. кордунашке дивизије. Од преосталих бораца успостављен је Крајишки (муслимански) партизански одред. Муслиманска бригада је учествовала у коначном ослобођењу Бихаћа 23. марта 1945, након чега је добила звање „ударна бригада”.

### Антипартизанске операције у источној Босни
По завршетку зимских операција, Вермахт је тежиште борбених дејстава на југословенском ратишту помјерио из средње Босне у југоисточну Босну и сјеверну Црну Гору, гдје су 2. и 3. корпус НОВЈ-а улагали напоре да се пробију на југ окупиране Србије. Одговарајући на активности НОВЈ-а, њемачке 2. оклопна армија је настојала да спријечи пробој партизана у Србију и да обезбиједи своје стратешке линије комуникације, које повезују долину Саве са јадранском обалом, стога је предузела циклус операција од марта до априла 1944. у Срему и источној Босни с циљем поновног заузимања и одржавања присуства на подручју омеђеном ријекама Босном, Спречом, Дрином и Савом. Главну улогу у овим операцијама имала је 13. брдска пјешадијска дивизија СС-а „Ханџар”. Дивизија је бројала око 21.000 припадника, имала је јаку артиљерију и била је знатно надмоћнија од партизанских снага у источној Босни, које су тада имале 12 бригада и 10 одреда, организованих у пет дивизија (16, 17, 27, 36. и 38.). Партизанске бригаде су у просјеку имале око 700 припадника, док су одреди били знатно мањи.
Прољећне антипартизанске операције у источној Босни, које се у југословенској историографији воде у оквиру „Седме непријатељске офанзиве”, разликовале су се од претходних њемачких операција. Њемачке трупе нису настојале да опколе и униште главни дио партизанских снага, већ су концентрисале своје напоре на чишћење територије од партизана „корак по корак, село по село”, остављајући иза себе мрежу међусобно повезаних гарнизона, како би спријечили накнадно обнављање присуства партизана у поново заузетом подручју. Активисти и симпатизери НОП-а, систематски су истријебљени, како би се спријечила обнова народноослободилачких одбора, који су снабдијевали партизане храном.
Након жестоких борби, есесовци су већину партизанских снага протјерали с Мајевице, из Семберије и дијела Посавине и пробиле се до Бирча и Романије. Истовремено су уништавали сеоско становништво, која су напустили партизани. Према команданту дивизије Зауберцвајгу, партизанске жртве до средине јуна износиле су 4526 потврђених погинулих, 3776 претпостављено погинулих и 1246 заробљених (укључујући шест америчких пилота). Према Хору, Ханџар дивизија није имала задатак да истријеби или протјера цјелокупно српско становништво. Сарађивала је са четничким војводама, нпр. са Радивојем Керовићем. Покољ је имао за циљ искорјењивање и уништење НОП-а у источној Босни. Међутим, бруталност СС-а била је толика чак и према несрпског становништву, да су многи Муслимани тражили уточиште код партизана.
Под командом Зауберцвајга, Ханџар дивизија је, нарушавајући „суверенитет” НДХ, фактички успоставила муслиманску државу у зони операције у сјевероисточној Босни: дјеловање власти НДХ је обустављено, а дивизија је створила сопствену војну, цивилну и економску администрацију. Долазак Ханџар дивизије и развој антипартизанске операције у источној Босни биле су озбиљан ударац угледу НОП-а међу Муслиманима тог краја. Хор је закључио да је упркос њиховој спремности да сарађују са партизанима, очигледна војна моћ Нијемаца и усташа довела до тога да Муслимани почну да сумњају у способност партизана да обезбједе територију коју контролишу. Због тога је у прољеће 1944. дио становништва источне Босне поново почео да нагиње ка Нијемцима и усташама. Током овог раздобља дошло је до пада борбеног морала појединих Муслимана партизана. Усљед тога су дезертирали сви Муслимани, бивши легионари, из Сребреничког партизанског одреда. У априлу, 200 партизана 16. муслиманске бригаде предало се Ханџар дивизији. Били су то углавном бивши припадници муслиманских милиција, мобилисани у НОВЈ.

### Посљедњи покушај Вермахта да преокрене развој ситуације на југословенском ратишту у своју корист
Наредни ударац Нијемаца НОП-у био је у западној Босни на званичан дан рођења Тита 25. маја 1944. године. Почео је њемачким ваздушним ударом на ВШ НОВЈ у Дрвару у оквиру комбиноване ваздушно-десантне и копнене офанзиве операције трупа 2. оклопне армије, кодног назива „Коњићев скок”. Циљ операције био је уништење ВШ НОВЈ, као и институција НОП-а и савезничких војних мисија. Тог дана су Нијемци изненадним ваздушним и копненим нападом на Дрвар готово обезглавили партизански покрет. Послије бомбардовања, падобранци СС-а су упали у град, али је послије неколико часова тешких уличних борби ВШ успио да се повуче из Дрвара. Упркос неуспјешном десанту, операција је, како је описао Хор, шокирала Тита и комунистичко руководство НОП-а, „посебно у вријеме када су се осјећали сигурније, него икада раније, у свом босанском упоришту, са британским и америчким официрима у свом штабу.” На Титов захтјев, савезници су њега и чланове ВШ НОВЈ превезли на острво Вис. Тиме је завршен двоипогодишњи борава Тита и ВШ НОВЈ у БиХ. Главни циљ операције није постигнут. Копнена офанзива је такође престала, а партизани су убрзо повратили изгубљену територију и чак је проширили.
Операција је била посљедњи покушај њемачке команде да промјени развиј ситуације у Југославији у своју корист. У немогућности да појача своје трупе у Југославији због растућег пораза Вермахта на главним фронтовима у Европи — совјетско-њемачком фронту и „другом фронту” који је отворен у Француској 6. јуна 1944. — њемачка команда је у љето 1944. коначно изгубила стратешку иницијативу на југословенском ратишту. Према Леониду Гибјанском, „то је нагло повећало војне способности партизанских формација, чије се језгро све више претварало у регуларну војску”. НОВЈ се снабдијевала наоружањем, миницијом и опремом дијелом из Совјетског Савеза, а дијелом од западних савезника и припремала се за одлучујућу операцију заузимања Србије. Упркос превентивним ударима њемачких трупа у љето 1944. на подручја концетрације партизанских јединица у Босни, Санцаку и Црној Гори (операције Драуфгенгер, Рибецал и Рибеншницел), велике групе трупа НОВЈ-а извршиле су продор у Србију са југа и запада, прво на прелазу из јула у август, а затим крајем августа и почетком септембра 1944. године.

### Друго засједање ЗАВНОБиХ-а
У складу са одлуком КПЈ о будућем статусу БиХ као републике у федеративној Југославији, усвојеној на другом засједању АВНОЈ-а у Санском Мосту 30. јуна 1944, одржано је друго засједање ЗАВНОБиХ-а. На засједању је донесен низ одлука којима је БиХ фактички успостављена као посебна и равноправна федерална јединица у оквиру нове Југославије. ЗАВНОБиХ је званично проглашен највишим законодавним и извршним представничким органом државне управе БиХ. За вршење суверених овлашћења ЗАВНОБиХ-а између сједница, успостављено је Предсједништво које се састојало од предсједавајућег, три потпредсједника, секретара и најмање двадесет чланова. Предсједништво је добио мандат да обавља функције владе до успостављања владе БиХ.
Под предсједавајућем Предсједништва основан је Законодавни комитет са задатком да израђује нове законе и даје мишљења о усклађености поступања нижих органа са службеним наредбама БиХ и Југославије. Одлукама сједнице утврђена су и права и одговорности НОО на обласном, среском, градском, општинском и сеоском нивоу и створена је Земаљска комисија за истраживање злочина окупатора и њихових помагача, као и Вјерска комисија. На сједници су саслушани извјештаји о стању привреде, здравства и образовања, у којима је наглашено да ЗАВНОБиХ мора напредовати на свим фронтовима.
На другој сједници ЗАВНОБиХ-а за предсједавајућег Предсједништва изабран је Војислав Кецмановић. Чланови Предсједништва били су четири члана ХСС-а, бивши четнички официр, бивши сенатор из савеза земљорадника, бивши замјеник великог жупана, бивши пуковник Домобранства, два индустријалца, три професора, два земљорадника и седам истакнутих комуниста БиХ, међу којима је био и Родољуб Чолаковић. Секретар и два од три потпредсједника били су комунисти. На овај начин је обезбијеђена надмоћ КПЈ у руководству Предсједништва. Састав Предсједништва, као и ЗАВНОБиХ-а у цјелини, био је кадровски попуњен тако да комбинује комунистичку контролу са широком народном подршком. Како пише Хор, ЗАВНОБиХ је поставио темеље БиХ као државе у складу са комунистичком идеологијом права југословенских земаља и народа на самоопредјељење. То је постала кључна одредница за даље регрутовање становника БиХ, а нарочито Муслимана, у редове НОП-а.

### Независна група националног отпора ЈВуО
Продор великих групација НОВЈ-а у Србију у прелазу јула на август и крајем августа и почетком септембра 1944, подстакао је покушаје колаборационистичког Недићевом режима да се са Михаиловићем договори о стварању „заједничког фронта српских националних снага” за борбу против партизана. Међутим, у контексту приближавања пораза Њемачке, група четничких команданата, углавном у источној Херцеговини, источној Босни, Санџаку и дијелу Црне Горе, упутила је крајем августа позив на борбу против Нијемаца и оптужила руководство Равногорског покрета да слиједи погрешан војно-политички курс. Као посљедица, на прелазу из августа у септембар успостављена је четничка групација под командом мајора Војислава Лукачевића, која се одвојила од Михаиловића и прогласила Независну групу националног отпора (НГНО) ЈВуО. Лукачевић је прогласио општу мобилизацију на територији под својом контролом и у септембру започео војне операције против Нијемаца. Истовремено, предузео је кораке ка стицају подршке западних савезника и признавање његове групе као самосталне силе, а такође се обратио команди НОВЈ са приједлогом за координацију у борби за ослобођење Југославије. Лукачевић је нагласио да, иако је спреман на сарадњу са партизанима, НГНО не може бити под Титовом командом. Појава Лукачевићеве групације изазвала је одлучно противљење комунистичког врха нове Југославије. По Титовом наређењу, јединице НОВЈ су 25. септембра напале НГНО и за неколико дана заузеле четничко упориште Билећу, а затим потпуно разбиле Лукачевићеве снаге у јужној Херцеговини. Сам Лукачевић се заједно са неколико стотина преосталих четника повукао прво у унутрашњост Херцеговине, а затим у околину Фоче. Почетком децембра Лукачевић је покушао да ступи у контакт са Британцима, али су га партизани ухватили и затим је погубљен 14. августа 1945. по налогу Врховног војног суда у Београду.

### Уништавање војног потенцијала НДХ. Слом Ханџар дивизије
Мржња према усташком режиму, војни губици, слаб морал, партизанска инфилтрација у организационе структуре НДХ и комунистичка пропаганда, довели су до потпуног слома усташке државе. Чак и они Муслимани и Хрвати који нису подржавали НОВЈ напустили су Домобранства да би заштитили своја села од могућих напада партизана, четника или других оружаних сила. То је убразло војни распад НДХ. Све учестали бомбардовања савезничке авијације територије НДХ, додатно је дискредитовало усташки режим. Свијест о неминовности пораза ширила се и међу усташама.
У овој ситуацији, совјетска групација од 300.000 припадника 2. и 3. украјинског фронта (према другим изворима, 100.000) ушла је у Југославију 29. септембра 1944. године. Иако су до краја године јединице Црвене армије поново у великој мјери напустиле земљу, то је, према Клаусу Шмидеру, означило почетак потпуно новог рата, у којем су у биткама преовлађивали НОВЈ, све више трансформисана у регуларну оружану силу, и њемачке јединице на фиксним фронтовима на истоку и југу опадајуће НДХ. У жестоким борбама са трупама Групе армија Ф, као Групе армија Е, која се журно повлачила из Грчке и Албаније, почело је коначно ослобађања југословенских земаља од њемачких окупатора и колаборационистичких режима које су они успоставили. Совјетско-југословенске трупе су 20. октобра заузеле Београд, а до краја јесени Нијемци и квислиншке формације протјеране су готово из цијеле источне Југославије.
Под утицајем катастрофалне војне ситуације и амнестије коју је Тито прогласио 30. августа за „све заблудјеле слуге окупатора”, чија је важност ограничена на 15. септембар 1944, почело је масовно дезертерство Хрвата и Муслимана из Домобранства, легионарских дивизија и трупа СС-а. Тиме је окончан покушај њемачке команде да интегрише хрватски војни потенцијал у војне напоре Њемачке. Разорни поступци нису заобишли ни 13. брдску пјешадијску дивизију СС-а „Ханџар”. У првих двадесет дана септембар из дивизије је дезертирало више од 2000 Муслимана. Дезертери су са собом понијели 1578 пушака и 61 митраљез. Покушај да се дивизија уклони са „босанског утицаја” крајем октобра пребацивањем од подручје Загреба изазвао је други талас дезертерства. Као посљедица, до средине новембра, Нијемци су сматрали да је 70% муслиманског особља неспособно за службу због непоузданости и отпуштено је из службе. Јачина дивизије је смањена на величину ослабљеног пука и чинило је 50% њемачког кадровског састава. Дана 17. октобра, дан након што је 23. брдска пјешадијска дивизија СС-а „Кама” добила наређење да се прерасподјели у сјеверну Хрватску како би помогла у одбијању совјетске офанзиве, муслимански војници су се побунили, што је довело до каснијег распуштања дивизије. У међувремену, стотине бивши СС-оваца приступило је партизанима. До краја децембра Обласни комитет КПЈ у источној Босни извијестио је да је у НОВЈ приступило укупно 2000 бивших припадника дивизије СС-а „Ханџар”.

### Ослобађање градова БиХ споља и изнутра
Завршна етапа рата била је најкрвавија у БиХ, уједно и у цијелој Југославији. Нијемци су настојали да задрже контролу над БиХ, како би обезбиједили повлачење јединица Групе армија Е из Грчке, Албаније и Црне Горе. Да би заштитила важне градове, путеве и околне територије од напада четири хрватска и три босанска корпуса НОВЈ-а, њемачка команда је држала двије трећине својих трупа у позадини фронта. Истовремено, квислиншки режими и покрети су се „грчевито опирали” партизанском напредовању, како би спријечили свој распад и дезинтеграцију и прилагодили се нових условима током пораза фашизма у Европи.
У борби за градове БиХ партизанска команда је користила тактику заузимања Тузле у октобру 1943, када је захваљујући дејствима јединица НОВЈ-а и мјесног илегалног НОП-а приступио велики број политичара, функционера и бивших домобрана, а уз подршку дијела становништва града створена је нова власт. Градови БиХ ослобођени су комбинацијом партизанских напада и унутрашње инфилтрације илегалног НОП-а, што је приморало трупе НДХ да се предају или пређу у партизане. Тако је 11. крајишка дивизија по други пут заузела Теслић 9. јула 1944. уз подршку командата и припадника Хаџиефендићеве легије, који су дозволили улазак у гради помогли у разоружању домобранског гарнизона. У сарадњи са домобрани, у јулу 1944. заузет је Тешањ. Теслић је 4. септембра по трећи пут ослобођен. Истовремено, око 500 припадника муслиманских милиција приступило је Тешањско-теслићком партизанском одреду, који је накнадно трансформисан у 19. средњобосанску бригаду.
Илегални НОП-а било је успјешан у Добоју и Дервенти. Ту су борби успјели наговорити команданта гарнизона пуковника Асима Тановића и многе домобране на сарадњу. Ови односи били су толико развијени да је Домобранска болница лијечила рањене партизана под маском четника, са којима су усташе склопиле споразум о сарадњи од прољећа 1942. године. Прије напада, заказаног за 8. септембар 1944, команда 53. средњобосанске дивизије састала се са Тановићем и командантом домобранског 5. артиљеријског дивизиона пуковника Славком Теларевићем. Иако су Нијемци пред сам напад замијенили домобране поузданијим јединицама и одани 4. ловачки пук пребацили у Добој, илегалци су у посљедњем тренутку успјели да обезбједе подршку команданта 2. батаљона 4. пука пуковника Шкрињарића. Његов пребјег у партизане одиграо је кључну улогу. Додатну предност 53. дивизији створио је продор партизана у домобранским униформама у кључне тачке одбране града прије почетка напада. Капитулација дијела гарнизона омогућила је партизанима да заузму већи дио Добоја прије него што су били приморани на повлачење. Усљед тога, цио артиљеријски дивизион домобранске 1. ловачке групе предао се партизанима са пуном артиљеријом, и оруђе усмјерио на непријатељске положаје. Више од хиљаду домобрана повукло се из Добоја заједно са партизанима, носећи са собом артиљерију, муницију и друга материјално-техничка средства. Неки од њих су се касније прикључили партизанским одредима, а неки су послати кућама. Приликом истовременог напада партизана на Дервенту, цио 6. ловачки пук под командом пуковника Музловића прешао је на страну партизана. Тако је у нападима на два града око 2000 домобрана прешло у партизане. У Дервенти је уз помоћ домобрана заробљено 70 њемачких војника, међу којима и један генерал.
Илегални НОП је допринијео успјешном нападу на Приједор, који је изведен истовремено са операцијом у Добоју и Дервенти. Приједорски домобрански гарнизон, који је бројао 2000 припадника, предао се без борбе. Приликом напада, дио становништва, нарочито Срби и Муслимани, придружио се партизанима и отворио ватру на одбрамбене положаје. Још 500 домобрана са оружјем прешло је на страну партизана и мобилисано у 4. крајишку дивизију у Босанском Петровцу. Тузла је по други пут и коначно ослобођена 17. септембра 1944. године. Град је остао највећа енклава под контролом НОВЈ-а у њемачкој позадини, а партизани су насљедили имовину, институције и функционере НДХ и мобилисали нову милицију из редова муслиманске легије. Подоро илегалаца у непријатељске редове настављен је и наредних мјесеци. Октобра 1944, у Рипачи код Бихаћа, један домобрански батаљон заједно са командантом прешао је на страну партизана. Одговор на све већу сарадњу НОП-а са домобранима и становништво била је жестока репресија усташа.
У јесен 1944. усташка власти у Босанској Крајини коначно је пала, након што су партизани ослободили Доњи Вакуф, Бугојно, Приједор, Благај, Јајце, Босански Петровац, Дрвар, Тешањ, Теслић и Травник. Од већих градова у регији само су Бихаћ, Босански Нови и Бања Лука остали под њемачком и усташком контролом. Од 18. до 29. септембра 1944. 5. корпус НОВЈ-а водио је жестоку борбу за Бању Луку, кључни град БиХ. Претходно је ЦК КПЈ у марту 1944. овдје послао новог секретара партијске организације Анђу Кнежевић са задатком да руководи отпором. Почетком септембра Кнежевићева је у штаб корпуса пријавила детаљан план одбране града, укључујући податке о свим домобранима који су пристали да не пружају отпор партизанима. Партизански напад је координисан са јединицама 3. брдске пјешадијске бригаде, која су непосредно прије почетка офанзиве биле под командом корпуса и током операције се борила на страни партизана. Уочи напада, 15. септембра, и домобрани у оближњем селу Ивањска предали су своје положаје и придружили се партизанима. Пратила их је домобранска авијација и домобранске тенковске посаде. Захваљујући прелиминарном договору са илегалним НОП-ом, цијеле домобранске јединице су се предале партизанима без иједног испаљеног метка. Домобрански официр предао је партизанима 26 топова које су одмах усмјереили на положаје усташа и Нијемаца. За три дана партизани су уз помоћ домобранских јединица заузели цио град, осим тврђаве. Након тога, 5. корпус је читаву седмицу бранио град од њемачких контранапада, али је због надмоћи непријатељских снага био приморан да се повуче са великим трофејима. Око 1600 домобрана из бањалучког гарнизона отишло је у партизане, а неколико хиљада становника, међу којима и велики број функционера НДХ, напустило је град. Због тога је градска администрација Бање Луке била парализована. Друга бањалучка операција била је тежак ударац за НДХ, али уједно и посљедњи значајнији успјех градских илегалаца. Након тога, усташе су појачале свој терор. Почетком децембра у Бањој Луци су ухапшене присталице НОП-а, и домобрани који су с њима сарађивали, а илегали НОП је готово потпуно уништен. Према Младенку Цолићу, партизани би били успјешни да штаб 5. корпуса није направио низ пропуста и грешака у припреми и извођењу операције. Када су партизани 21. и 22. априла 1945. коначно ослободили Бању Луку, затекли су потпуно разрушен град.

### Завршна офанзива НОВЈ/ЈА и протјеривање окупатора
До почетка 1945. НОВЈ је ослободио већи дио источне и јужне Херцеговине, али су њемачке и усташко-домобранске трупе држале Мостар, Сарајево и долину Босне, као и линију Бијељина — Добој — Дервента — Бања Лука — Босански Нови — Бихаћ. До средине јануара овдје су се из Грчке повлачиле јединице њемачке Групе армије Е. Да би савладали одбрану непријатеља и протјерали га из окупираних дијелова земље, наредном ВШ НОВЈ-а од 1. јануара 1945. створене су 1, 2. и 3. армија. Друга армија је дјеловала у источној Босни. Од 6. до 14. фебруара 1945. јединице 8. корпуса и 29. херцеговачке дивизије заузеле су Мостар. До почетка марта 1945. НОВЈ је ослободио цијелу Херцеговину. Њемачке и усташко-домобране трупе протјеране су 6. априла из Сарајева. До 1. маја 1945. Босна је била потпуно очишћена од њемачких трупа, али су на сјеверу земље, у позадини 2. армије, и даље постојале двије велике групације противника комунистичке власти: четници на Вучјаку и усташе у Оџаку. Задатак њихове ликвидације додијељен је 3. босанском корпусу. До средине маја 1945. војне операције против њемачких трупа и грађански рат на територији Југославије окончани су побједом НОП-а КПЈ. У Југославији је фактички успостављена комунистичка власт.

## Треће засједање ЗАВНОБиХ-а и успостављање прве владе БиХ
Ослобођење Сарајева, а потом и цијеле БиХ, омогућило је руководству БиХ да преобрази привремене институције власти у сталне државне органе. Већ у марту 1945. Предсједништво ЗАВНОБиХ-а одлучило је да се наредног мјесеца одрже избори за сва мјесна и обласна представничка тијела. Предсједништво ЗАВНОБиХ-а је 15. априла прешло из Јајца у Сарајево, а 16. априла заказано је треће засједање ЗАВНОБиХ-а за 26. априла 1945. године. У току припреме засједања, 19. априла образован је НОО града Сарајева на челу са Хусеином Бркићем. Треће засједање ЗАВНОБиХ-а одржано је од 26. до 28. априла 1945. у Сарајеву.
Тиме је ЗАВНОБиХ преображен у Народну скупштину Босне и Херцеговине, а народноослободилачки одбори и скупштине у народне одборе и народне скупштине.  Предсједништво ЗАВНОБиХ-а постало је Предједништво Народне скупштине БиХ. Скупштина је имала 44 додатна посланика, који су предсављали шире слојеве становништва БиХ. Међу њима су били Заим Шарац, Хусага Чишић, муфтија Мухамед Шефкет Курт, православни свештеници Светозар Лазаревић и Сима Беговић, фрањевац Бона Остојић и други. Међу посланици били су чланови академске заједнице, државни службеници и четири жене. Народна скупштина усвојила је закон којим се успоставља народна влада БиХ, највиши орган извршне власти државе БиХ. Кандидате за чланове владе предложило је Предсједништво Народне скупштине. Скупштина је изабрала Родољуба Чолаковића за предсједника владе, а 28. априла успотављена је прва влада. Поред Чолаковића, било је још пет истакнутих комуниста, као и девет некомуниста. Како Хор примјећује, стварна власти била је у рукама КПЈ, док је некомунистичка већина требало да служи сврси друштвене и међународне експлоатације. Некомунисти су бирани у владу због свог угладе, националног статуса и ауторитета. Међутим, ова влада је била лажна: народна подршка партизанској власти била је прилично неизвјесна, па је комунистима била потребна влада којој се могло вјеровати.

## Ликвидација преосталих четничких и усташких групација

### Уништење главнине четничких снага
Послије пораза, који је 1. пролетерски корпус нанио трупама ЈВуО у бици на Јеловој гори 9. септембра 1944. и накнадног позива краља Петра II 12. септембра четницима да пређу на страну партизана, више од половине бораца напустило је редове ЈВуО. Ови догађаји довели су до губитка значаја ЈВуО као политичке силе у Србији. Михаиловић је тешком муком и уз помоћ Српског добровољачког корпуса избјегао заробљавање и 24. септембра прешао у Босну. Главне снаге ЈВуО биле су концентрисане у околини Београда, одакле су 7. септембра, под њемачком контролом, жељезницом пребачене у Краљево и потом у источну Босну. Ту су, на прелазу зиме у рано прољеће 1945, концентрисане четничке трупе из Србије, Црне Горе, дијелом из Херцеговине и неких крајева Босне, које су бројале око 40.000 људи. Дјеловали су на огромној територији и водили жестоке сукобе и често значајне борбе како са трупама НДХ, тако и са јединицама НОВЈ-а. Михаиловић је настојао да избјегне сукобе са њемачким трупама, док су многи четнички команданти сарађивали са јединицама Вермахта у одбијању офанзиве 2. армије ЈА на сјеверну Босну, јер су Нијемци били једини гарант опстанка четника на овим просторима. Михаиловић се до почетка априла надао проширењу њемачког присуства у Босни и преко својих представника водио преговоре са главномкомандујућим њемачких трупа на Југоистоку, генерал-пуковник Александром Лером. Нема података о њиховом садржају, али се зна да је Лер савјетовао да се дијелови ЈВуО повуку према Врбасу.
Положај четника био је тежак. Недостајало им је муниције, хране и топле одјеће. То је довел до масовне исцрпљености, болести и високе смртности међу војним лицима и избјеглицама. Дезертерство је расло. Питање даље дјеловања било је акутно. Поједини команданти су вјеровали да је потребно пробити се на запад у Истру и Словеначко приморје, али Михаиловић није подржао тај план. То је довело до подјеле снага ЈВуО. У другој половини марта 1945. црногорски четници и избјеглице које је предводио Павле Ђуришић, а с њима и неке друге четничке јединице из Босне, Херцеговине и дијелом из Србије, одвојиле су се од Михаиловићеве групе и самостално кренули на запад. Њима се придружио и један број војних и политичких вођа Равногорског покрета, међу којима је био и Драгиша Васић. Већина босанских четника се није придружила ни Ђуришићу ни Михаиловићу, већ су се једноставно разишли: већина се склонила међу српско становништво Босне, док су остали отишли у густе босанске шуме, гдје су остали још много мјесеци након завршетка рата. Истовремено, Михаиловић је, према ријечима Милана Радановића, средином априла повукао „један од најнеодговорнијих и најрискантнијих потеза”. Повукавши се са преосталих 7000—8000 четника на запад, на Мотајицу, одлучио је да „изврше пробој према Србији, заобилазним путем кроз планинско подручје централне Босне — умјесто да прихвати реалност и изврши предају партизанима”.
Поход се одвијао на територију коју је контролисала Југословенска армија. До 7. маја Михаиловићева група је изгубила петину својих бораца и бројала је око 5000—6000 људи, укључујући неколико стотина босанских четника. Напредујући кроз средњу Босну, четници су опљачкали многа села, спалили Фојницу и силовали неколико десетина жена. Група се 10. маја подијелила на два дијела. Главни дио, предвођен Михаиловићем и Трифуновићем, прешао је на Зеленгору с намјером да заузме рејон Сутјеске и одатле се пробије до Дрине. Мањи дио четника, под командом Рачића и Дамјановића, кренуо је из околине Калиновика на Јахорину и даље у правцу Рогатице.
Од 12. до 13. мај 3000—4000 Михаиловићевих четника стигло је на Зеленгору и Сутјеску. Овдје су их јединице 3. корпуса и 37. санџачке дивизије ЈА држале у окружењу од 12. до 15. маја и већина је погинула у борби. Неки четници су заробљени, али су Михаиловић и група официра и војника успјели да избјегну заробљавање или смрт. Неки од заробљених четника су упућени у привремене логоре за ратне заробљенике, гдје су амнестирани у августу 1945, док су други стријељани у околини Фоче. Број стријељаних четника је непознат, али Милан Радановић процјењује да би тај број могао бити неколико стотина, а не неколико хиљада или 9300, како тврде неки историчари. Рачићеви и Дамјановићеви четници су успут избјегли уништење, али су изгубили значајан број бораца у борбама и због дезертерства били су принуђени да се подијеле у мање групе. Ликвидирани су у другој половини маја и наредних мјесеци 1945. године.

### Борбе против усташких формације у Оџаку
Након напуштања Сарајева, њемачке и усташко-домобранске трупе 21. брдског армијског корпуса у сјеверној Босни повукле су се кроз Добој и Дервенту преко Саве. Главни напад 2. армије ЈА изведен је западно од Подвучјака у правцу Добоја, важног жељезничког чворишта на путу за Хрватску. Како се ЈА приближавала, усташке формације и хрватске избјеглице, плашећи се доласка комуниста, пребјегле су на лијеву обалу Босне у Подвучјак. Да би обезбиједили евакуацију избјеглица, дио усташа није наставио напредовање према Загребу, већ су распоређени дуж линије одбране Подвучјака. Након што су партизани заузели десну обалу Босне, усташке формације Подвучјака извршиле су наређење које су добиле почетком априла да крену на запад, међутим покушај повлачења између 19. и 22. априла 1945. је пропао, јер су јединице ЈА 19. априла заузеле Дервенту, 20. априла Славонски Брод и 21. априла Босански Брод, чиме су пресјекле усташама прелазак преко Саве и пут за повлачење према Загребу. Нашавши се у окружењу, усташе су успјеле да брзо заузму значај дио утврђења Подвучјака које су претходно напустили. Борбе између усташа и јединица 3. корпуса ЈА на подручју Оџака настављене су са прекидима од 19. априла од 25. маја 1945. године. Завршна фаза борби одвијала се током операција кодног назива „Влашка Мала” од 22. до 25. маја и завршена је ликвидацијом групације у окружењу.

## Посљедични догађаји

### Проглашење ФНРЈ и доношење Устава НР БиХ
Уставотворна скупштина је на засједању одржаном у Београду 29. новембра 1945. једногласно усвојила декларацију о укидању монархије и проглашењу Федеративна Народне Републике Југославије (ФНРЈ). Уставотворна скупштина је 31. јануара 1946. једногласно усвојила Устав ФНРЈ, по коме су шест федералних држава Југославије, укључујући Босну и Херцеговину, проглашене народним републикама у саставу ФНРЈ.
Уставотворна скупштина Народне Републике Босне и Херцеговине потврдила је 11. новембра 1946. све одлуке другог засједања ЗАВНОБиХ-а и све акте, који су Народна скупштина БиХ и њено Предсједништво усвојили од 26. априла 1945. до сједнице Уставотворне скупштине. На сједницама од 28. до 31. децембра 1946, Уставотворна скупштина је усвојила и прогласила Устав Народне Републике Босне и Херцеговине, који је био сличан осталим уставима федералних јединица ФНРЈ. За разлику од одлука ЗАВНОБиХ-а, народи БиХ у устави нису поименично наведени. Садржао је само одредбу о равноправности свих народности републике.

### Курс ка монополистичкој политичком доминацији КПЈ по совјетском обрасцу
Избором Уставотворне скупштине и доношењем одлуке о државном устројству Југославије окончано је формално-прелазно раздобље који је било предвиђено споразумом Тито—Шубашић и одлукама Јалтске конференције. Комунистички режим, успостављен у ФНРЈ, добио је могућности да „јасније и интензивније настави преображења” по „тадашњим совјетским, тј. стаљинистичким, канонима”, пошто су совјетски пут југословенски комунисти доживљавали „прије свега као стандард”. Како пише Леонид Гибјански: „У политичкој сфери раздобље послије проглашења ФНРЈ и доношења устава, карактерисао је курс ка даљем јачању комунистичке контроле, пооштравању постојећег систем власти и управљања друштвом. Овдје су енергични напори били усмјерени на досљедну ликвидацију оних крајње ограничених и више него релативних, а по много чему и потпуно декоративних манифестација вишестраначја, које су раније дјелимично биле дозвољене из тактичких разлога”.

## Губици
Према босанскохерцеговачком историчару Енверу Реџићу, у Босни и Херцеговини је од 1941. до 1945. страдало око 407.000 становника, од чега око 209.000 Срба, око 100.000 Муслимана, око 79.000 Хрвата, око 10.000 Јевреја (према подацима Таубера, око 10.500 људи), око 5000 Рома и око 4000 представника других народа.
Према другим изворима, БиХ је изгубила око 316.000—328.000 становника, укључујући око 174.000 цивила, од којих је око 85.000 умрло у концентрационим логорима. Губици партизана и њихових противника у грађанском рату били су приближно једнаки и износили су око 70.000 људи на свакој страни.

## Сјећање
Партизански рат и покрет отпора који је преводила КПЈ постали су државотворни мит у послијератној Југославији, а сјећање на рат чинило је основу братства и јединства југословенских „народа и народности”. Прокламовани наратив о војним догађајима током постојања СФРЈ није подлијегао сумњи и био је под заштитом државе. Истовремено, распад Југославије и рат у БиХ од 1992. до 1995. изазвали су и овдје, као и другим постјугословенским државама, раскол у друштву, ревизију неких званичних постулата и стварање нових тумачења историје. Падом комунистичког режима, заједничког сједање на Други свјетски рат, које је окупљало Србе, Муслимане и Хрвате у БиХ, замијењено је засебним приступом сјећању на рат. Брзина брисања колективног сјећања зависила је од тога која је национална група преузела власт и гдје.
Политичка и друштвена маргинализација организација које су промовисали званични југословенски наратив о Другом свјетском рату, која је почела у БиХ послије првих вишестраначких избора 1990, довела је најприје до заборава појединих мјеста сјећања и праксе, а потом и до пустошења неких спомен-обиљежја, пренамијене спомен-центара и музеја, као и преименовање улица чији су називи подсјећали на значајне догађаје и учеснике Другог свјетског рата. Неки споменици и спомен-комплекси, као што је Спомен-парк Враца у Сарајеву, оштећени су због непосредне близине војних дејстава током рата у БиХ. Неки од њих су обнављани на иницијативу Савеза удружења бораца Народноослободилачког рата Југославије (СУБНОР) и финансирали су их мјесне, кантоналне, ентитетске власти, појединци или међународне организације.
У савременој БиХ важни догађаји НОР-а посматрају се кроз призму распада Југославије и дио су сјећања на подјелу земље од 1992. до данас. Посљедица тога је изостављање општеприхваћених наратива о догађајима из Другог свјетског рата, улози Срба, Муслимана и Хрвата, процјенама жртава, као и сукобима око ревизионистичких тумачења прошлости међу сва три конститутивна народа БиХ. Након подјеле комеморативних догађаја у Тјентишту у част битке на Сутјесци између СУБНОР-а БиХ (из Федерације) и СУБНОР-а Републике Српске 2006, обиљежавање догађаја из партизанске борбе на спомен-комплексу Долина хероја поново је добило на значају за поједине политичке странке, а страначки функционери почели су чешће да га посјећују, користећи га за рекламирање у медијима. Истовремено, инструментализација спомен-комплекса створила је у дијелу друштва сјећање на партизане као једнонационалног покрета, према којем су сви остали који нису припадници тог народа искључени из сјећања и означени као „неофашисти”. Овакви наративи обликују подијељено и конфликтно друштво БиХ.